# 러시아의 우크라이나 침공
러시아의 우크라이나 침공(러시아어: Вторжение России на Украину, 우크라이나어: Російське вторгнення в Україну, 영어: Russian invasion of Ukraine)은 2022년 2월 24일 러시아가 우크라이나의 영토를 침공한 사건으로, 러시아-우크라이나 전쟁의 일부이다. 2022년 2월 24일, 러시아는 우크라이나를 침공했다. 이는 2014년에 시작된 두 국가 간 분쟁이 크게 확대되어 제2차 세계 대전 이후 유럽에서 가장 규모가 크고 치명적인 전쟁이 되었다. 이 전투로 인해 수십만 명의 군인 사상자와 수만 명의 우크라이나 민간인 사상자가 발생했다. 2025년 현재, 러시아군은 우크라이나 영토의 약 20%를 점령하고 있다. 4,100만 명의 인구 중 약 800만 명의 우크라이나인이 국내에서 피난했으며, 2023년 4월까지 820만 명 이상이 국외로 피난하여 제2차 세계 대전 이후 유럽의 가장 큰 난민 위기를 초래했다.
2021년 후반, 러시아는 우크라이나 국경 근처에 병력을 집결시키고 서방 세계에 우크라이나가 NATO 군사 동맹에 가입하는 것을 금지하는 것을 포함한 요구사항을 발표했다. 우크라이나 공격 계획을 반복적으로 부인한 후, 2022년 2월 24일, 러시아 대통령 블라디미르 푸틴은 "특별 군사 작전"을 발표했다. 그는 이 작전이 러시아가 지원하는 분리주의 도네츠크 및 루한스크 공화국을 지원하기 위한 것이라고 말했다. 이들의 준군사 조직은 2014년부터 돈바스 전쟁에서 우크라이나와 싸워왔다. 푸틴은 우크라이나의 국가 정당성에 도전하는 민족통일주의 및 제국주의적 견해를 표명하며, 우크라이나 정부가 네오나치이며 돈바스에서 러시아 소수민족에 대한 집단학살을 자행하고 있다고 근거 없이 주장했다. 그리고 러시아의 목표는 우크라이나를 "비무장화 및 탈나치화"하는 것이라고 말했다. 러시아의 공습과 지상 침공은 수도 키이우를 향한 북부 전선에서 벨라루스로부터, 크림반도로부터 남부 전선에서, 그리고 돈바스 및 하르키우를 향한 동부 전선에서 개시되었다. 우크라이나는 계엄령을 발동하고, 총동원령을 내렸으며, 러시아와의 외교 관계를 단절했다.
러시아군은 격렬한 저항과 병참 문제에 직면한 후 2022년 4월까지 북부와 키이우 외곽에서 퇴각했다. 그들의 철수 후 부차 학살이 드러났다. 남동부에서 러시아는 돈바스 공세를 개시하고 파괴적인 포위 끝에 마리우폴을 점령했다. 러시아는 전선에서 멀리 떨어진 군사 및 민간 목표물에 대한 폭격을 계속했으며, 겨울철에는 에너지 그리드를 공격했다. 2022년 후반, 우크라이나는 남부와 동부에서 성공적인 반격 작전을 개시하여 하르키우주 대부분을 해방했다. 직후 러시아는 부분적으로 점령한 4개 주를 불법적으로 합병했다. 11월에는 우크라이나가 헤르손을 해방했다. 2023년 6월, 우크라이나는 남동부에서 또 다른 반격을 개시했지만 거의 진전을 이루지 못했다. 2024년 상반기 동안 동부에서 러시아가 작지만 꾸준히 진격한 후, 우크라이나는 8월에 러시아 쿠르스크주로 국경을 넘는 공세를 시작했고, 그곳에는 북한 군인들이 러시아를 돕기 위해 파견되었다. 유엔 인권최고대표사무소는 러시아가 점령된 우크라이나에서 심각한 인권 침해를 자행하고 있다고 보고한다. 전쟁으로 인한 러시아의 직접 비용은 4,500억 달러를 초과했다.
이번 침공은 광범위한 국제적 비난을 받았다. 유엔 총회는 침공을 비난하고 러시아의 완전한 철수를 요구하는 결의안을 통과시켰다. 국제사법재판소는 러시아에 군사 작전을 중단하라고 명령했으며, 유럽 평의회는 러시아를 추방했다. 많은 국가들이 러시아와 그 동맹국인 벨라루스에 제재를 부과하고 우크라이나에 대규모 인도주의적 및 군사적 지원을 제공했다. 발트해 국가들과 폴란드는 러시아를 테러 국가로 선언했다. 전 세계적으로 시위가 발생했으며, 러시아의 반전 시위자들은 대규모 체포와 심한 언론 검열에 직면했다. 러시아의 민간인 공격은 집단학살 혐의로 이어졌다. 전쟁 관련 우크라이나 농업 및 해운의 혼란은 세계 식량 위기를 초래했으며, 전쟁 관련 지역 환경 피해는 생태학살로 묘사되었고, 전쟁은 전 세계 기후 정책을 심각하게 방해했다. 국제형사재판소 (ICC)는 인도에 반한 죄, 전쟁 범죄, 우크라이나 어린이 납치, 그리고 우크라이나인에 대한 집단학살에 대한 조사를 개시했다. ICC는 푸틴과 다른 5명의 러시아 관리들에 대한 체포 영장을 발부했다.

## 배경

### 포스트 소비에트 관계

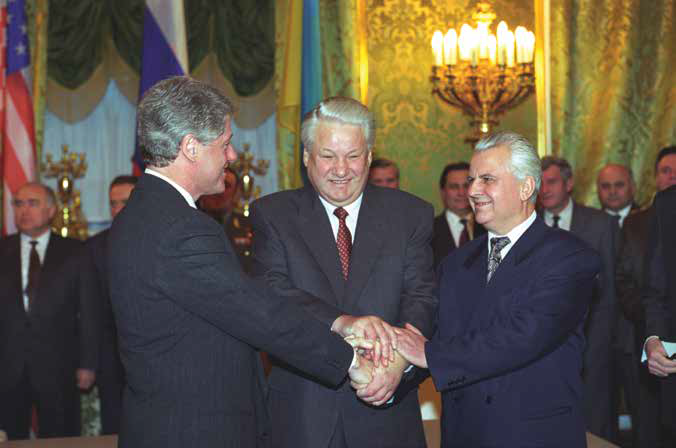
1994년 삼자 선언 서명 후 미국 대통령 클린턴, 러시아 대통령 옐친, 그리고 우크라이나 대통령 크라우추크. 러시아와 미국은 우크라이나가 핵무기를 포기하는 대가로 우크라이나의 독립과 영토 보전을 지지하기로 합의했다.

1991년 소련의 붕괴 이후 러시아와 우크라이나는 우호적인 관계를 유지했다. 안보 보장을 대가로 우크라이나는 1994년 핵 비확산 조약에 서명하고 소련으로부터 물려받은 핵무기를 포기했다. 러시아, 미국, 영국은 부다페스트 안전 보장 각서에서 우크라이나의 주권과 영토 보전을 지지하기로 합의했다. 1999년, 러시아는 유럽 안보 헌장에 서명하여 각 국가가 "자신의 안보 협약을 선택하거나 변경할 권리"와 동맹에 가입할 권리를 확인했다. 2002년, 푸틴은 우크라이나와 NATO의 관계는 "두 파트너의 문제"라고 말했다. 2005년, 푸틴은 우크라이나가 NATO에 가입하고 싶다면 "우리는 그들의 선택을 존중할 것이다. 왜냐하면 그것은 그들 자신의 국방 정책을 결정할 주권적 권리이며, 이는 우리 두 나라의 관계를 악화시키지 않을 것이기 때문이다"라고 말했다.
러시아는 2008년 조지아를 침공하여 압하지야와 남오세티야를 장악하며 러시아가 정치적 목표 달성을 위해 무력을 사용할 의지가 있음을 보여주었다. 미국은 침공에 대한 반응에 대해 "유화책과 순진함"으로 비난받았다.

### 우크라이나 혁명

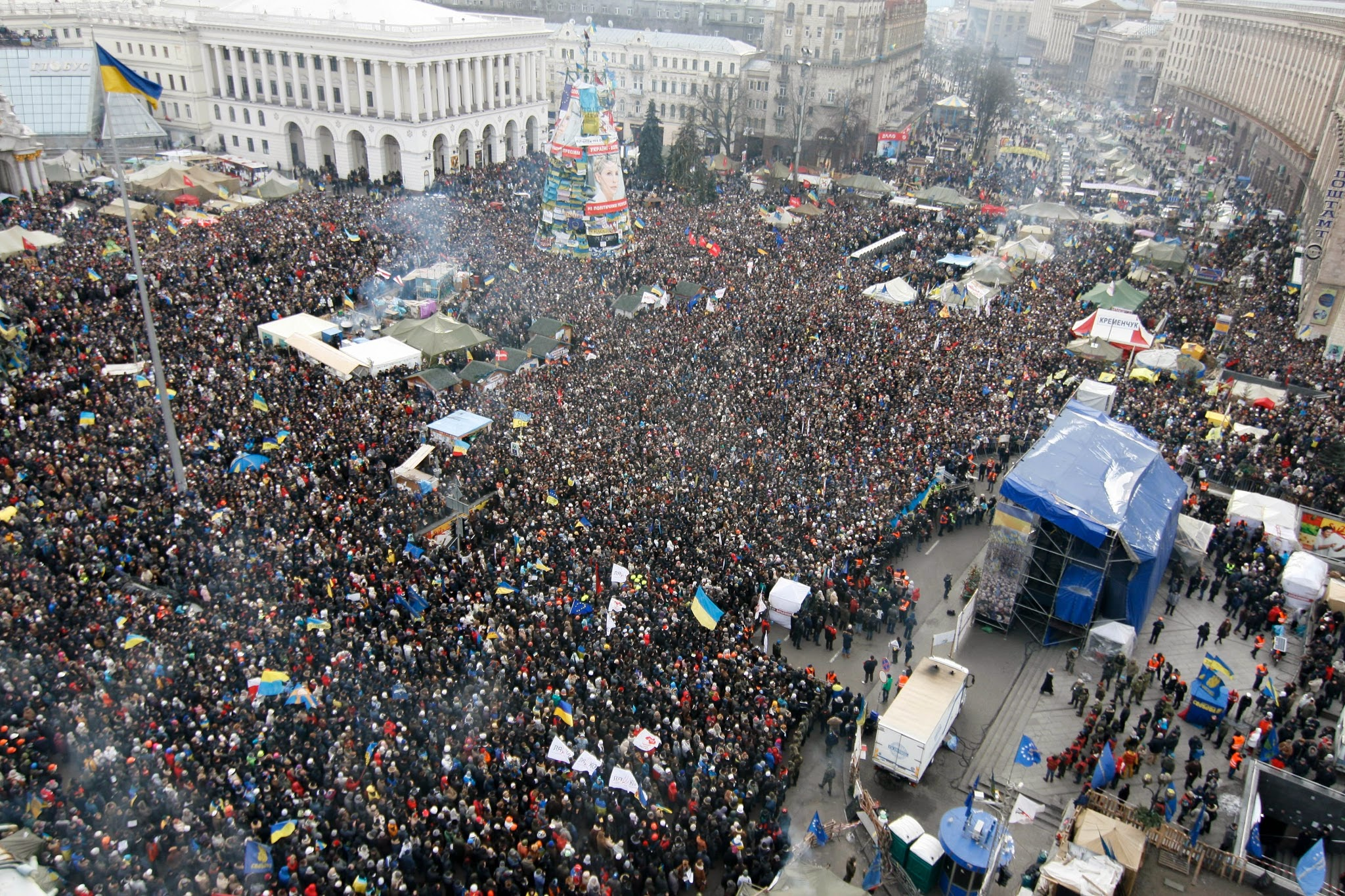
2014년 1월 19일 독립광장 집회 시위대

2013년, 우크라이나 의회는 유럽 연합-우크라이나 연합 협정의 최종 서명을 승인했다. 우크라이나가 러시아와 같은 수준의 관계를 유지할 수 없을 것이 분명해지자 러시아는 이 협정에 대한 우려를 표명했다. 러시아는 우크라이나에 협정 거부를 압박하고 경제 제재를 부과했다. 2013년 9월, 크렘린궁 고문 세르게이 글라지예프는 우크라이나가 EU 협정에 서명할 경우 러시아는 더 이상 우크라이나의 국경을 인정하지 않을 것이라고 경고했다.
11월, 우크라이나 대통령 빅토르 야누코비치는 갑자기 협정 서명을 철회하고 대신 러시아 주도의 유라시아 경제 연합과 더 긴밀한 관계를 선택했다. 이러한 강압적인 철회는 유로마이단으로 알려진 시위를 촉발했으며, 2014년 2월 존엄의 혁명으로 절정에 달했다. 국가 보안군에 의해 거의 100명의 시위대가 살해되었다. 협정 서명에도 불구하고 야누코비치는 도주했다. 의회는 그를 해임하기로 투표했다.

### 크림 및 돈바스에서의 러시아 침공

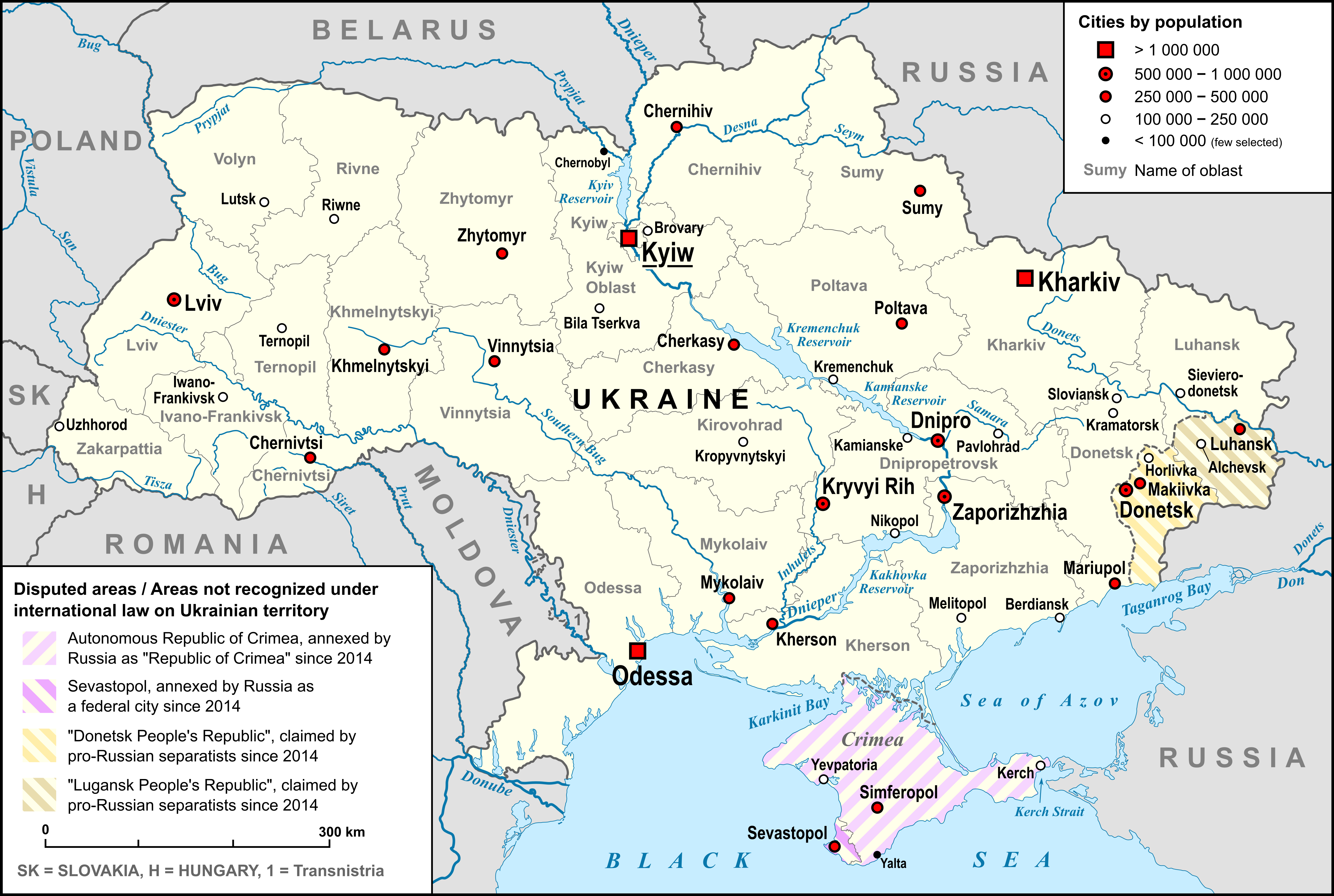
2014년 이후 러시아에 의해 합병된 크림반도와 2022년 침공 전까지 돈바스 동부에 위치한 러시아 지원 분리주의 공화국 2개를 포함한 우크라이나 지도

2014년 2월 27일, 표식이 없는 러시아 병사들이 우크라이나 영토인 크림을 침공하기 시작했고, 3월 말까지 반도를 완전히 장악했다. 처음에는 러시아가 병사들이 자신들의 것이 아니라고 부인했지만, 푸틴은 나중에 그들이 러시아 특수부대였음을 인정했다. 러시아는 점령 하에 시행된 광범위하게 비난받고 논란이 있는 주민투표 후 3월에 크림을 합병했다. 역사가들은 이 합병을 나치 독일의 안슐루스와 유사하다고 평가한다.
이후 우크라이나 도네츠크와 루한스크 도시에서 친러시아 시위가 발생했다. 분리주의자들은 도네츠크 인민공화국과 루간스크 인민공화국을 선포했다. 돈바스 전쟁은 2014년 4월 이고리 '스트렐코프' 기르킨이 이끄는 무장 러시아 준군사 조직이 슬로우얀스크와 다른 정착촌을 점령하고 우크라이나군이 이들에 대한 작전을 시작하면서 시작되었다. 러시아는 병력, 탱크, 포병으로 분리주의자들을 은밀히 지원했다. 국제형사재판소는 이 전쟁이 러시아가 개입된 국내 및 국제 무력 분쟁이라고 판단했으며, 유럽인권법원은 러시아가 2014년부터 도네츠크 인민공화국과 루간스크 인민공화국을 통제했다고 판단했다. 우크라이나 의회는 돈바스 지역이 러시아에 점령당했다고 선언했다.
크림 합병과 돈바스 전쟁은 러시아 국민주의의 물결을 촉발했다. 분석가 블라디미르 소코르는 합병 후 푸틴의 2014년 연설을 "대러시아 민족통일주의 선언"이라고 불렀다. 푸틴은 남부 우크라이나의 대부분을 차지했던 과거 러시아 제국 영토인 "노보로시야"를 언급하기 시작했다. 러시아 지원군은 러시아 제국주의의 영향을 받았고 새로운 노보로시야를 건설하려 했다. 푸틴은 군사 개입의 정당성으로 코소보 독립 선례와 NATO의 유고슬라비아 공습을 들었다.

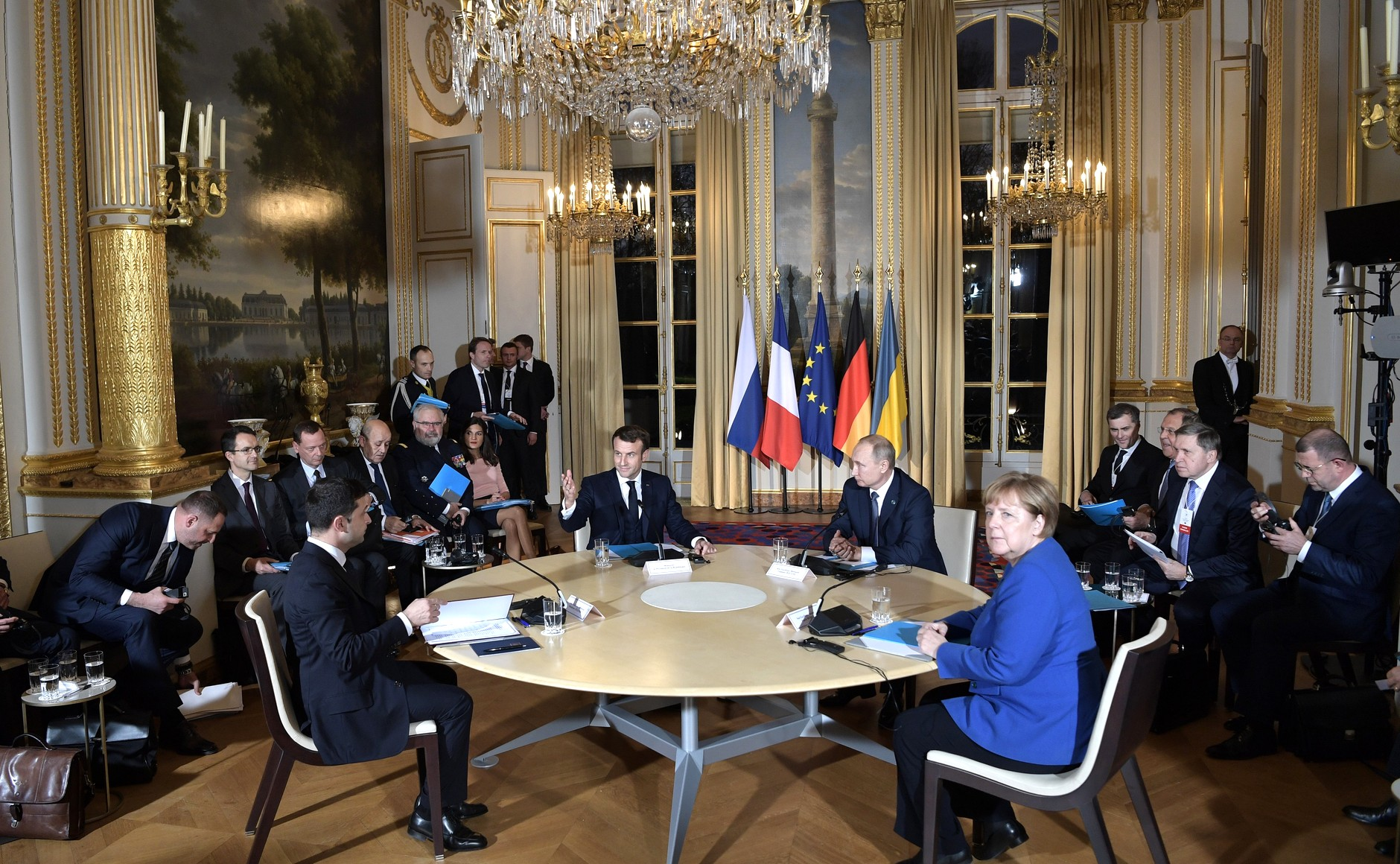
2019년 12월 노르망디 포맷 회의는 젤렌스키와 푸틴의 처음이자 유일한 만남이 될 것이다.

2014년 분쟁이 시작될 때, 우크라이나는 공식적으로 중립국이었고 NATO 가입을 추구하지 않았다. 러시아의 크림 점령과 돈바스 침공으로 인해 우크라이나 의회는 2014년 12월 국가의 중립 지위를 철회하고 NATO 가입을 추진하기로 투표했다.
2014년 9월과 2015년 2월에 체결된 민스크 협정은 분쟁 해결을 목표로 했으나, 휴전과 추가 협상은 실패했다. 서방의 러시아 공격에 대한 약한 반응은 러시아가 2022년 침공에 대해 서방이 강력히 반응하지 않을 것이라고 믿게 만들었다. 여러 정치 과학자들은 이것이 러시아의 추가적인 침략을 부추겼다고 말했다.

### 경제적 측면
경제적 이익 또한 러시아가 우크라이나를 공격하고 남동부를 합병하는 동기였다. 돈바스의 리튬 매장지와 우크라이나의 곡물 자원을 통제하는 것은 러시아에게 "세계 시장에서의 독점권"을 부여할 것이다. 2022년, 러시아 장군 블라디미르 옵친스키는 "러시아 특별 작전"이 우크라이나의 리튬 매장지를 장악하는 것을 목표로 한다고 확인했다.
미국 정부는 전쟁과 서방 제재로 인한 러시아의 경제적 손실이 2025년까지 약 1조 3천억 달러에 달할 것으로 추정하며, 러시아의 침공에 대한 직접적인 재정 지출은 2,500억 달러로 추정된다(2024년 말 기준) – 이는 러시아가 예상치 못한 비용이다. 캐나다 싱크탱크 SecDev가 2022년 중반에 발표한 연구에 따르면, 러시아는 돈바스에서 최소 12조 4천억 달러 상당의 에너지, 금속, 광물 자원을 확보했는데, 여기에는 우크라이나 석탄 매장량의 63%를 차지하는 41개의 석탄 광산, 27개의 천연가스전, 9개의 유전, 6개의 철광석 광산, 2개의 티타늄 광석 광산, 스트론튬 광상, 우라늄 광상, 금 광상, 그리고 대규모 석회암 채석장이 포함된다. 우크라이나의 총 원자재 매장량 가치는 26조 달러 이상으로 추정된다. 우크라이나의 리튬 및 희토류 가치는 11조 5천억 달러로 추정된다. 2024년 1월, 도네츠크주의 러시아 점령 정부는 러시아 천연자원부에 쿠라호보 근처 셰브첸코 광상에서 리튬을 채굴할 수 있는 허가를 부여했으며, 이 광상의 가치는 수천억 달러에 달할 것으로 추정된다.
러시아의 엘리트, 특히 러시아 장군들은 침공 전에 돈세탁을 위해 우크라이나에 자산과 재산을 투자했다.

## 전조

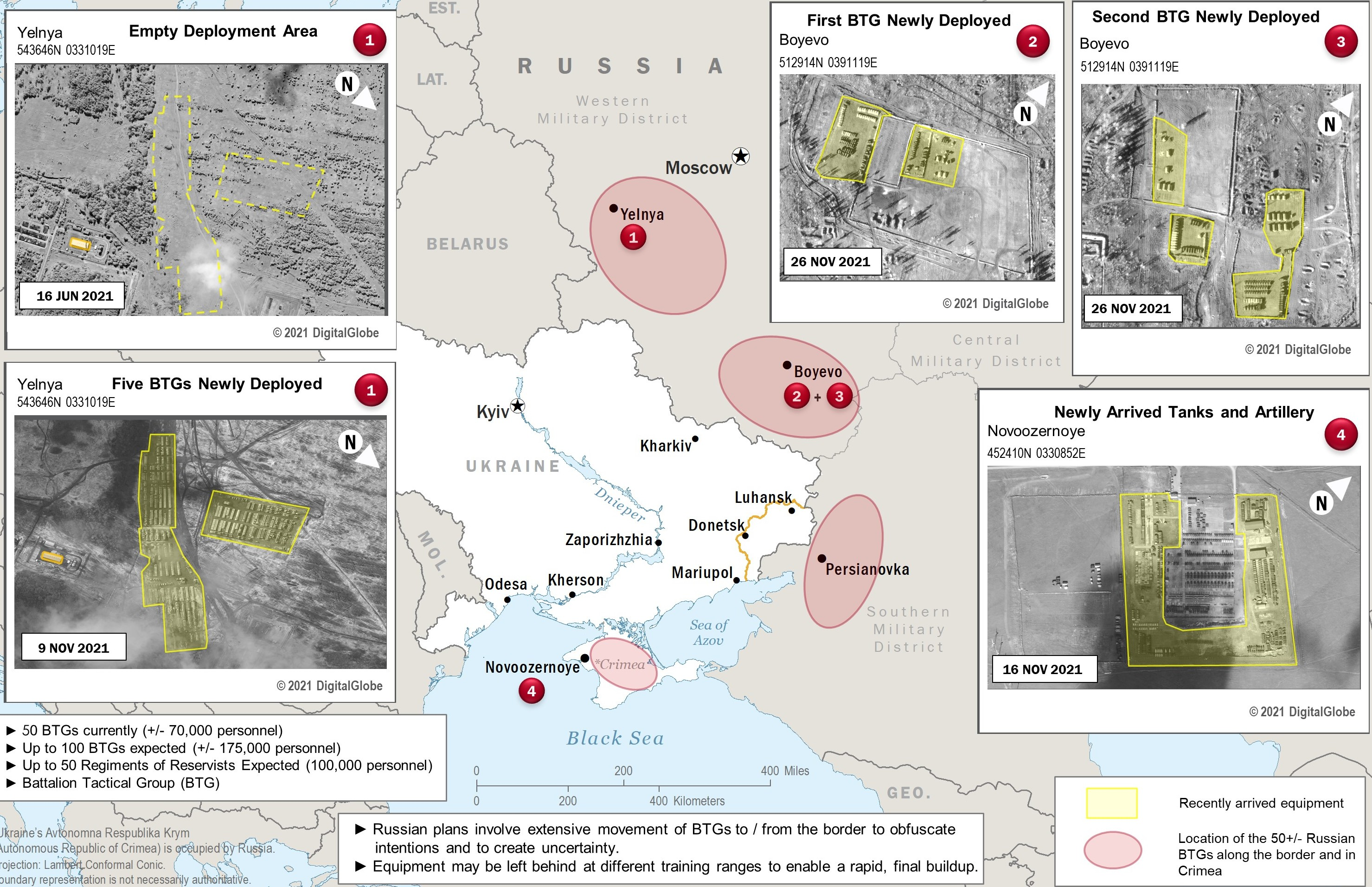
2021년 12월 3일 기준 우크라이나 국경 주변 러시아군 증강

2021년 3월과 4월에 우크라이나 국경 근처에서 러시아군 증강이 있었고, 2021년 10월부터 러시아와 벨라루스에서 다시 증강이 있었다. 러시아는 단순한 군사연습일 뿐이라고 말했다. 푸틴을 포함한 정부 구성원들은 침공 전날까지 우크라이나를 침공할 계획이 없음을 반복적으로 부인했다.
러시아군이 우크라이나 국경에 집결하는 동안, 러시아 대리군은 돈바스에서 우크라이나군에 대한 수천 건의 공격을 감행했다. 우크라이나와 러시아가 포함된 유럽 안보 협력 기구 (OSCE)의 감시단은 2021년 한 해 동안 9만 건 이상의 휴전 위반을 보고했으며, 대부분 러시아가 통제하는 영토에서 발생했다.
2021년 7월, 푸틴은 "러시아인과 우크라이나인의 역사적 단결에 대하여"라는 제목의 에세이를 발표했는데, 이 글에서 그는 우크라이나를 "역사적으로 러시아 땅"이라고 부르며 "우크라이나 민족이 러시아인과 별개인 민족이라는 생각"에는 "역사적 근거가 없다"고 주장했다. 푸틴은 우크라이나가 "진정한 국가성"을 가진 적이 없으며 현대 우크라이나의 창조는 실수였다고 주장했다. 푸틴은 러시아 제국주의, 역사 수정주의, 허위 정보 유포를 부추긴다는 비난을 받았다.

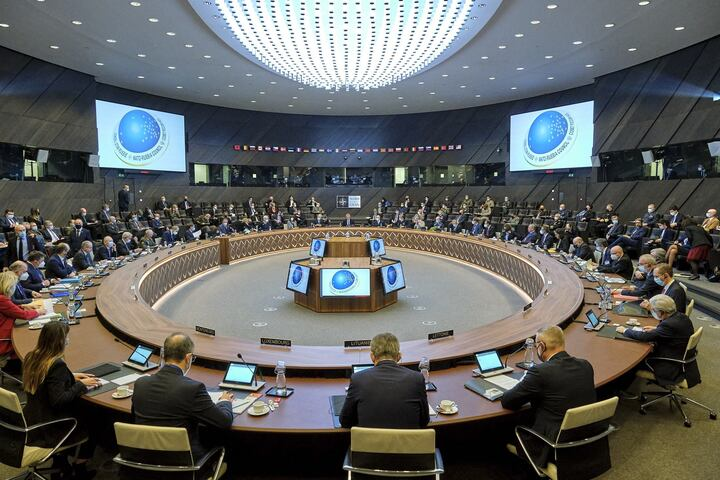
2022년 1월 12일 NATO-러시아 이사회 회의

2021년 12월 러시아의 NATO 최후통첩에는 NATO가 동유럽 회원국에서의 활동을 중단하고 우크라이나 또는 구소련 국가의 동맹 가입을 영원히 금지해야 한다는 요구 사항이 포함되었다. 러시아 정부는 NATO가 위협이며 "공격적인 노선"을 따를 경우 군사적 대응을 경고했다. 일부 요구 사항은 이미 NATO에 의해 배제되었다. 미국 관리는 미국이 제안을 논의할 의향이 있지만 "러시아가 받아들일 수 없는" 일부가 있다고 말했다. 동유럽 국가들은 안보상의 이유로 자발적으로 NATO에 가입했으며, 러시아 국경에 인접한 국가가 마지막으로 가입한 것은 2004년이었다. 우크라이나는 아직 신청하지 않았으며 일부 회원국은 가입을 꺼렸다. 우크라이나를 제외하는 것은 NATO의 "열린 문" 정책과 러시아가 동의한 조약에 위배될 것이다. NATO 사무총장 옌스 스톨텐베르그는 우크라이나의 가입 여부에 대해 "러시아는 발언권이 없으며", "이웃 국가들을 통제하려 할 영향권을 설정할 권리가 없다"고 답했다. NATO는 자신들이 방어 동맹이며, 러시아가 크림을 합병할 때까지 러시아와 협력했다고 강조했다. 러시아가 우크라이나 국경에서 병력을 철수하는 한, 러시아와의 소통을 개선하고 미사일 배치 및 군사 훈련 제한을 협상할 것을 제안했지만, 러시아는 응하지 않았다.
서방 지도자들은 푸틴이 협상 대신 침공할 경우 강력한 제재를 부과할 것이라고 다짐했다. 프랑스 대통령 에마뉘엘 마크롱과 독일 총리 올라프 숄츠는 2022년 2월 푸틴을 만나 침공을 만류했다. 푸틴은 그에게 우크라이나가 독립국가가 되어서는 안 된다고 말했다. 숄츠는 우크라이나 대통령 젤렌스키에게 우크라이나를 중립국으로 선포하고 NATO 가입 열망을 포기하라고 말했다. 젤렌스키는 푸틴이 합의를 어겼으므로 믿을 수 없다고 답했다. 우크라이나는 2014년 러시아가 크림을 점령하고 돈바스를 침공했을 때 중립국이었다. 2월 19일, 젤렌스키는 뮌헨 안보회의에서 연설하며 서방 강대국들에게 푸틴에 대한 "유화책"을 중단하고 우크라이나가 NATO에 가입할 수 있는 명확한 시간표를 제시할 것을 촉구했다. 분석가 타라스 쿠지오와 블라디미르 소코르는 "러시아가 우크라이나를 침공하기로 결정했을 때, 그 나라는 NATO 가입뿐만 아니라 가입으로 이어질 수 있는 어떤 경로에서도 그 어느 때보다 멀리 떨어져 있었다"는 데 동의한다.

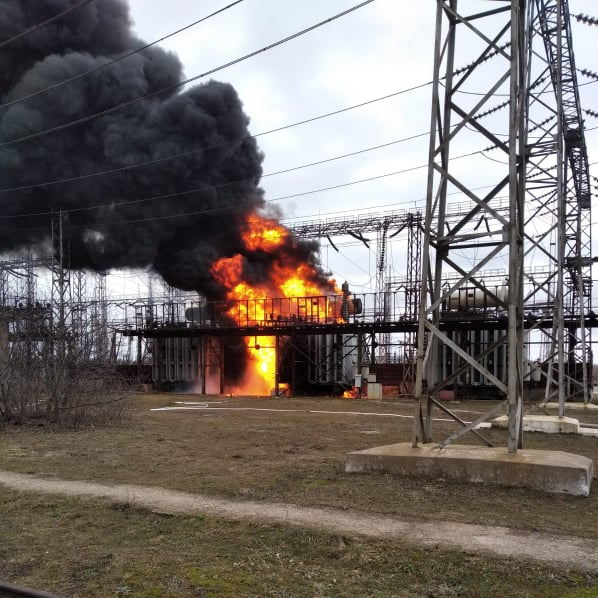
2022년 2월 22일, 돈바스에서 러시아 지원군에 의해 포격당한 루한스크 발전소

침공 직전, 러시아 대리군은 돈바스에서 우크라이나군과 민간인에 대한 공격을 강화했다. 분리주의 지도자들은 우크라이나가 공세를 시작하려 한다고 경고했지만, 증거를 제시하지 않았으며, 가디언은 러시아군이 국경에 집결해 있는 동안 우크라이나가 돈바스를 공격하는 것은 "지극히 위험할" 것이라고 지적했다. 우크라이나와 서방 지도자들은 러시아가 위장 공격을 벌여 보복을 유도하고 침공의 구실을 마련하려 한다고 비난했다. 2월 17일, 러시아 대리군은 우크라이나 점령지 내 유치원을 포격한 후 우크라이나의 소행으로 돌렸다. 젤렌스키는 그의 군대가 도발에 대응하지 않을 것이라고 말했다.

### 침공 계획
왕립합동군사연구소는 러시아의 계획이 10일 이내에 우크라이나를 격파하고 정부를 장악하거나 살해한 후, "소탕 작전"; 우크라이나인을 위한 여과 수용소 설치; 점령 체제 구축; 존엄의 혁명에 참여한 사람들 처형; 그리고 마지막으로 합병을 포함한다고 보고했다. 침공 결정은 푸틴과 매파 또는 푸틴의 측근 내 실로비크 소수 그룹이 내린 것으로 알려졌으며, 여기에는 국가 안보 보좌관 니콜라이 파트루셰프와 국방장관 세르게이 쇼이구가 포함되었다.
침공이 시작된 후, 우크라이나와 서방 분석가들은 푸틴이 러시아군이 며칠 내에 우크라이나 수도 키이우를 점령할 수 있다고 가정했던 것으로 잠정적으로 평가했다. 이 평가는 결국 "사흘 만에 키이우를 점령"하는 것이 침공의 원래 목표 또는 기대였다는 일반적으로 도출된 결론으로 이어졌다.
알렉산드르 루카셴코는 이미 전쟁이 발발할 경우 키이우가 "3~4일" 내에 점령될 것이라고 언급한 바 있다. 러시아 국영 방송인 RT의 편집장인 마르가리타 시모냔도 러시아가 "이틀 만에 우크라이나를 격파"할 수 있을 것이라고 비슷한 발언을 했다. 계획된 "사흘" 만에 키이우를 점령한다는 내러티브는 3월 2일 우크라이나 보안국 (SBU)이 포로로 잡힌 러시아 군인이 자신의 부대가 사흘 치 식량만 가지고 우크라이나에 파견되었다고 주장하는 영상 공개 후 더욱 강화되었다. 러시아 탱크에서 발견된 문서에는 "특별 군사 작전"이 10일 안에 종료될 것이라고 언급되어 있다. 우크라이나는 또한 퍼레이드에 사용되는 "주력" 탱크와 군사 퍼레이드 제복을 노획했는데, 이는 러시아가 신속한 정복 후 키이우에서 승리 퍼레이드를 개최할 것으로 예상했음을 시사한다. 침공이 시작된 지 사흘 후, 러시아 국영 통신사 리아 노보스티는 러시아의 승리를 예상하여 미리 작성된 "러시아의 도래와 새로운 세계"라는 제목의 기사를 실수로 발행했다. 이 기사는 러시아가 러시아-우크라이나 전쟁에서 승리했고 "우크라이나가 러시아로 돌아왔다"고 발표했다. 젤렌스키는 또한 자신이 빅토르 메드베드추크로 교체될 것이라는 최후통첩을 받았다고 인정했다.

#### 푸틴의 침공 발표
2월 21일, 푸틴은 러시아가 도네츠크 인민공화국과 루간스크 인민공화국을 독립국가로 인정한다고 발표했다. 다음 날, 러시아는 "평화유지군"으로 영토에 병력을 파견하고 있다고 발표했고, 러시아 연방 평의회는 해외에서 군사력 사용을 승인했다.
2월 24일 키이우 시간 오전 5시 이전에 푸틴은 또 다른 연설에서 "특별 군사 작전"을 발표했으며, 이는 사실상 우크라이나에 전쟁을 선포하는 것이었다. 푸틴은 이 작전이 러시아가 통제하는 분리주의 공화국의 "국민들을 보호"하기 위한 것이라고 말했다. 그는 돈바스의 러시아인들이 8년 동안 "키이우 정권에 의해 굴욕과 집단학살에 직면해 왔다"고 근거 없이 주장했다. 푸틴은 러시아가 위협을 받고 있다고 말했다. 그는 우크라이나 관리들이 서방 통제 하의 네오나치이며, 우크라이나가 핵무기를 개발하고 있고, 적대적인 NATO가 우크라이나에 군사력과 기반 시설을 증강하고 있다고 근거 없이 주장했다. 그는 러시아가 우크라이나의 "비무장화와 탈나치화"를 추구하며, 우크라이나 국가의 정당성을 부인했다고 말했다. 푸틴은 우크라이나를 점령할 계획이 없다고 말했다. 침공은 푸틴의 연설 몇 분 안에 시작되었다.

## 사건

2014년 (크림 자치 공화국 및 세바스토폴)과 2022년 (기타 지역) 이후 러시아에 의해 합병된 우크라이나 지역 지도. 2022년 합병은 크림과 러시아 사이에 전략적 육상 교두보를 형성했다.

침공은 2월 24일 새벽에 시작되었다. 이는 제2차 세계 대전 이후 유럽에서 가장 큰 유럽 국가에 대한 공격이자 최초의 전면전이었다. 러시아는 동시적인 지상 및 공중 공격을 개시했다. 미사일은 우크라이나 전역의 목표물을 강타했으며, 러시아군은 북쪽, 동쪽, 남쪽에서 침공했다. 러시아는 공식적으로 전쟁을 선포하지 않았다. 침공이 시작된 직후, 젤렌스키는 영상 연설에서 계엄령을 선포했다. 같은 날 저녁, 그는 18~60세 모든 우크라이나 남성에 대한 총동원령을 명령하며, 이들의 출국을 금지했다.

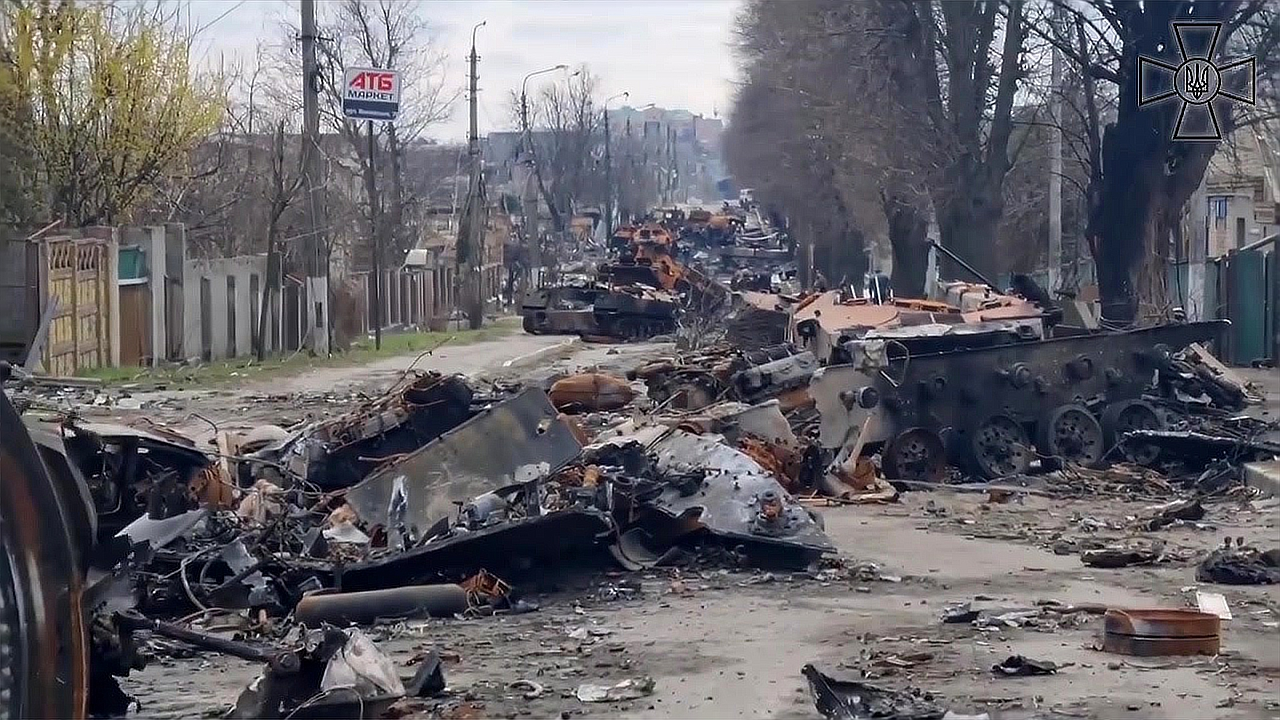
2022년 2월 27일 부차의 부차에서 파괴된 러시아군 종대 잔해

침공의 첫 단계는 네 전선에서 진행되었다. 하나는 벨라루스에서 드니프로강 서안을 따라 남쪽으로 키이우 서부를 향한 러시아 동부 군관구의 공격이었고, 다른 하나는 중부 군관구 (북동부 전선)가 제41연합군과 제2근위연합군으로 구성되어 키이우 동부를 향해 배치되었다. 또 다른 하나는 하르키우를 향한 것이었으며, 네 번째 남부 전선은 크림반도와 러시아 로스토프주에서 시작되어 동쪽으로는 오데사를, 서쪽으로는 마리우폴을 향한 축으로 이루어졌다. 침공은 예상치 못한 강력한 저항에 부딪혔다. 키이우에서 러시아는 점령에 실패하고 이르핀, 호스토멜, 부차 전투에서 격퇴되었다. 러시아군은 수도를 포위하려 했지만, 올렉산드르 시르스키 휘하의 방어군이 재블린 대전차 미사일과 스팅어 대공 미사일과 같은 서방의 지원을 효과적으로 사용하여 러시아의 보급선을 끊고 공세를 지연시켰다.
4월 7일까지 북부 전선에 배치된 러시아군은 키이우에서 철수하여 재보급 및 재배치되어 우크라이나 남동부의 재침공을 강화했다. 중부 군관구를 포함한 북동부 전선도 유사하게 우크라이나 남동부로 재배치되기 위해 철수했다. 4월 26일, 미국과 40개 동맹국의 대표단은 독일 람슈타인 공군 기지에서 만나 우크라이나에 대한 군사 보급 및 재장비 외에 경제적 지원을 제공할 연합을 논의했다. 푸틴의 승리의 날 연설 후, 미 국가정보국장 애브릴 헤인즈는 단기적인 해결책은 기대해서는 안 된다고 말했다.
우크라이나의 서방 지원 장비 의존은 작전 효율성을 제약했는데, 지원국들이 우크라이나가 서방제 장비를 사용하여 러시아 내 목표물을 공격할 것을 우려했기 때문이다. 전문가들은 분쟁의 미래에 대해 의견이 엇갈렸다. 일부는 우크라이나가 평화를 위해 영토를 내주어야 한다고 제안했고, 다른 일부는 러시아의 손실로 인해 우크라이나가 저항을 유지할 수 있다고 믿었다.

### 초기 침공 (2022년 2월 24일 ~ 4월 7일)

2022년 2월 24일부터 4월 7일까지 러시아 침공 애니메이션 지도

침공은 2월 24일 벨라루스에서 키이우를 목표로, 북동쪽에서는 하르키우를 목표로 시작되었다. 남동부 전선은 크림반도에서 두 개의 별도 선봉 부대가 루한스크와 도네츠크에 대해 남동쪽으로 진격하며 수행되었다.

#### 키이우 및 북부 전선

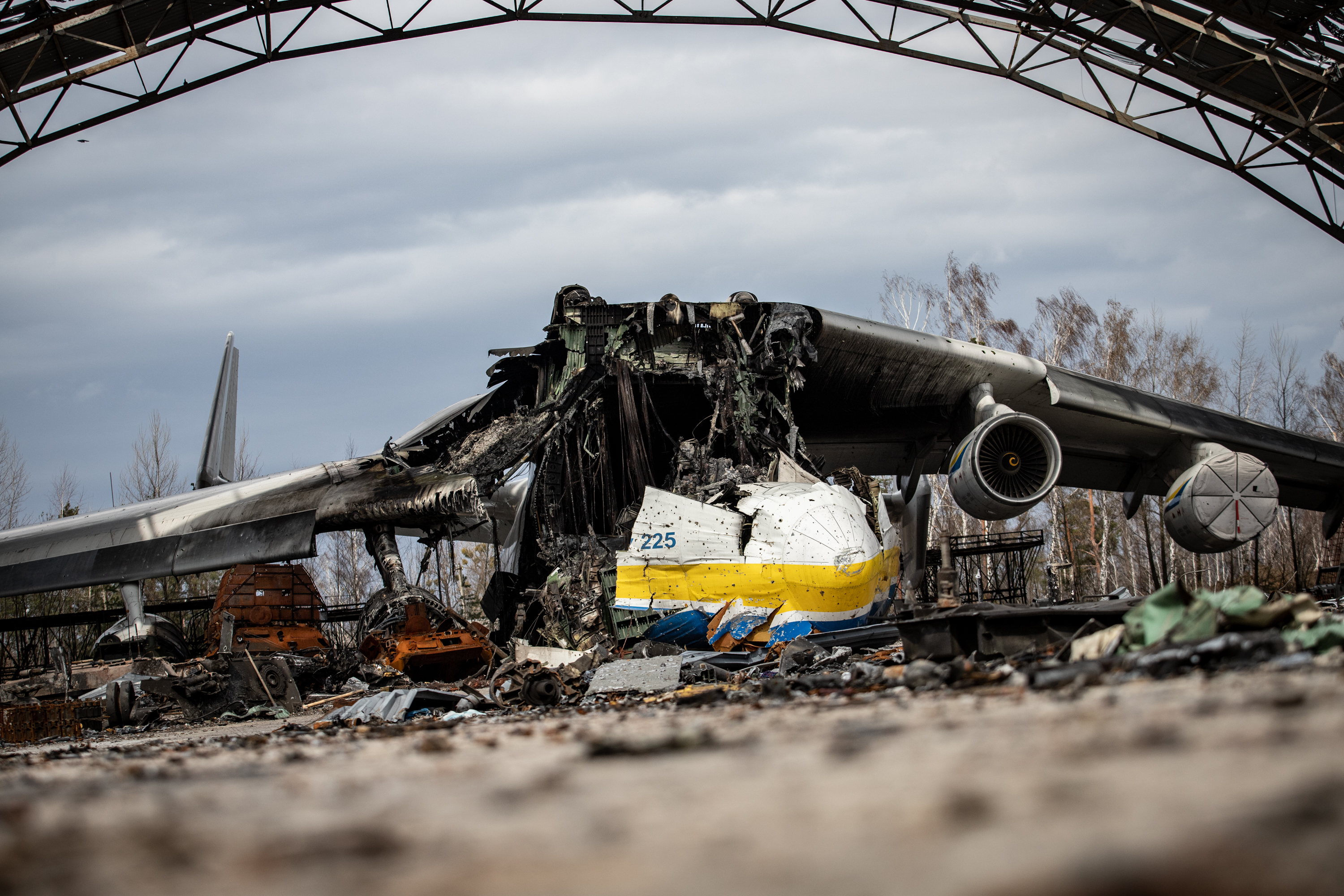
역사상 가장 큰 항공기인 안토노프 An-225 므리야가 호스토멜 공항 전투 중에 파괴되었다.

러시아는 2월 24일, 벨라루스에서 드니프로강 서안을 따라 남쪽으로 키이우를 신속하게 점령하려 시도했으며, 스페츠나츠가 공수 작전과 북쪽으로부터의 빠른 기계화 진격의 지원을 받아 도시로 침투했지만 실패했다. 명백한 의도는 체르니히우의 서쪽, 그리고 수미 (우크라이나)의 동쪽에서 드니프로강 동안을 따라 두 개의 별도 공격축의 지원을 받아 도시를 서쪽에서 포위하는 것이었다. 러시아군은 2월 24일 체르니히우주로 진격하여 나흘간의 전투 끝에 행정 수도를 포위했다. 도로를 따라 이동하던 러시아군은 3월 4일 키이우 동부 외곽의 브로바리에 도달했다.
미국은 젤렌스키에게 연락하여 그가 피난할 수 있도록 돕겠다고 제안했다. 만약 러시아군이 키이우를 점령할 경우 그를 납치하거나 살해하려 할 수 있었기 때문이다. 젤렌스키는 "싸움은 여기에 있다. 나에게 필요한 것은 탄약이지 이동 수단이 아니다"라고 답했다. 3월 초까지 드니프로강 서안을 따라 러시아의 진격은 우크라이나 방어선에 의해 제한되었다. 3월 5일 현재, 길이 64 킬로미터 (40 mi)로 알려진 러시아 키이우 호송대는 키이우를 향해 거의 진전이 없었다. 체르니히우에서의 진격은 포위가 시작되면서 대부분 중단되었다. 러시아군은 북서쪽에서 키이우로 진격하여 3월 5일까지 부차, 호스토멜, 보르젤을 점령했다. 3월 11일까지 길게 늘어선 호송대는 대부분 흩어져 숨었다. 3월 16일, 우크라이나군은 반격 작전을 시작했다. 키이우에서 신속한 승리를 거두지 못한 러시아군은 무차별 폭격과 포위전으로 전환했다.
3월 25일, 우크라이나군의 반격 작전으로 키이우 동쪽과 서쪽의 도시들을 탈환했다. 부차 지역의 러시아군은 북쪽으로 퇴각했다. 우크라이나군은 4월 1일 도시로 진입하여 키이우 주변 지역을 탈환했으며, 부차에서 전쟁 범죄의 증거를 발견했다. 펜타곤은 4월 6일 러시아군이 체르니히우주에서 완전히 철수했음을 확인했고, 지방 당국은 러시아군이 수미주에서 철수했다고 밝혔다. NATO 사무총장 옌스 스톨텐베르그는 키이우 지역에서 러시아군이 "철수, 재보급, 재배치"하는 것을 푸틴의 동부 우크라이나에 병력을 집중시키려는 계획 확대로 해석해야 한다고 말했다.

#### 남부 및 동부 전선

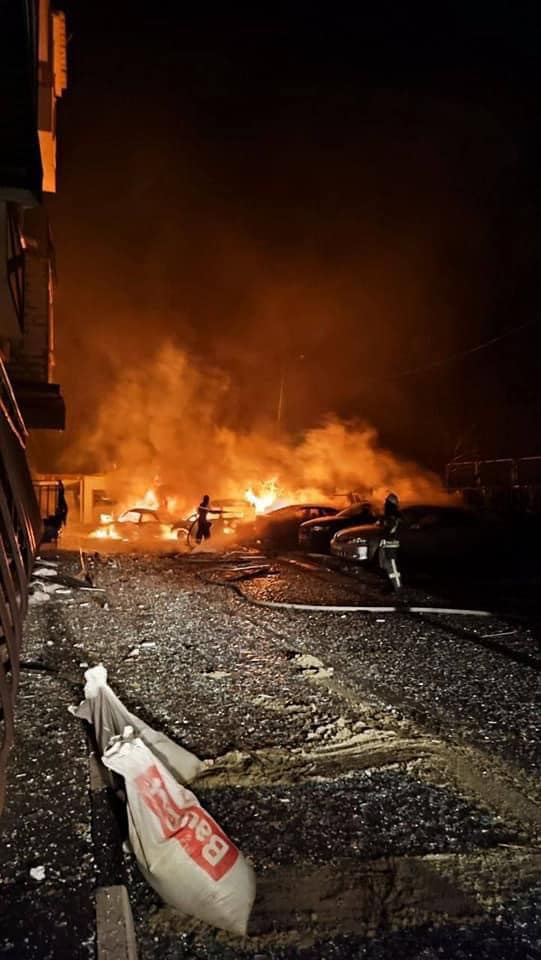
2022년 3월 1일 하르키우 외곽 러시아의 폭격

2월 24일, 러시아 공격 부대는 크림반도에서 북서쪽으로 이동하여 드니프로강을 가로지르는 다리와 북크림 운하를 점령했다. 3월 1일, 헤르손은 러시아에 함락된 첫 주요 도시가 되었다. 러시아군은 미콜라이우로 진격하여 공격했지만 격퇴되었다. 러시아군은 자포리자 원자력 발전소에 접근했으며 에네르호다르를 포위했다. 2월 25일까지 러시아군은 마리우폴로 진격하기 시작했다. 러시아군은 베르댠스크를 점령했다. 3월 1일, 도네츠크 인민공화국 수장 데니스 푸실린은 마리우폴을 포위했다고 발표했다.
3월 18일까지 마리우폴은 완전히 포위되었고 전투는 시내 중심부에 도달하여 민간인 대피 노력을 방해했다. 러시아군은 항복을 요구했고, 우크라이나군은 거부했다. 3월 27일, 우크라이나 부총리 올리하 스테파니시나는 "(마리우폴) 전체 도시의 85% 이상이 파괴되었다"고 말했다. 러시아는 UN이 민간인 대피를 위해 보낸 50대의 버스가 마리우폴로 안전하게 통과하는 것을 거부했다.
동부에서는 러시아군이 하르키우를 점령하려 시도했으며, 강력한 우크라이나 저항에 부딪혔다. 이줌은 한 달간의 전투 끝에 4월 1일 러시아군에 점령되었다. 3월 25일, 러시아 국방부는 동부 우크라이나의 주요 도시들을 점령할 것이라고 밝혔다.
4월 3일, 러시아군이 키이우에서 철수한 후, 러시아는 남부 우크라이나에 대한 공격을 확대하여 오데사, 미콜라이우, 그리고 자포리자 원자력 발전소에 대한 폭격과 공격을 감행했다. 4월 7일까지 이줌, 슬로우얀스크, 크라마토르스크 주변에 러시아군과 탱크가 다시 대규모로 집결하면서 우크라이나 당국은 동부 국경 근처에 남아 있는 주민들에게 서부 우크라이나로 대피할 것을 권고했다.

### 남동부 전선 (2022년 4월 8일 ~ 9월 5일)

2022년 4월 7일부터 9월 5일까지 러시아 침공 애니메이션 지도

4월 17일까지 남동부 전선에서 러시아의 진격은 마리우폴의 대규모 요새화된 아조우스탈 제철소와 주변 지역의 우크라이나군에 의해 방해받는 것으로 보였다. 4월 19일 러시아는 하르키우에서 도네츠크와 루한스크까지 480-킬로미터 (300 mi) 전선에 걸쳐 "동부 공세"를 시작했으며, 동시에 키이우와 르비우에 다시 미사일 공격을 감행했다. 익명의 미 국방부 관리는 러시아의 공세를 "매우 미온적"이며, "기껏해야 미미하고", "빈약하다"고 평가했다.
5월 30일까지 러시아와 우크라이나 포병 간의 격차가 분명해졌으며, 우크라이나 포병은 사거리와 수적으로 크게 열세였다. 바이든이 우크라이나에 강화된 포병을 제공하겠다는 의사를 밝히자 푸틴은 러시아가 침공을 확대하여 새로운 도시를 포함할 것이라고 말했다. 명백한 보복으로 푸틴은 몇 주 동안 직접 공격하지 않았던 키이우에 6월 6일 미사일 공격을 명령했다. 6월 10일, SBU 부국장 바딤 스키비츠키는 세베로도네츠크 전역 동안 전선이 침공의 미래가 결정될 곳이라고 말했다.
이것은 이제 포병전이며, 우리는 포병 면에서 지고 있다. 모든 것은 이제 서방이 우리에게 무엇을 주느냐에 달려 있다. 우크라이나는 러시아 포병 10~15개에 대해 포병 1개씩을 가지고 있다. 서방 파트너들은 우리에게 그들이 가진 것의 약 10%를 주었다.

6월 29일, 미 정보국장 애브릴 헤인즈는 미 정보기관들이 침공이 "장기간 지속될 것"이며 "...요컨대, 상황은 여전히 상당히 암울하며 서방에 대한 러시아의 태도는 더욱 강경해지고 있다"는 데 동의했다고 말했다. 7월 5일, BBC는 침공으로 인한 광범위한 파괴가 우크라이나 경제에 막대한 재정적 손실을 초래할 것이며, 우크라이나 총리 데니스 시미할은 재건 회의에서 우크라이나가 복구 계획을 위해 7500억 달러가 필요하며 러시아의 올리가르히들이 기여해야 한다고 국가들에게 말했다고 보도했다.
러시아 국방부의 수석 대변인 이고리 코나셴코프는 러시아군이 알렉산더 라핀 대장이 지휘하는 "중부" 육군 집단과 세르게이 수로비킨 육군 대장이 지휘하는 "남부" 육군 집단으로 나뉘어져 있다고 밝혔다. 7월 20일, 라브로프는 러시아가 해외로부터 우크라이나가 받는 군사 원조 증가에 대응하여 자포리자와 헤르손 주까지 특별 군사 작전 확대를 정당화할 것이라고 발표했다. 러시아 육군은 6월부터 각 지역에서 지원병 대대를 모집하여 서부 군관구 내에 새로운 제3군단을 창설하기 시작했으며, 계획된 병력은 16,000명에서 60,000명이었다. 이 부대들은 9월 하르키우 역공세 시기에 전선에 배치되어 러시아군 철수에 참여했다. 포브스에 따르면 제3군단은 다른 비정규군과 마찬가지로 전장에서 거의 영향을 미 미치지 못하고 "녹아내렸다".

#### 마리우폴 함락
4월 13일, 러시아군은 아조우스탈 제철소에 대한 공격을 강화했다. 우크라이나 총리 데니스 시미할은 우크라이나 병사들이 항복 최후통첩을 무시하고 마지막까지 싸우기로 맹세했다고 말했다. 4월 20일, 푸틴은 제철소 벙커에 고립된 500명의 우크라이나군과 약 1,000명의 민간인이 구호로부터 차단되었으므로 포위가 전술적으로 완료된 것으로 간주될 수 있다고 말했다.
푸틴과 젤렌스키와의 회담 후, 유엔 사무총장 구테흐스는 4월 28일 푸틴의 보장에 따라 아조우스탈에서 대피 작전을 조직하려 할 것이라고 말했다. 4월 30일, 러시아군은 민간인들이 유엔의 보호 아래 떠나는 것을 허용했다. 5월 3일까지 100명의 민간인이 철강 공장을 떠나는 것을 허용한 후, 러시아군은 폭격을 재개했다. 5월 6일, 데일리 텔레그래프는 러시아가 남은 병사들에게 열압력 폭탄을 사용했다고 보도했다. 젤렌스키는 철강 공장 지휘관에게 필요에 따라 항복할 권한을 부여했다. 5월 7일, 모든 민간인이 대피했다.

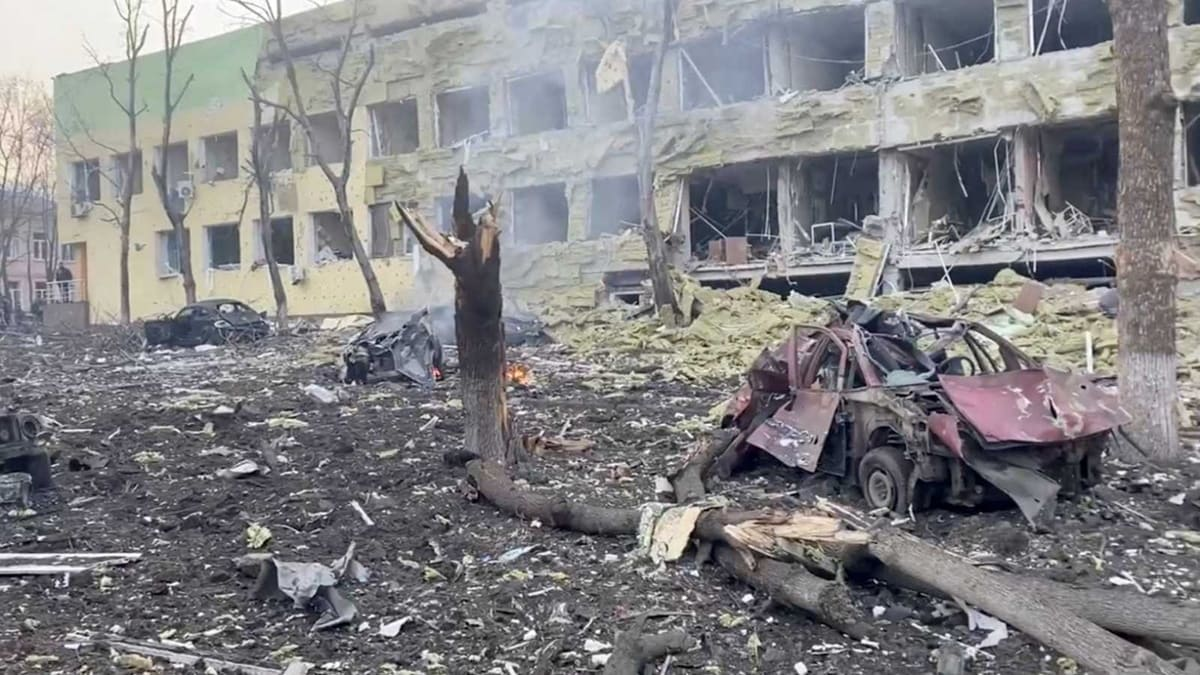
마리우폴의 한 소아 병원, 러시아 공습 후

마지막 민간인들이 대피한 후, 2,000명의 우크라이나 병사들이 그곳에 바리케이드를 치고 남아 있었으며, 700명은 부상당했다. 그들은 항복하면 처형될 것으로 예상하여 대피를 위한 군사 회랑을 요청했다. 5월 8일에는 우크라이나 해병대 사령관이 무단으로 탱크, 탄약, 인력을 확보하여 진지에서 탈출하고 도주했다는 불화 보고가 있었다. 남은 병사들은 그 결과 방어력이 약화되어 러시아 공격의 진전이 가능해졌다고 말했다. 남은 우크라이나군의 부사령관 일리야 사모일렌코는 "우리는 기본적으로 여기에서 죽은 사람들이다. 우리 대부분은 이것을 알고 있으며, 그래서 우리가 그렇게 두려움 없이 싸우는 이유이다"라고 말했다.
5월 16일, 우크라이나 총참모부는 마리우폴 수비대가 "전투 임무를 완수했다"며 최종 대피가 시작되었다고 발표했다. 264명의 장병은 러시아 통제 하의 올레니우카로 대피했고, 53명의 중상자는 러시아가 통제하는 노보아조우스크의 병원으로 이송되었다. 대피 후, 러시아군과 도네츠크 인민공화국군은 마리우폴을 완전히 통제했다. 이 전투의 종료는 마리우폴 포위전의 끝을 알렸다. 러시아 언론 비서 드미트리 페스코프는 푸틴이 항복한 병사들을 "국제 표준에 따라" 대우할 것을 보장했다고 말했고, 젤렌스키는 "병사들을 집으로 데려오는 작업은 계속된다..."고 말했다.

#### 세베로도네츠크와 리시찬스크 함락

돈바스 주변 군사 통제 상황 (2024년 9월 11일 기준): 분홍색은 도네츠크 인민공화국, 루간스크 인민공화국, 러시아가 점령한 지역을 나타내고, 노란색은 우크라이나 정부가 점령한 지역을 나타낸다.

2022년 4월 8일 크라마토르스크에서 크라마토르스크역에 대한 러시아의 미사일 공격이 발생하여 최소 61명이 사망하고 87명에서 300명이 부상당했다. 4월 11일, 젤렌스키는 우크라이나가 동부에서 새로운 러시아 공세를 예상한다고 말했다. 미국 관리들은 러시아가 다른 곳에서 철수했거나 격퇴되었으므로, 우크라이나 남동부 전선으로 철수, 재보급, 재배치를 준비하고 있다고 말했다. 군사 위성은 4월 11일 러시아 보병 및 기계화 부대 호송대가 하르키우에서 이줌으로 남쪽으로 이동하는 것을 촬영했는데, 이는 계획된 러시아 재배치의 일부인 것으로 보였다.
4월 18일, 마리우폴이 러시아군에 점령되자 우크라이나 정부는 도네츠크, 루한스크, 하르키우 주에 대한 강화된 침공의 두 번째 단계가 돈바스 점령 확대로 격화되었다고 발표했다. 5월 22일, BBC는 마리우폴 함락 후 러시아가 루한스크와 도네츠크에서 공세를 강화하면서 루한스크주의 우크라이나 통제 하 최대 도시인 세베로도네츠크에 미사일 공격과 집중 포격을 가했다고 보도했다. 5월 23일, 러시아군이 리만에 진입하는 것이 보고되었고, 5월 26일까지 도시를 점령했다. 우크라이나군은 스뱌토히르스크를 떠나는 것으로 보고되었다. 5월 24일까지 러시아군은 스비틀로다르스크 시를 점령했다. 5월 30일, 로이터는 러시아군이 세베로도네츠크 외곽을 침범했다고 보도했다. 6월 2일까지 워싱턴 포스트는 세베로도네츠크가 러시아 점령에 항복 직전이며 80% 이상이 러시아군 손에 넘어갔다고 보도했다. 6월 3일, 우크라이나군이 세베로도네츠크에서 반격 작전을 시작했다고 보고되었다. 6월 4일까지 우크라이나 정부 소식통은 도시의 20% 이상이 탈환되었다고 주장했다.
우크라이나 당국은 세베로도네츠크의 아조트 화학 공장에 800명의 우크라이나 민간인이 포위되어 있다고 추정했다. 러시아 지원 분리주의자들은 그곳에 300~400명의 병사들이 숨어 있다고 말했다. 세베로도네츠크의 우크라이나 방어선이 흔들리자 러시아군은 다음 목표물로 인접 도시인 리시찬스크에 대한 공격을 강화하기 시작했다. 6월 20일에는 러시아군이 주변 마을을 점령하여 세베로도네츠크에 대한 장악력을 계속 강화하고 있다고 보고되었다.
6월 24일, CNN은 진격하는 러시아군의 초토화 전술 속에서 우크라이나군이 세베로도네츠크를 대피하라는 명령을 받았다고 보도했다. 아조트 화학 공장에 피난해 있던 수백 명의 민간인은 뒤에 남겨졌으며, 일부는 그들의 고통을 5월 마리우폴의 아조우스탈 제철소에 있던 사람들과 비교했다. 7월 3일, 러시아 국방부는 리시찬스크가 러시아군에 점령되었다고 주장했다. 7월 4일, 가디언은 루한스크주가 함락된 후 러시아군이 인접한 도네츠크주로 침공을 계속하여 슬로우얀스크와 바흐무트를 공격할 것이라고 보도했다.

#### 자포리자 전선

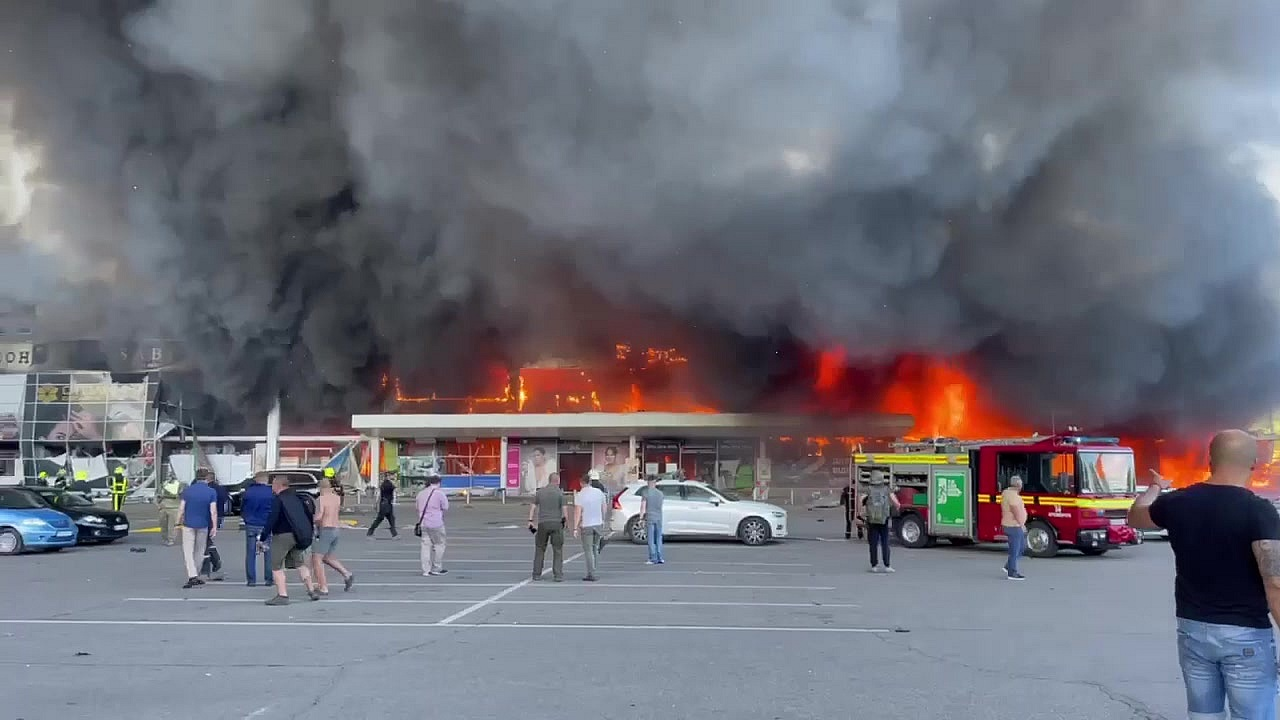
프랑스 대통령 에마뉘엘 마크롱은 2022년 6월 28일 러시아의 크레멘추크 쇼핑몰 미사일 공격을 "전쟁 범죄"라고 불렀다.

러시아군은 계속해서 드니프로와 자포리자에 미사일과 폭탄을 발사했다. 러시아 미사일은 4월 10일 드니프로 국제공항을 파괴했다. 5월 2일, 유엔은 러시아군의 협력으로 마리우폴 포위전에서 약 100명의 생존자를 대피시켰다고 보도했다. 6월 28일, 로이터는 러시아의 크레멘추크 미사일 공격으로 쇼핑몰에서 폭발이 일어나 최소 18명이 사망했다고 보도했다. 프랑스 마크롱 대통령은 이를 "전쟁 범죄"라고 불렀다.
우크라이나 원자력 기관 에네르고아톰 사장은 자포리자 원자력 발전소 상황이 "극도로 긴박하다"며, 우크라이나 직원들이 운영하고 있지만 최대 500명의 러시아 군인들이 통제하고 있으며, 러시아가 인근 지역을 포격하고 발전소에 무기를 저장하고 있다고 말했다. 러시아는 마크롱이 푸틴에게 전화를 건 후 8월 19일 IAEA 사찰관의 발전소 접근을 허용하기로 합의했다. 2023년 7월 현재, 발전소 접근은 여전히 제한적이며 광범위한 협상이 필요하다.

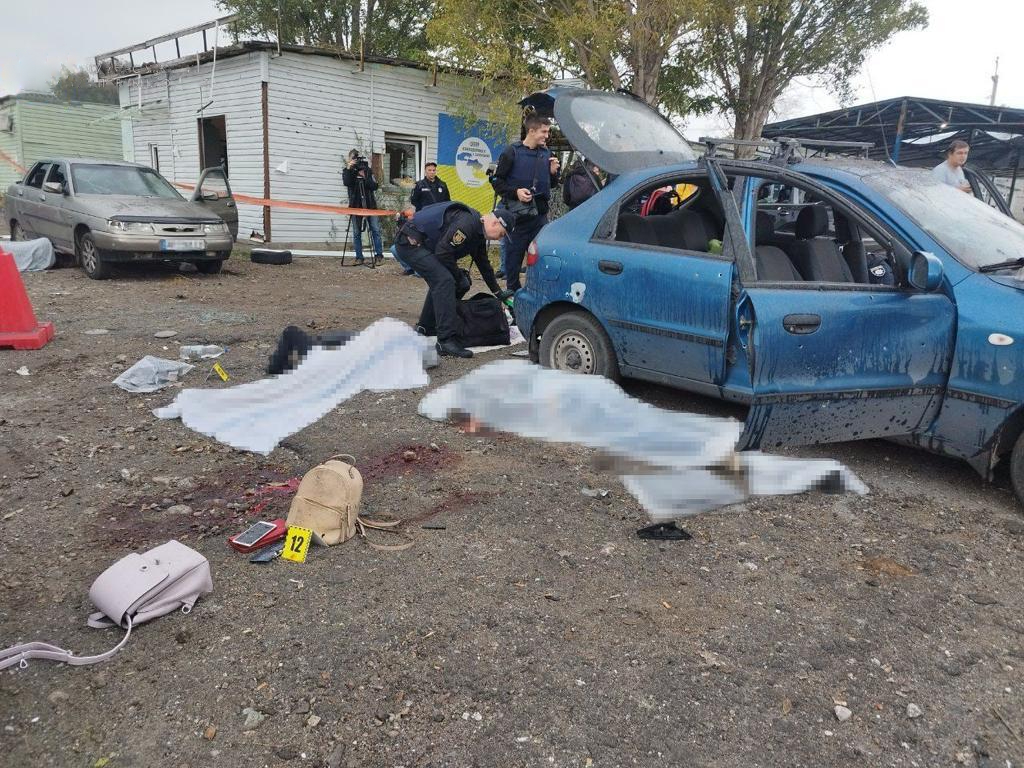
2022년 9월 러시아군이 자포리자 민간인 호송대를 공격하여 사망한 우크라이나 민간인

러시아는 8월 18일까지 발전소와 회사 도시인 에네르호다르에서 50발의 포탄 폭발을 포함한 12건의 공격이 기록되었다고 보고했다. 영국 국방선택위원회 위원장 토바이어스 엘우드와 미 하원의원 애덤 킨징어는 방사능 유출이 북대서양 조약 제5조 위반이 될 것이라고 말했다. 이 조약에 따르면 나토 회원국에 대한 공격은 모든 회원국에 대한 공격으로 간주된다.

### 러시아 합병 및 점령 손실 (2022년 9월 6일 ~ 11월 11일)

2022년 9월 5일부터 2022년 11월 11일까지 러시아 침공 애니메이션 지도

2022년 9월 6일, 우크라이나군은 시르스키 장군이 이끄는 발라클리야 근처에서 하르키우 지역에 대한 기습 반격 작전을 시작했다. 대담해진 키이우는 9월 12일 하르키우 주변에서 반격 작전을 시작했고, 러시아가 주요 거점을 잃었음을 인정할 만큼 성공적이었으며, 뉴욕 타임스는 "강력한 푸틴"의 이미지를 훼손했다고 말했다. 키이우는 반격 작전을 유지하기 위해 서방으로부터 더 많은 무기를 요청했다. 2022년 9월 21일, 블라디미르 푸틴은 부분 동원령을 발표했고 국방장관 세르게이 쇼이구는 30만 명의 예비군이 소집될 것이라고 말했다. 그는 또한 그의 나라가 "자신을 방어"하기 위해 "모든 수단"을 사용할 것이라고 말했다. 젤렌스키의 고문 미하일로 포돌랴크는 이 결정이 예측 가능했으며 "러시아의 실패"를 정당화하려는 시도라고 말했다. 영국 외무부 장관 질리언 키건은 상황을 "확대"라고 불렀으며, 전 몽골 대통령 차히아깅 엘벡도르지는 러시아가 러시아 몽골인들을 "총알받이"로 사용하고 있다고 비난했다.

#### 러시아의 도네츠크, 헤르손, 루한스크, 자포리자주 합병
2022년 9월 말, 러시아가 설치한 우크라이나 관리들은 우크라이나 점령지 합병에 대한 주민투표를 조직했다. 여기에는 러시아가 점령한 우크라이나의 도네츠크주와 루한스크주의 도네츠크 인민공화국과 루간스크 인민공화국, 그리고 러시아가 임명한 헤르손주와 자포리자주 군사 행정부가 포함되었다. 우크라이나 정부와 그 동맹국들이 가짜 선거라고 비난했지만, 선거의 공식 결과는 압도적인 다수가 합병에 찬성하는 것으로 나타났다.
2022년 9월 30일, 블라디미르 푸틴은 러시아 의회 양원 연설에서 우크라이나의 도네츠크주, 루한스크주, 헤르손주, 자포리자주 합병을 발표했다. 우크라이나, 미국, 유럽 연합, 유엔은 모두 이 합병을 불법이라고 비난했다.

#### 헤르손 역공세

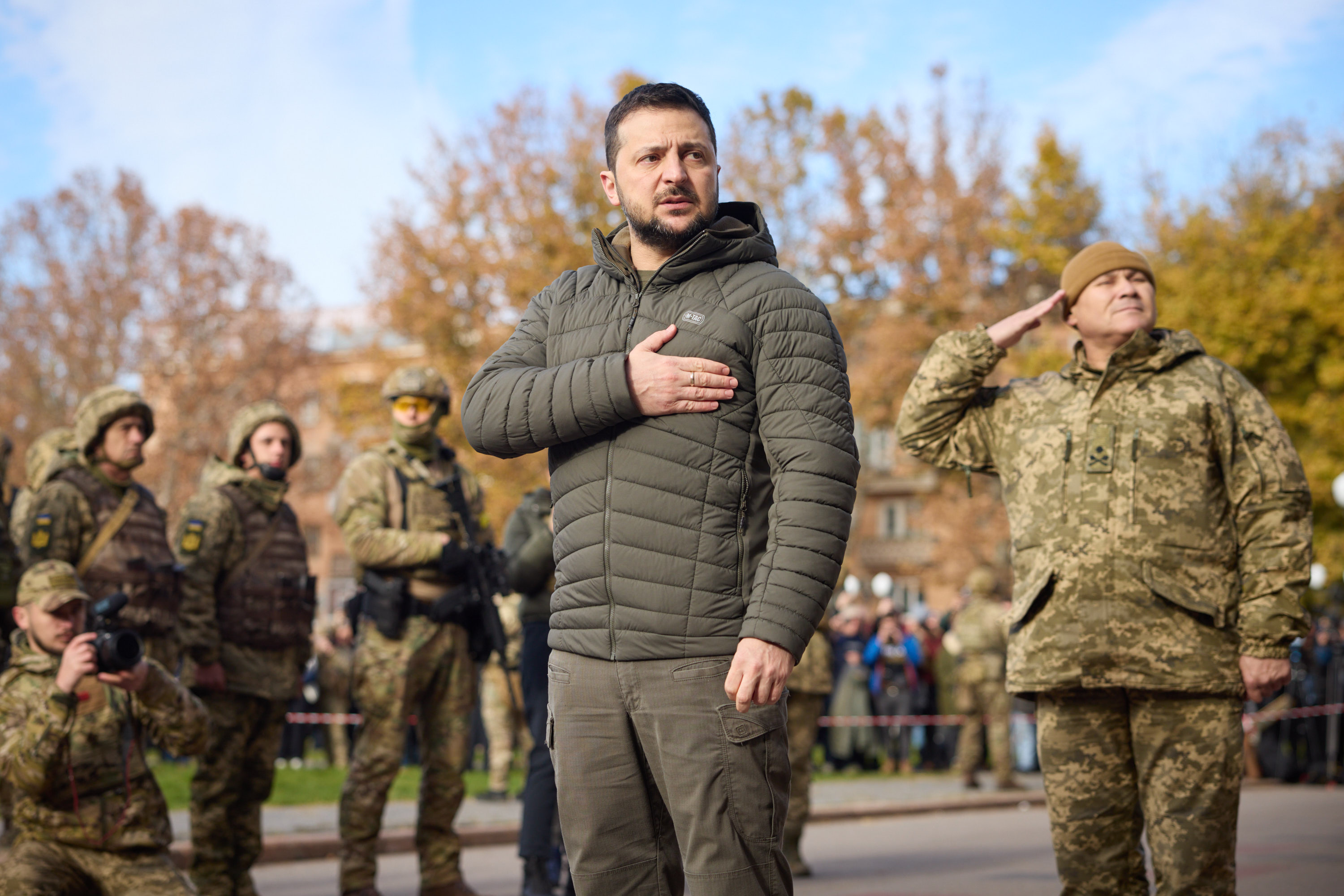
볼로디미르 젤렌스키 우크라이나 대통령, 헤르손 시 해방 며칠 후 헤르손에서 우크라이나 국기 재게양에 참여

8월 29일, 젤렌스키는 러시아가 점령한 헤르손 및 미콜라이우 지역을 탈환하기 위한 전면적인 남동부 반격 작전의 시작을 발표했다. 9월 4일까지 우크라이나군은 비소코필리아 마을을 탈환했다. 우크라이나군의 공격은 남부 전선을 따라 계속되었지만, 영토 변화에 대한 보고는 대체로 확인할 수 없었다.
10월, 우크라이나군은 헤르손 시를 향해 남쪽으로 더 진격하여 1,170 제곱킬로미터 (450 mi2)의 영토를 탈환했으며, 전투는 두드차니까지 확대되었다. 11월 9일, 국방장관 쇼이구는 러시아군에게 헤르손 시를 포함한 헤르손주 일부를 떠나 드니프로강 동안으로 이동하라고 명령했다. 11월 11일, 러시아군이 철수를 완료하자 우크라이나군은 헤르손에 진입했다. 이는 러시아군이 더 이상 드니프로강 서안(우안)에 발판을 가지지 못하게 되었다는 것을 의미했다.

#### 하르키우 역공세
우크라이나군은 9월 6일 하르키우주 발라클리야 근처에서 시르스키 장군이 이끄는 또 다른 기습 반격 작전을 시작했다. 9월 7일까지 우크라이나군은 러시아 점령지 내로 약 20 킬로미터 (12 mi) 진격했으며, 약 400 제곱킬로미터 (150 mi2)를 탈환했다고 주장했다. 러시아 평론가들은 이것이 우크라이나의 공세에 대응하여 러시아군이 헤르손으로 재배치되었기 때문일 가능성이 높다고 말했다. 9월 8일, 우크라이나군은 발라클리야를 점령하고 쿠피얀스크에서 15 킬로미터 (9.3 mi) 이내로 진격했다. 군사 분석가들은 우크라이나군이 주요 철도 허브인 쿠피얀스크를 향해 이동하고 있으며, 이는 북쪽에서 이줌에 있는 러시아군을 차단하려는 의도인 것으로 보인다고 말했다.
9월 9일, 하르키우주 러시아 점령 행정부는 이줌, 쿠피얀스크, 벨리키 부르루크의 민간인들을 "대피"시킬 것이라고 발표했다. 전쟁 연구소 (ISW)는 쿠피얀스크가 다음 72시간 이내에 함락될 가능성이 높다고 믿는다고 말했다. 한편 러시아 예비군은 도로와 헬리콥터를 통해 이 지역으로 파견되었다. 9월 10일 아침, 쿠피얀스크 중심부에서 우크라이나군이 우크라이나 국기를 게양하는 모습을 담은 사진이 공개되었고, ISW는 우크라이나군이 돌파구를 효과적으로 활용하여 약 2,500 제곱킬로미터 (970 mi2)를 점령했다고 말했다. 같은 날 늦게 로이터는 우크라이나의 공격에 직면하여 북동부 우크라이나의 러시아 진지가 "붕괴"되었으며, 러시아군은 쿠피얀스크 점령으로 보급선이 끊기면서 이줌의 기지에서 철수할 수밖에 없었다고 보도했다.
9월 15일까지 영국 국방부의 평가에 따르면 러시아는 오스킬강 서쪽의 거의 모든 진지를 잃었거나 철수했다. 퇴각하는 부대는 또한 다양한 고가치 군사 자산을 버렸다. 공세는 동쪽으로 계속되었고 10월 1일까지 우크라이나군은 리만 핵심 도시를 해방했다.

### 겨울 교착 상태, 소모전 및 1차 군사 증강 (2022년 11월 12일 ~ 2023년 6월 7일)
우크라이나의 쌍둥이 반격 작전이 끝난 후, 전투는 겨울 동안 준교착 상태로 전환되었고, 사상자는 많았지만 전선의 움직임은 줄어들었다. 러시아는 우크라이나 동부에서 자체적으로 겨울 공세를 시작했지만, 이 작전은 러시아에게 "실망"으로 끝났으며, 공세가 교착 상태에 빠지면서 제한적인 진전만 있었다. 분석가들은 실패의 원인을 러시아의 "훈련된 병력" 부족, 포병 탄약 보급 문제 등 다양한 문제로 돌렸다. 5월 말, 마크 갈레오티는 "러시아의 겨울 공세가 실패하고 잘못 기획되어 병력 통합 기회를 낭비한 후, 우크라이나는 상대적으로 강한 위치에 있다"고 평가했다.
2023년 2월 7일, 뉴욕 타임스는 러시아가 돈바스 공세에 거의 20만 명의 병력을 새로 동원하여 이전 전투로 지친 우크라이나군에 맞서고 있다고 보도했다. 러시아 민간 군사 기업 바그너 그룹은 전쟁에서 더 큰 중요성을 띠게 되었으며, 바흐무트에서 "거의 자살적인" 우크라이나 진지에 대한 공격에 수만 명의 죄수 대대 출신 신병들이 참여하여 "지루한 진격"을 이끌었다.
2023년 1월 말, 남부 자포리자주에서 전투가 격화되었고 양측 모두 막대한 사상자를 냈다. 인근 도네츠크주의 남부 지역에서는 석탄 채굴 도시인 부흘레다르 근처에서 강렬한 3주간의 러시아 공세가 있었는데, 이는 현재까지 전쟁에서 가장 큰 전차전으로 불렸으며, 우크라이나 사령관들에 따르면 러시아군이 "최소 130대의 전차와 장갑차"를 잃으면서 러시아군에게는 재앙으로 끝났다. 영국 국방부는 "러시아 여단 전체가 사실상 전멸했다"고 밝혔다.
2022년 말, 러시아의 사상자가 5만 명을 초과하자 러시아군은 독전대를 도입했다. 영국 국방부는 이들이 자신들의 퇴각하는 병사들을 쏘겠다고 위협하여 공격을 강요하는 부대라고 밝혔다. 2023년 3월, 러시아 병사들은 푸틴 대통령에게 보낸 영상에서 사상자를 낸 후 본부로 돌아가려 했지만 상급자들이 대피를 거부했으며, 독전대가 뒤에 배치되어 "그들을 파괴하겠다고" 위협했다고 말했다. 특히 스톰-Z 부대는 독전대에 의해 "제지되었다"고 보고되었다.

### 바흐무트 전투

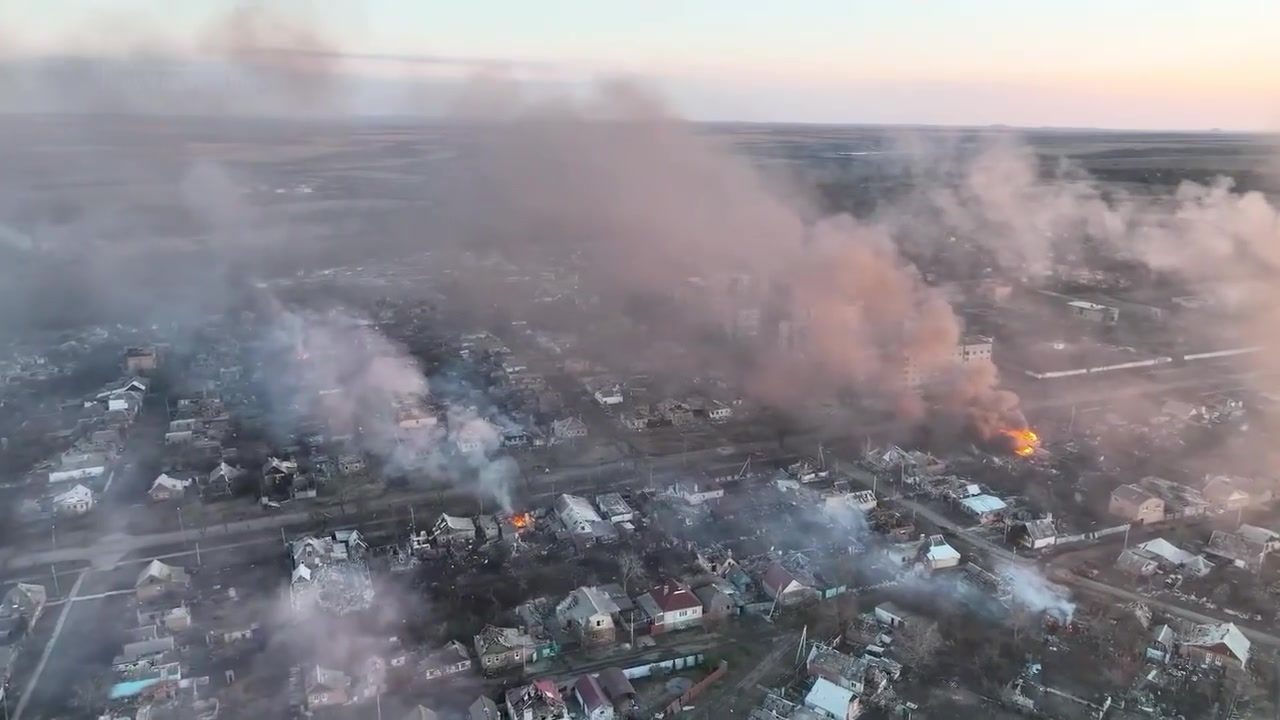
2023년 4월 5일 바흐무트 전투 중 서부 바흐무트의 모습

헤르손과 하르키우에서의 패배 후, 러시아군과 바그너군은 바흐무트 시를 점령하고 전쟁 시작 이후 반년 동안 지속된 교착 상태를 깨는 데 집중했다. 러시아군은 솔레다르를 통해 북쪽에서 공격하며 도시를 포위하려 했다. 막대한 사상자를 낸 후, 러시아군과 바그너군은 2023년 1월 16일 솔레다르를 점령했다. 2023년 2월 초, 바흐무트는 북쪽, 남쪽, 동쪽에서 공격을 받고 있었으며, 유일한 우크라이나 보급선은 서쪽의 차시우야르에서 오는 것이었다.
3월 4일, 바흐무트 부시장은 뉴스 서비스에 시내에서 시가전이 벌어지고 있다고 말했다. 2023년 5월 20일, 바그너 그룹은 바흐무트에 대한 완전한 통제를 주장했고, 다음 날 러시아는 전투에서의 승리를 공식적으로 선언했다. 이후 바그너군은 정규 러시아군 대신 도시에서 철수했다.

### 2023년 우크라이나 역공세 (2023년 6월 8일 ~ 2023년 12월 1일)

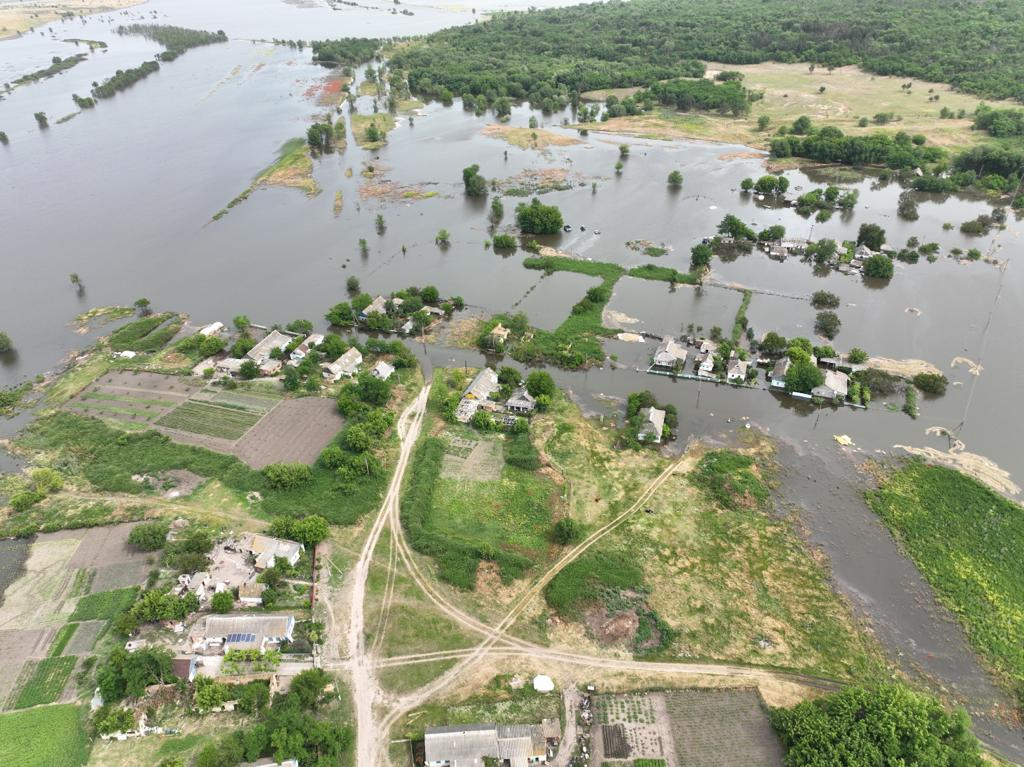
2023년 6월 10일 헤르손주의 홍수, 나흘 전 카호우카 댐 파괴로 인해 발생

2023년 6월, 우크라이나군은 여러 전선에서 반격 작전을 시작했다. 이 노력은 강력한 러시아 저항에 부딪혔다. 6월 12일까지 우크라이나는 진전을 보고했으며 해방된 정착촌을 발표했다. 6월 24일, 바그너 그룹의 반란이 평화 협상 전에 잠시 전개되었다. 6월 말, 우크라이나는 돈바스에서 영토를 되찾고 헤르손주에서 진전을 이루었다.
러시아는 광범위하게 지뢰를 매설하여 우크라이나는 세계에서 가장 많은 지뢰가 매설된 국가가 되었다. 러시아가 흑해 곡물 협정에서 탈퇴한 후, 우크라이나는 러시아 선박을 목표로 삼았다. 2023년 9월, 러시아의 공격이 우크라이나 에너지 시설을 강타했다. 미국은 장거리 ATACMS 미사일을 보낼 것이라고 발표했고 우크라이나는 세바스토폴 해군 기지를 공격했다.
2023년 10월~12월, 우크라이나군은 막대한 손실에도 불구하고 드니프로강을 건넜다. 2023년 12월 1일, 젤렌스키는 느린 결과 때문에 우크라이나의 반격 작전이 성공적이지 못했다고 밝혔다. 젤렌스키는 크림반도가 친러시아 성향이 강하고 군사화가 많이 진행된 돈바스보다 탈환하기 더 쉬울 것이라고 밝혔다. 2023년 12월, 언론 매체들은 우크라이나의 반격 작전이 상당한 영토를 되찾거나 목표를 달성하는 데 실패했다고 묘사했다.

### 아우디이우카 전투

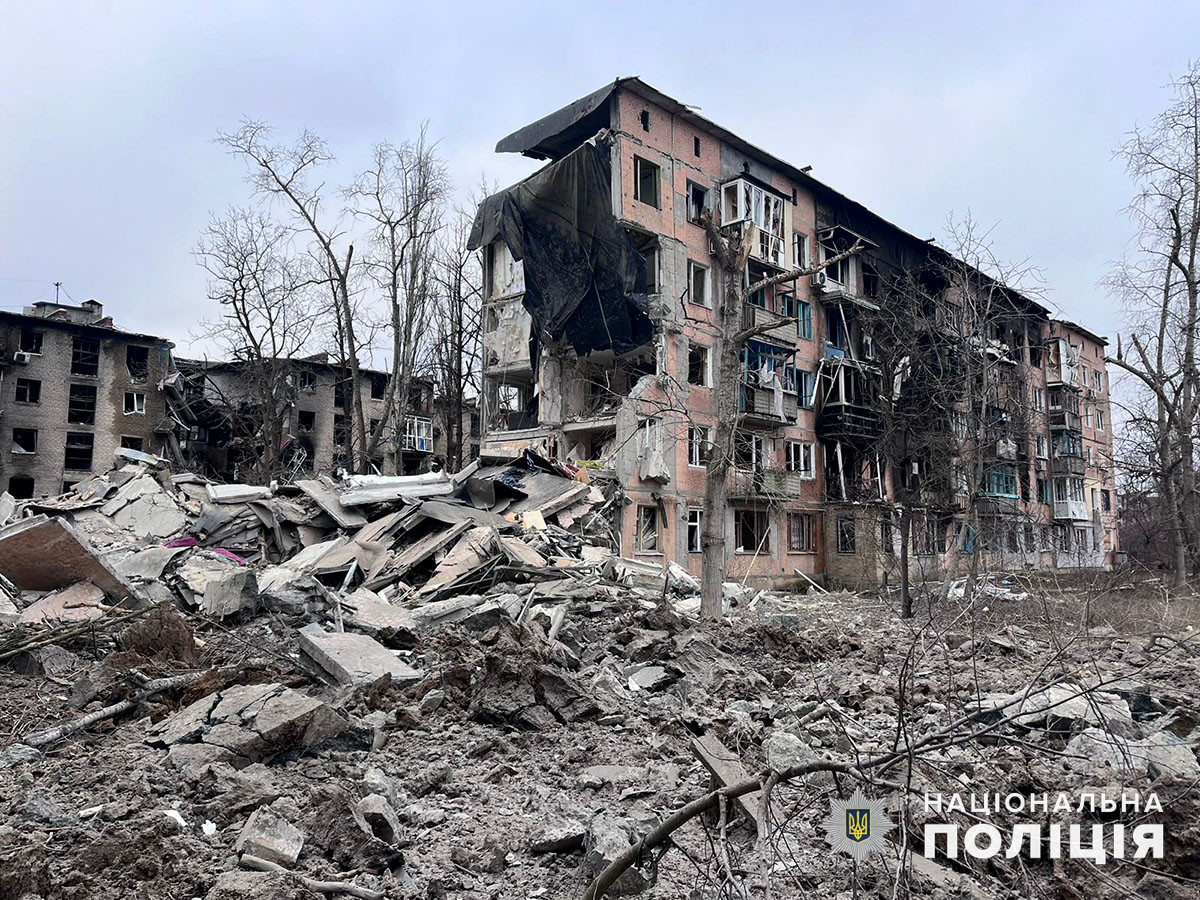
2024년 1월 아우디이우카에서 전투 중 손상된 건물

2023년 10월, 러시아군의 아우디이우카 주변 공세에서 포병, 식량, 물 부족, 그리고 형편없는 지휘로 인해 러시아군의 손실이 많아지면서 병사들 사이에서 반란이 증가하고 있다는 보도가 나왔다. 11월까지 영국 정보기관은 최근 몇 주 동안 "지금까지 전쟁에서 가장 높은 러시아군 사상자 발생률"을 보였을 것이라고 말했다.
2024년 2월 17일, 러시아는 아우디이우카를 점령했다. 이 도시는 우크라이나의 오랜 거점이었으며 인근 도네츠크의 "관문"으로 묘사되었다. ABC 뉴스는 러시아가 전쟁 2주년을 앞두고 교착 상태에 빠진 상황에서 사기를 높이는 데 이러한 진전을 활용할 수 있다고 밝혔다. 포브스 기자 데이비드 액스에 따르면, 피로스의 러시아 승리로 묘사된 아우디이우카 전투에서 러시아 제2군과 제41군 연합군은 16,000명의 사망자와 수만 명의 부상자를 냈고, 약 700대의 차량을 잃은 후에 아우디이우카 폐허를 점령했다.
미국 의회의 정치적 교착 상태와 유럽의 생산 능력 부족으로 인한 우크라이나의 탄약 부족은 우크라이나군의 아우디이우카 철수에 기여했으며, 《타임》지에 따르면 "전 전선에 걸쳐 느껴지고 있었다". 이 부족으로 인해 우크라이나는 러시아가 하루에 약 10,000발을 발사하는 데 비해 하루에 2,000발만 발사하도록 부대에 탄약을 배급해야 했다.

### 러시아의 공세와 우크라이나의 러시아 침공 (2024년 4월 ~ 현재)

#### 러시아의 봄-여름 공세

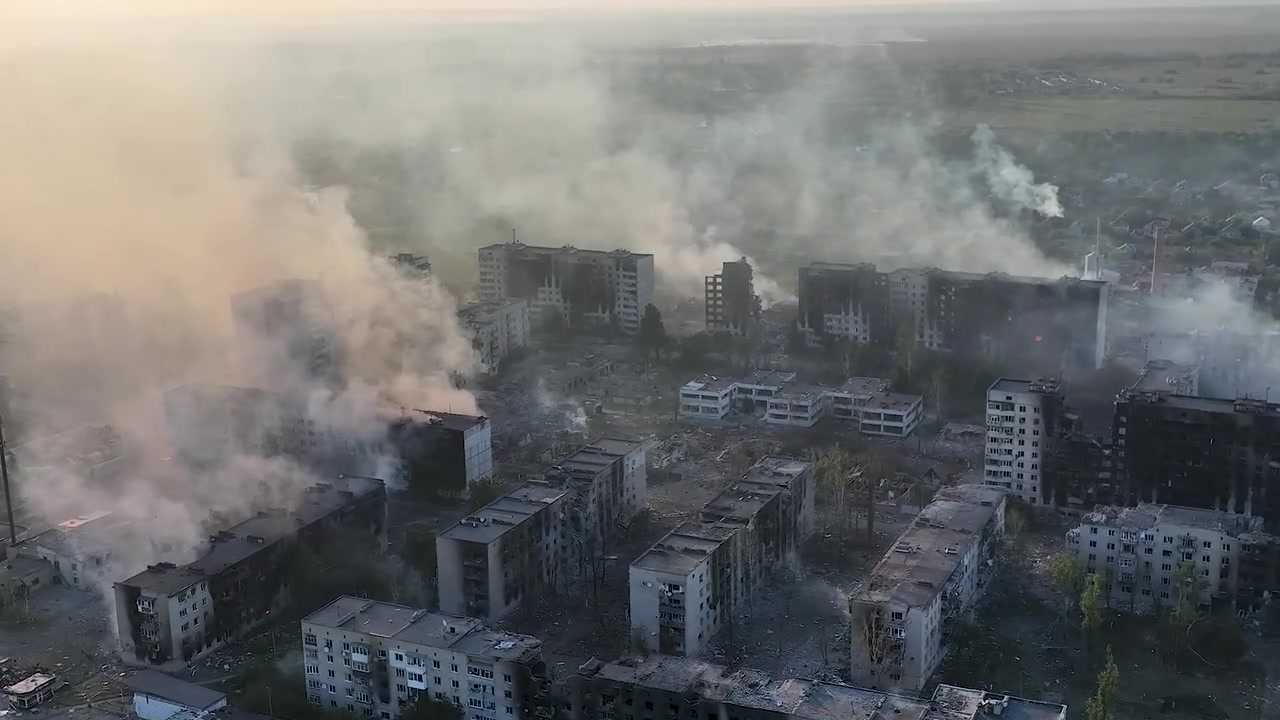
2024년 하르키우 공세 당시 보우찬스크의 모습, 2024년 6월

2024년 5월 10일, 러시아는 하르키우주에서 새로운 공세를 시작했다. 러시아는 십여 개의 마을을 점령했으며, 우크라이나는 공세 시작 이후 5월 25일까지 해당 지역에서 11,000명 이상을 대피시켰다. 우크라이나는 5월 17일 자국 군대가 러시아의 진격을 늦추었다고 밝혔으며, 5월 25일까지 젤렌스키는 우크라이나군이 하르키우주 북동부에 진입한 러시아군 지역에 대한 "전투 통제권"을 확보했다고 말했다. 러시아 당국은 "모든 방향에서 진격하고 있으며" 목표는 분쟁 지역에 대한 "완충 지대"를 만드는 것이라고 말했다. 백악관은 6월 7일 이 공세가 교착 상태에 빠졌으며 더 이상 진전되지 않을 것이라고 밝혔다.
아우디이우카 전투에서 러시아가 성공한 후, 그들의 군대는 북서쪽으로 진격하여 돌출부를 형성했으며, 2024년 4월 중순까지 오체레티네 정착촌에 도달하여 4월 말 점령하고 이후 몇 달 동안 돌출부를 더욱 확장했다. 러시아군은 또한 4월 초 차시우야르 전투를 차시우야르시를 향해 시작했으며, 이 도시는 바흐무트 서쪽에 있는 전략적으로 중요한 정착지이며, 7월 초까지 가장 동쪽 지역을 점령했다. 6월 18일에는 토레츠크시 방향으로 또 다른 공세가 시작되었으며, 이 도시를 점령하는 것을 목표로 했고, 우크라이나 군사 관측통이자 대변인인 나자르 볼로신에 따르면 차시우야르를 남쪽에서 포위하는 것이 목표였다. 러시아군은 7월에 아우디이우카 북서쪽 돌출부를 확장하기 위해 진격했으며, 7월 19일에는 돌파구를 마련하여 작전상 중요한 도시인 포크로우스크로 진격하기 시작했다.

#### 우크라이나의 러시아 침공

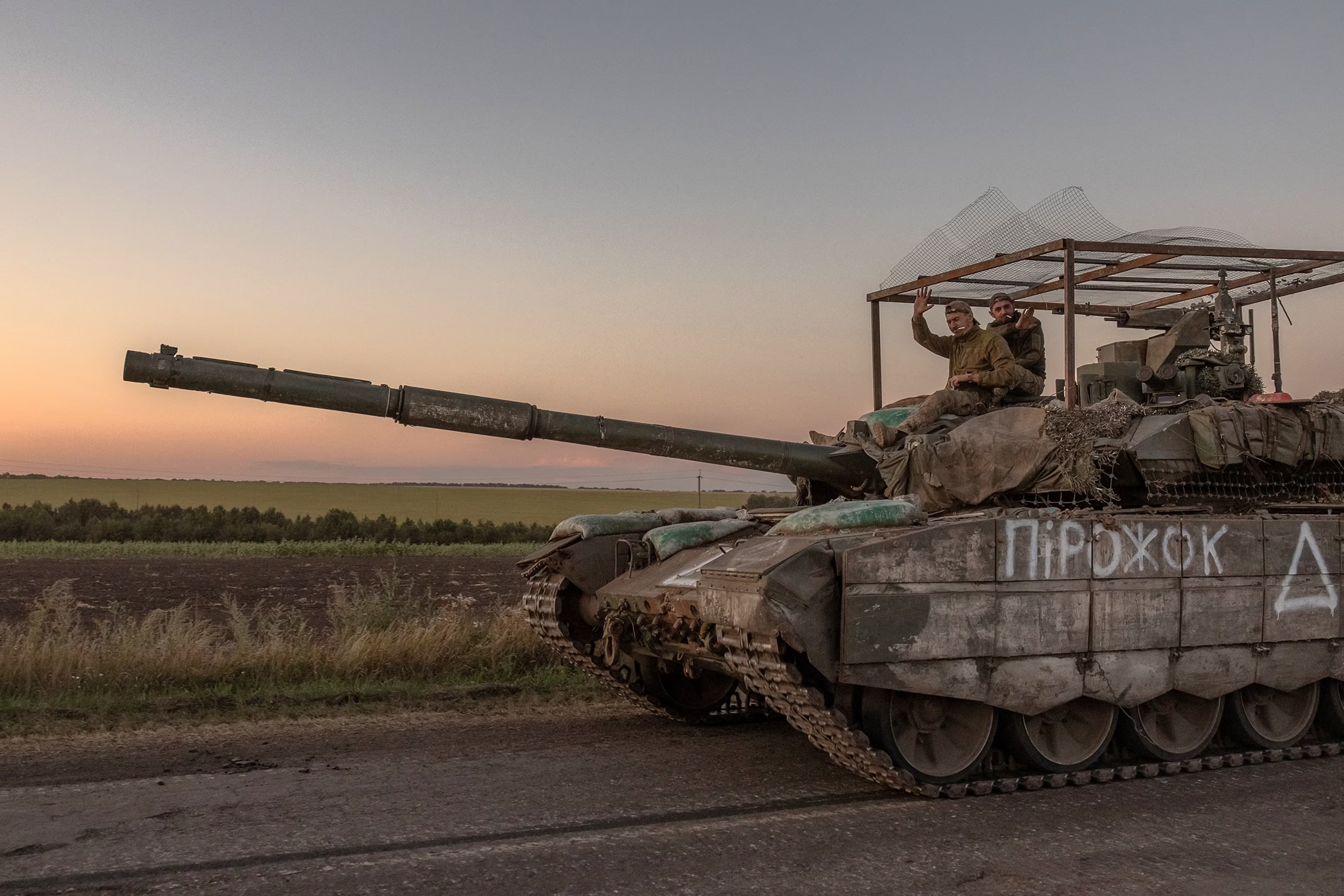
2024년 8월 쿠르스크주에 있는 우크라이나 군인

2024년 8월 6일, 우크라이나는 침공 시작 이후 친우크라이나 침공 중 가장 큰 규모로 러시아 영토, 즉 국경을 맞댄 쿠르스크주에 대한 첫 직접적인 공세를 시작했다. 초기 진격의 주요 축은 국경에서 10 킬로미터 (6.2 mi) 떨어진 수자 마을 방향에 집중되었으며, 젤렌스키 대통령은 8월 15일 이 마을이 점령되었다고 발표했다. 우크라이나는 쿠르스크주 국경을 따라 숙련된 부대와 방어 시설이 부족한 점을 이용하여 침공 초기 며칠 동안 빠르게 영토를 장악할 수 있었다. 이 침공으로 러시아는 위협에 대응하기 위해 수천 명의 병력을 점령된 우크라이나 영토에서 전환해야 했다, 그러나 도네츠크주에서는 병력이 전환되지 않았다.
푸틴이 우크라이나군을 몰아내기 위해 반복적으로 기한을 설정했음에도 불구하고, 러시아군은 2025년 1월 말까지도 그렇게 하지 못했으며, 쿠르스크 돌출부보다 도네츠크주에서의 진격이 우선시되었다. 그러나 2025년 2월까지 ISW는 도네츠크주에 있는 러시아군이 침공으로 인한 전역적인 영향으로부터 완전히 보호되지 못했으며, 병력, 장갑차, 포병 및 방공 시스템이 우크라이나 전선에서 쿠르스크의 러시아군을 강화하기 위해 차출되었다고 설명했다.

#### 2024년 후반과 2025년 초 러시아의 진격
러시아군은 우크라이나 동부에서 계속 진격했으며, 특히 쿠르스크 공세 이전보다 더 빠른 속도로 진격했다. 여기에는 병력이 오히려 증가한 전략적으로 중요한 도시인 포크로우스크 방향도 포함되었다.
2024년 8월 말, 러시아군은 포크로우스크 남동쪽의 노보흐로디우카시를 점령하여 도시에서 8km 이내로 접근했으며, 9월 초에는 포크로우스크와 도네츠크 시 서쪽에 있는 크라스노호리우카와 우크라인스크를 점령했다. 9월 말에는 부흘레다르시에 대한 러시아의 공세가 시작되었고, 10월 1일 이 도시는 함락되었다. 러시아 점령 후, 전쟁 전 인구가 약 14,000명이었던 이 도시는 "광대한 폐허"로 묘사되었다.
10월 30일, 우크라이나 소장 드미트로 마르첸코는 탄약 공급 감소, 병력 모집 문제, 열악한 지휘로 인해 "우리 전선이 무너졌다"고 말한 것으로 보도되었다. 그는 젤렌스키의 승리 계획이 서방 지원에 너무 많이 의존하고 있다고 말했다. 서방 관리들의 브리핑도 우크라이나의 군사 상황에 대해 더 비관적으로 변했다. 검찰총장실에 따르면 2024년 11월 말까지 탈영으로 인한 범죄 사건이 10만 건 이상 시작되었다. 러시아군은 2024년 12월 말 쿠라호베시를 점령하고 2025년 1월에는 인근의 쿠라호베 발전소를 점령했다.
2025년 초, 러시아군은 우크라이나 동부에서 진격하여 1월 말까지 벨리카 노보실카와 토레츠크의 대부분을 점령했다. 러시아는 우크라이나 에너지 기반 시설에 대한 공격을 계속했다. 2025년 2월, 우크라이나 정부는 현재 동원 대상이 아닌 18세에서 24세 자원봉사자를 위한 1년 계약을 승인했다.

## 전장

### 지휘

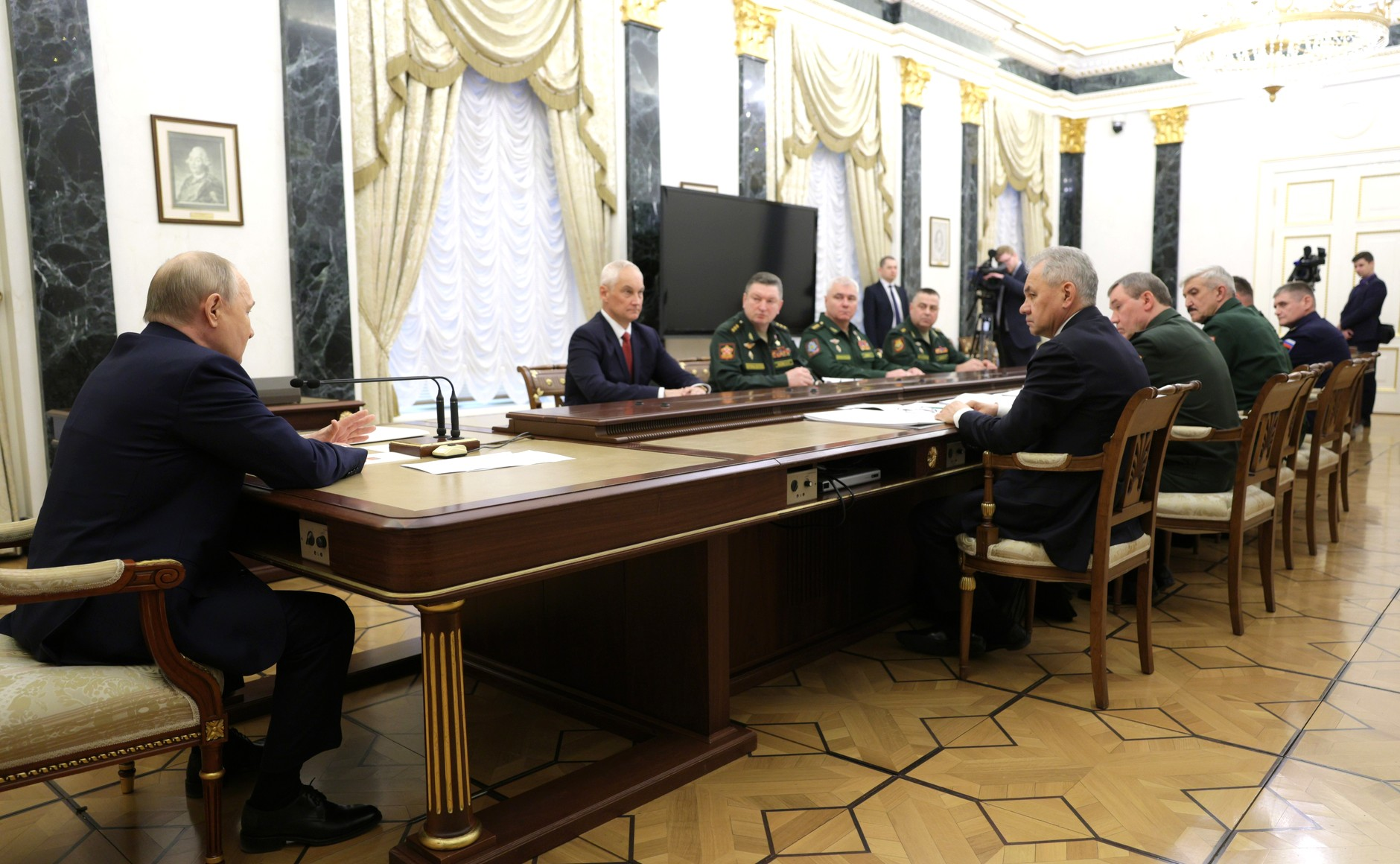
2024년 5월 15일 쇼이구, 게라시모프, 벨로우소프, 예프쿠로프 및 군관구 사령관들과 함께한 푸틴

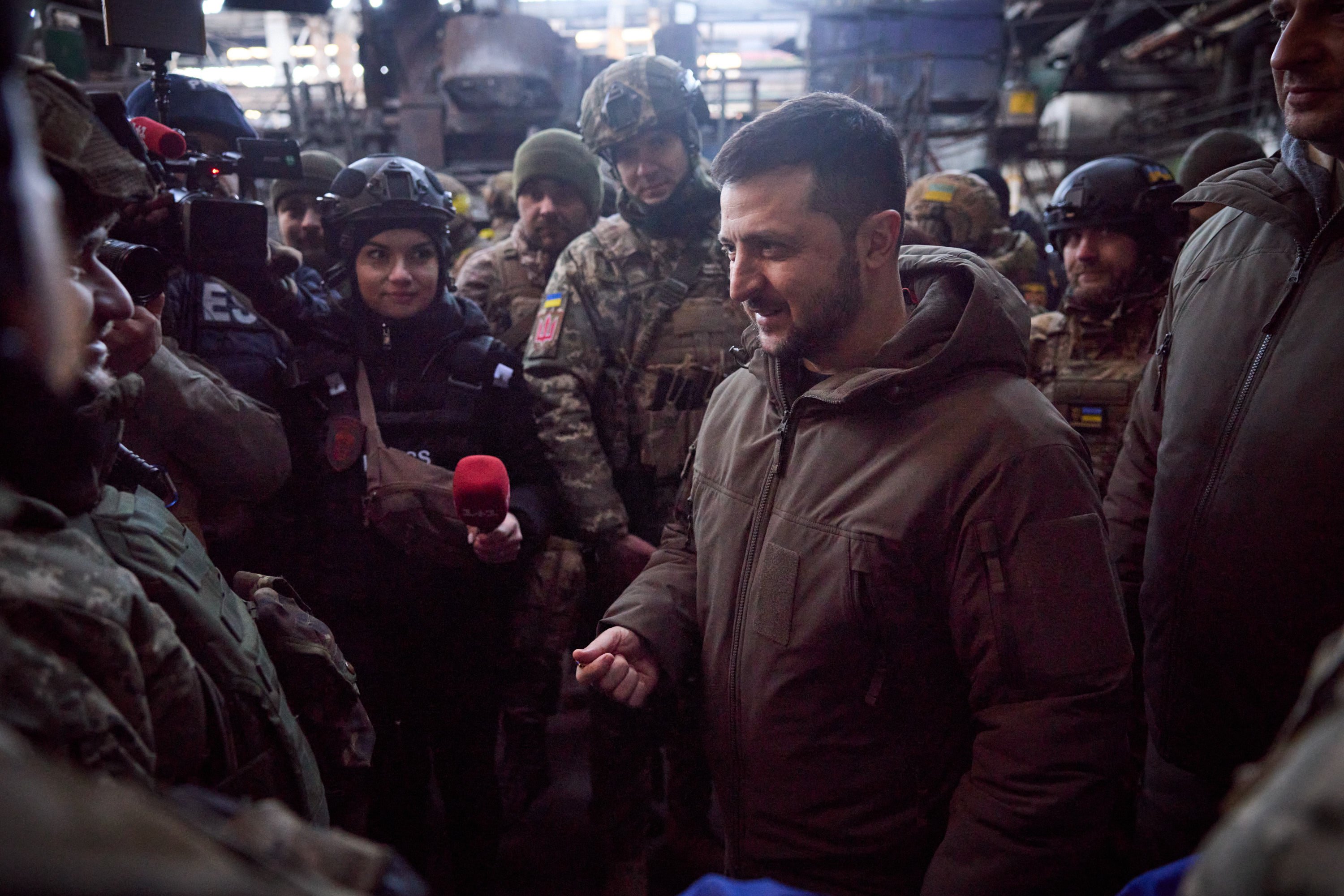
2022년 12월 바흐무트시를 방어하는 우크라이나 군인들과 함께한 젤렌스키

최고 사령관은 각 정부의 국가 원수인 러시아의 블라디미르 푸틴 대통령과 우크라이나의 볼로디미르 젤렌스키 대통령이다. 푸틴은 상급 사령관을 우회하여 여단장에게 직접 명령을 내리는 등 작전 결정에 간섭한 것으로 보도되었다.
미국 육군 대장 마크 밀리는 2022년 5월에 우크라이나 전쟁의 최고 군사 지휘관인 우크라이나군 총사령관 발레리 잘루즈니 장군이 "조국에 필요한 군사적 통찰력을 발휘했다. 그의 리더십은 우크라이나군이 러시아군에 맞서 전장 주도권을 빠르게 발휘할 수 있게 했다"고 썼다. 러시아는 전체 사령관 없이 침공을 시작했다. 네 군관구의 사령관들은 각자의 공세에 책임이 있었다.
초기 차질을 겪은 후, 2022년 4월 8일 알렉산드르 드보르니코프 러시아 남부 군관구 사령관이 총지휘를 맡게 되었지만, 여전히 자신의 작전에 대한 책임은 유지했다. 러시아군은 드보르니코프 아래에서 지휘 체계를 중앙 집중화함으로써 이점을 얻었지만, 모스크바의 기대에 미치지 못하는 실패가 계속되면서 총지휘가 여러 번 변경되었다.
- 겐나디 짓코 동부 군관구 사령관 (동부 군관구, 2022년 5월 26일 ~ 10월 8일)
- 세르게이 수로비킨 남부 병력 사령관 (2022년 10월 초 ~ 2023년 1월 11일)
- 발레리 게라시모프 러시아군 총사령관 (2023년 1월 11일부터)

러시아는 다수의 장성을 포함하여 장교 계급에서 놀랍도록 많은 사상자를 냈다.

### 미사일 공격 및 공중전

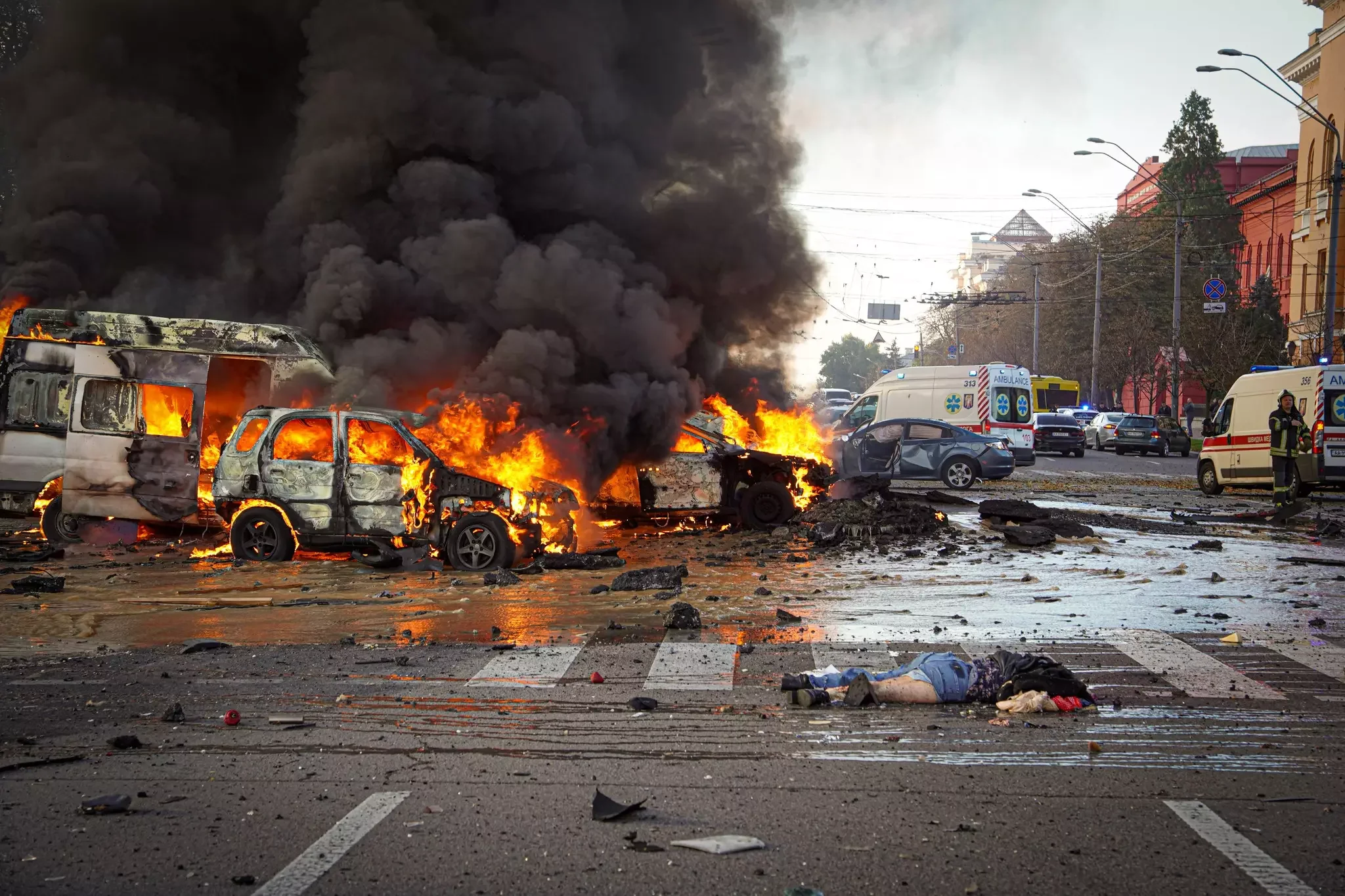
2022년 10월 10일 러시아 미사일 공격 이후 키이우 거리

공중전은 침공 첫날부터 시작되었다. 동부와 서부 우크라이나 전역에서 수십 건의 미사일 공격이 기록되었으며, 서쪽으로는 르비우까지 도달했다.
2022년 9월까지 우크라이나 공군은 러시아 전폭기 약 55대를 격추했다. 10월 중순, 러시아군은 에너지 시설을 파괴하기 위해 우크라이나 기반 시설에 미사일 공격을 시작했다. 11월 말까지 수백 명의 민간인이 공격으로 사망하거나 부상을 입었으며, 윤번정전으로 수백만 명이 전력 공급을 받지 못했다.
2022년 12월, 우크라이나에서 발사된 드론이 러시아 서부의 댜길레보와 엥겔스 공군 기지에 여러 차례 공격을 가해 10명이 사망하고 Tu-95 항공기 2대가 심하게 손상되었다.
2025년 6월 1일, 우크라이나는 밀수된 드론을 사용하여 러시아 영토 깊숙한 곳에 있는 여러 공군 기지를 표적으로 삼는 "스파이더 웹 작전"을 수행했다. 이 작전은 성공적이었다고 평가되었으며, 우크라이나는 우크라이나 도시에 대한 공격을 조율하고 발사하는 데 사용된 전략 폭격기를 포함하여 41대의 고가치 항공기를 손상시키거나 파괴했다고 밝혔다. 미국 관리들은 더 적은 수치를 평가하며, 우크라이나가 20대의 비행기를 타격하고 그 중 10대를 파괴했다고 말했다. 이 작전으로 러시아 항공기에 수십억 달러 상당의 피해가 발생한 것으로 추정된다.

#### 크림 공격
2022년 7월 31일, 러시아 해군 기념일 기념 행사가 드론 공격으로 세바스토폴의 러시아 흑해 함대 본부에서 여러 명이 부상을 입었다는 보도 이후 취소되었다. 2022년 8월 9일, 크림 서부의 사키 공군 기지에서 대규모 폭발이 보고되었다. 위성 사진에는 최소 8대의 항공기가 손상되거나 파괴된 것으로 나타났다. 초기에는 이 폭발이 장거리 미사일, 특수부대의 사보타주 또는 사고로 인한 것으로 추정되었으나, 9월 7일 우크라이나 장군 발레리 잘루즈니가 책임을 인정했다.
기지는 관광객들에게 인기 있는 노보페도리우카 근처에 있다. 폭발 후 크림 대교에서는 민간인들이 지역을 떠나려 하면서 교통 체증이 발생했다. 일주일 후 러시아는 크림 북동부 잔코이 근처의 군수품 창고에서 발생한 폭발과 화재가 "사보타주" 때문이라고 비난했으며, 이는 철도 노선과 발전소에도 피해를 입혔다. 러시아 지역 책임자 세르게이 악쇼노프는 해당 지역에서 2,000명이 대피했다고 말했다. 8월 18일, 세바스토폴 북부의 벨베크 공군 기지에서 폭발이 보고되었다. 2022년 10월 8일 아침, 점령된 크림과 러시아를 잇는 케르치 대교가 폭발로 인해 부분적으로 붕괴되었다. 2023년 7월 17일, 다리에서 또 다른 대규모 폭발이 발생했다. 2025년 6월 3일, 수중 폭발물 공격으로 다리 기초가 손상되었지만, 몇 시간 내에 통행이 재개되었다.

#### 우크라이나 민간 기반 시설에 대한 러시아의 공격

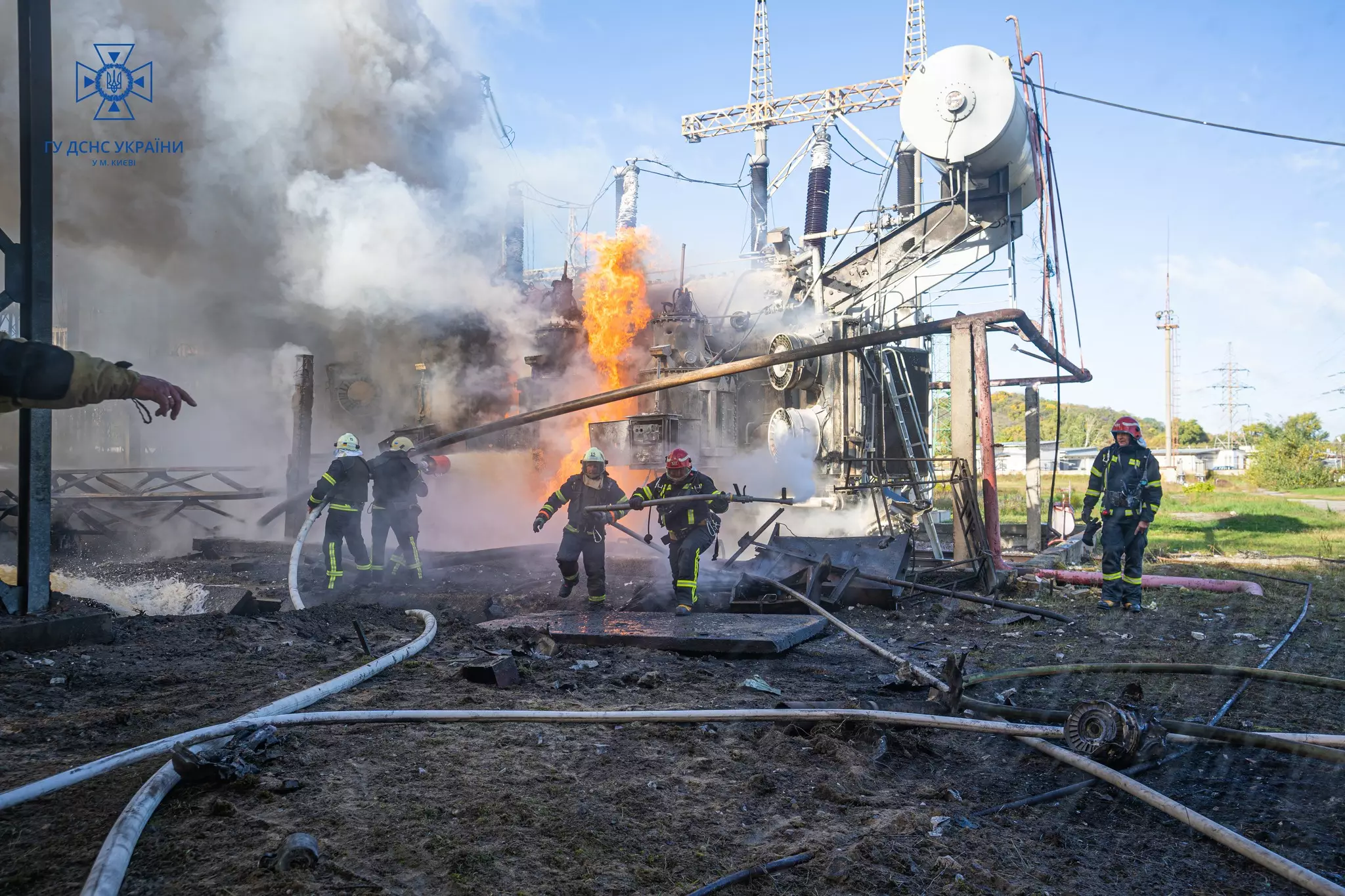
2022년 10월 10일 러시아 미사일 공격 후 키이우의 열병합 발전소 화재

2022년부터 러시아는 우크라이나의 전기 및 수도 시스템에 공격을 가했다. 2022년 10월 6일 우크라이나군은 러시아군이 샤헤드 136 카미카제 드론 86대를 발사했으며, 9월 30일부터 10월 6일 사이에 우크라이나군은 발사된 46대 중 24대를 파괴했다고 보고했다. 10월 8일, 세르게이 수로비킨 육군대장이 새로운 공중 공격 전술을 바탕으로 모든 러시아군을 지휘하게 될 것이라고 발표되었다. 10월 16일 《The Washington Post》는 이란이 러시아에 드론과 미사일을 공급할 계획이라고 보도했다. 10월 18일 미국 국무부는 이란이 러시아에 샤헤드 131과 샤헤드 136 드론을 판매하여 결의 2231호를 위반했다고 비난했으며, 프랑스와 영국도 이에 동의했다. 이란은 우크라이나 전쟁에 무기를 보낸 것을 부인했다. 10월 22일 프랑스, 영국, 독일은 유엔 조사를 공식적으로 요청했다. 11월 1일 CNN은 이란이 우크라이나에서 사용될 탄도 미사일과 기타 무기를 러시아에 보낼 준비를 하고 있다고 보도했다.
11월 15일, 러시아는 우크라이나 전력망에 미사일 85발을 발사하여 키이우와 인근 지역에 정전을 일으켰다. 2023년 3월, 《The New York Times》는 러시아가 우크라이나에 대한 대규모 미사일 공격에 새로운 극초음속 미사일을 사용했다고 보도했다. 이러한 미사일은 이전에 러시아의 재래식, 비극초음속 미사일 시스템에 효과적이었던 재래식 우크라이나 미사일 방어 시스템을 회피하는 데 더 효과적이다.
영국 국방부는 우크라이나 기반 시설에 대한 공격이 러시아의 '전략적으로 중요한 목표 파괴 작전'(SODCIT) 군사 교리(인구를 demoralise하고 우크라이나 지도부가 항복하도록 강요하는 것을 목표로 함)의 일부라고 말했다. 왕립합동군사연구소에 따르면:
러시아의 공격으로 2024년 6월 중순까지 우크라이나 국내 발전량 9 GW가 파괴되었다. 2023년 겨울 최대 전력 소비량은 18 GW였으므로, 우크라이나 발전 능력의 절반이 파괴된 셈이다.

2024년 7월 8일, 러시아는 Kh-101 미사일을 사용하여 키이우의 오흐마트디트 어린이 병원에서 2명을 죽이고 16명을 다치게 했다. 그날 밤 키이우에서 최소 20명의 민간인이 사망했다.

### 해상 봉쇄 및 교전

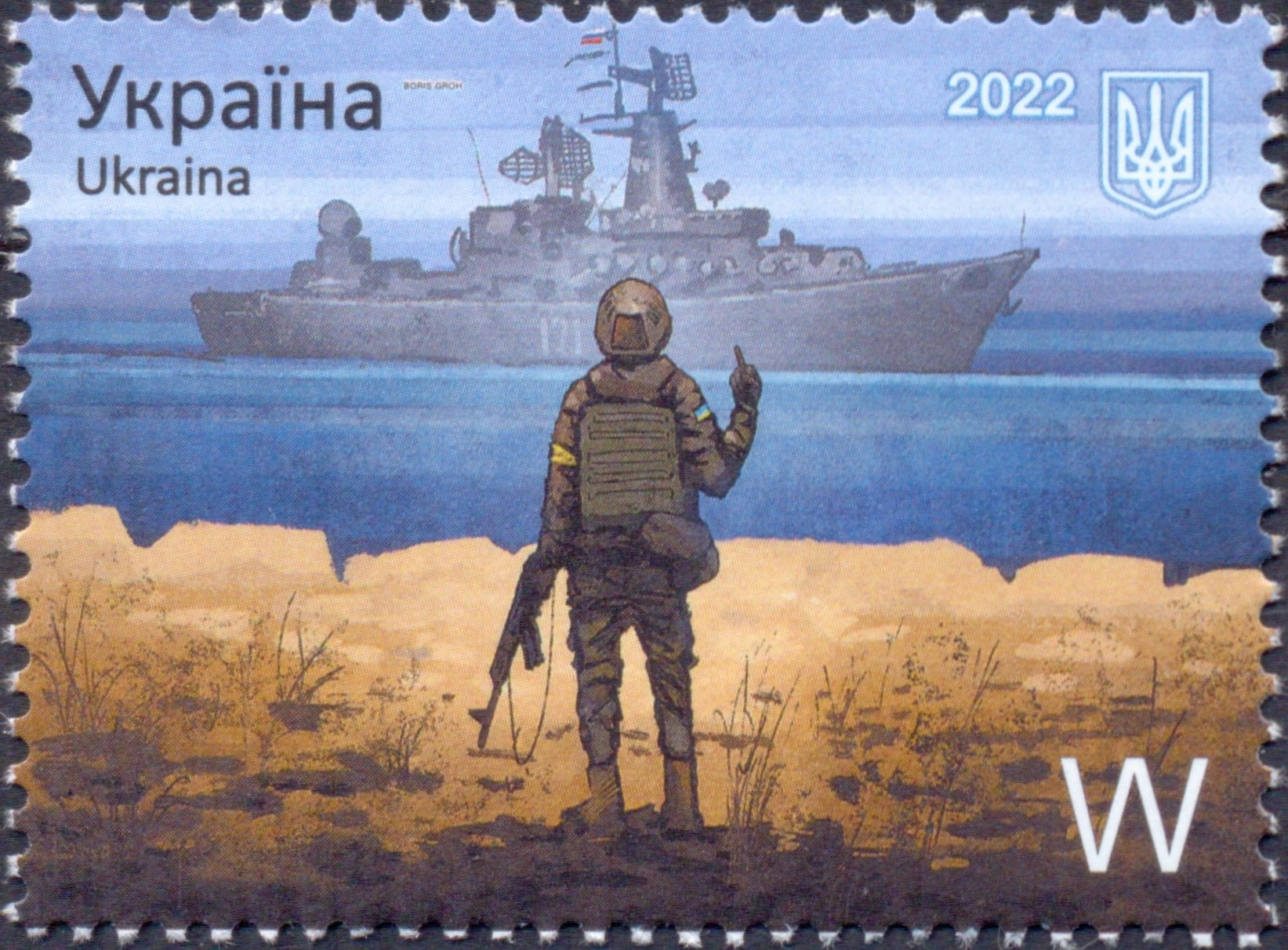
러시아 군함, 가서 엿이나 처먹어라 문구에 대한 기념 우표

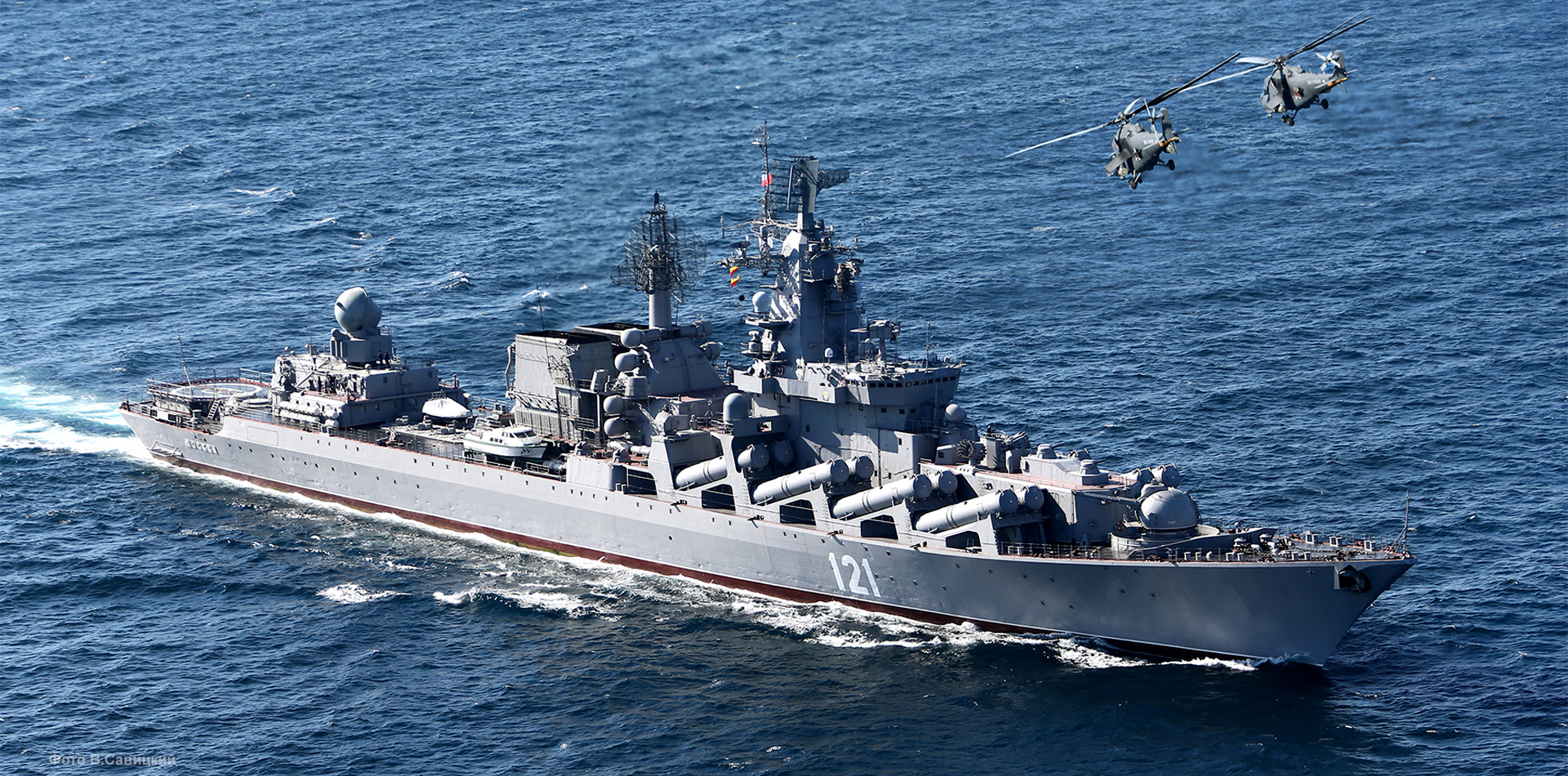
흑해 함대의 기함인 러시아 순양함 모스크바는 2022년 4월 14일 우크라이나의 넵튠 대함 미사일 2발에 피격된 후 침몰했다고 보도되었다.

우크라이나는 흑해에 접해 있으며, 이 바다는 튀르키예가 지배하는 보스포루스 해협과 다르다넬스 해협을 통해서만 대양에 접근할 수 있다. 2022년 2월 28일, 튀르키예는 1936년 몽트뢰 협약을 발동하여 흑해 모항에 등록되지 않고 본국 항구로 돌아가는 러시아 군함의 해협 통과를 봉쇄했다. 특히 4척의 러시아 해군 함정의 튀르키예 해협 통과를 거부했다. 2월 24일, 우크라이나 국경수비대는 러시아 해군 함정들이 즈미이니섬 공격을 시작했다고 발표했다. 흑해 함대의 기함인 순양함 Moskva와 초계정 Vasily Bykov는 함포로 섬을 포격했다. 러시아 군함은 자신을 식별하고 섬에 있는 우크라이나인들에게 항복하라고 지시했다. 그들의 대답은 "러시아 군함, 가서 엿이나 처먹어라!"였다. 포격 후, 러시아 병력 분대가 상륙하여 즈미이니섬을 장악했다. 러시아는 2월 26일 미국 드론이 우크라이나 해군에 정보(흑해에서 러시아 군함을 표적으로 삼는 데 도움)를 제공했다고 주장했다. 미국은 이를 부인했다.
3월 3일까지 미콜라이우의 우크라이나군은 우크라이나 해군의 기함인 호위함 Hetman Sahaidachny를 러시아군에 나포되는 것을 막기 위해 자침시켰다. 3월 24일, 우크라이나 당국은 베르댠스크에 정박해 있던 러시아 상륙함(처음에는 오르스크로 보고되었다가 나중에는 자매함인 사라토프로 확인됨)이 우크라이나 로켓 공격으로 파괴되었다고 밝혔다. 2022년 3월, 유엔 국제 해사 기구(IMO)는 상선이 우크라이나 항구를 떠날 수 있도록 안전한 해상 통로를 만들려고 노력했다. 3월 27일, 러시아는 오데사 남동쪽 우크라이나 영해 외곽에서 상선 통행을 위해 해상 통제 구역 내에 길이 80 마일 (130 km) 및 폭 3 마일 (4.8 km)의 해상 통로를 설정했다.
우크라이나 소식통과 미국 고위 관계자에 따르면, 모스크바함은 4월 13일 우크라이나의 넵튠 대함 순항 미사일 2발에 피격되어 화재가 발생했다. 러시아 국방부는 군함이 화재로 인한 탄약 폭발로 심각한 손상을 입었고, 승무원 전원이 대피했다고 밝혔다. 펜타곤 대변인 존 커비는 4월 14일 위성 사진을 통해 러시아 군함이 상당한 폭발을 겪었지만, 세바스토폴에서 예상되는 수리 및 개조를 위해 동쪽으로 향하고 있음을 확인했다. 같은 날 늦게, 러시아 국방부는 모스크바함이 거친 날씨 속에서 예인 중 침몰했다고 발표했다. 4월 15일, 로이터는 러시아가 모스크바 공격에 사용된 넵튠 미사일이 제조 및 설계된 키이우의 루치 설계국 미사일 공장에 보복성 미사일 공격을 감행한 것으로 보인다고 보도했다. 5월 5일, 미국 관리는 미국이 모스크바함 침몰을 돕기 위해 "다양한 정보"(실시간 전장 타겟팅 정보 포함)를 제공했다고 확인했다.
6월 1일, 러시아 외무장관 세르게이 라브로프는 러시아 해상 침략을 막기 위한 우크라이나의 자체 항만 기뢰 설치 정책이 식량 수출 위기에 기여했다고 주장하며, "키이우가 항만 기뢰 제거 문제를 해결하면 러시아 해군은 곡물 선박의 지중해 무사 통과를 보장할 것"이라고 말했다. 7월 23일, CNBC는 러시아의 오데사 항구 미사일 공격을 보도했으며, 이는 곡물 및 기타 식료품 수출을 위한 해상 통로를 확보하기 위한 유엔-튀르키예 중재 협정 직후에 발생하여 세계 지도자들의 신속한 비난을 받았다.
2023년 12월 26일, 우크라이나 공군은 페오도시야에 정박 중이던 러시아 상륙함 노보체르카스크를 공격했다. 우크라이나는 이 함정이 파괴되어 다시는 항해할 수 없을 것이라고 밝혔다. 러시아 당국은 공격 사실은 확인했지만 손실은 인정하지 않았으며, 공격 항공기 2대가 파괴되었다고 말했다. 독립 분석가들은 이 함정의 손실이 미래 러시아의 우크라이나 해안 공격을 방해할 수 있다고 말했다. 2024년 1월 31일, 우크라이나 해상 드론이 흑해에서 러시아 프로젝트 1241형 미사일정 이바노베츠를 공격하여 침몰시켰다. 2주 후인 2월 14일, 같은 종류의 우크라이나 해상 드론이 러시아 상륙함 체사르 쿠니코프를 공격하여 침몰시켰다.

### 우크라이나의 저항

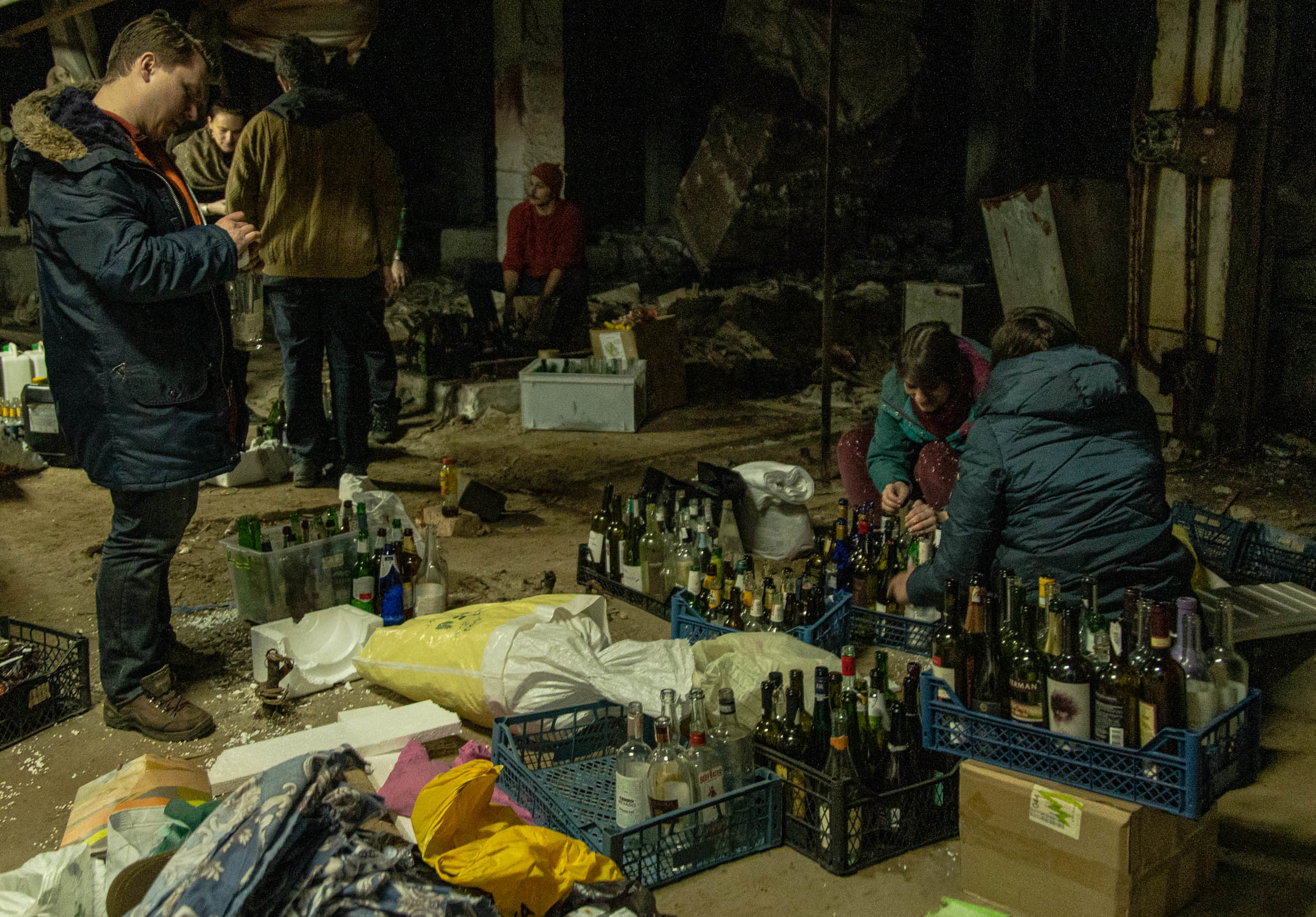
2022년 2월 26일, 키이우 시민들이 화염병을 준비하는 모습

우크라이나 민간인들은 러시아의 침공에 맞서 영토 방위 부대에 자원하고, 화염병을 만들고, 식량을 기부하고, 체코 고슴도치와 같은 방어물을 건설하며, 난민 수송을 돕는 등 저항했다. 우크라이나 교통국의 요청에 따라 민간인들은 도로 표지판을 해체하거나 변경하고, 임시 바리케이드를 만들고, 도로를 막았다. 소셜 미디어 보도에 따르면 점령된 정착지에서 러시아군에 반대하는 자발적인 거리 시위가 발생했으며, 종종 러시아군과의 언쟁과 물리적 대치로 발전했다. 4월 초까지 우크라이나 민간인들은 주로 국토의 숲이 우거진 북부와 동부에서 게릴라로 조직되기 시작했다. 우크라이나군은 재래식 방어를 보완하기 위한 대규모 게릴라 작전 계획을 발표했다.
사람들은 러시아 군용 차량을 물리적으로 막았고, 때로는 후퇴하도록 만들었다. 비무장 민간인 저항에 대한 러시아 군인들의 반응은 시위대와 교전하기를 꺼리는 것에서부터 공중 발포, 군중에게 직접 발포하는 것까지 다양했다. 우크라이나 시위대에 대한 대규모 구금과 우크라이나 언론은 러시아군에 의한 강제 실종, 모의 처형, 인질극, 초법적 살해, 성폭력 등을 보도했다. 우크라이나 공격을 용이하게 하기 위해 민간인들은 텔레그램 챗봇과 이전에 시민들이 공식 신분증 및 의료 문서를 업로드하는 데 사용되었던 우크라이나 정부 앱 디아를 통해 러시아 군사 위치를 보고했다. 이에 대응하여 러시아군은 휴대폰 네트워크 장비를 파괴하고, 스마트폰과 컴퓨터를 찾기 위해 집집마다 수색했으며, 적어도 한 경우에는 러시아 탱크 사진을 가지고 있던 민간인을 살해했다.
2022년 5월 21일 현재, 젤렌스키는 우크라이나에 러시아 침공과 싸우는 현역 군인이 70만 명이라고 밝혔다. 우크라이나는 2022년 내내 MONUSCO와 같은 유엔 평화 유지 임무에 파견되었던 군인과 군사 장비를 우크라이나로 철수시켰다.

## 외국의 개입

### 우크라이나 지원

중화기
경화기
비살상 물품
비물질적 지원
우크라이나

침공에 대응하여 많은 국가들이 무기, 장비, 훈련 및 병참 지원을 포함한 군사 지원을 우크라이나에 제공했다. 서방 및 다른 국가들은 침공에 앞서 러시아에 제한적인 제재를 가했고, 침공이 시작되자 러시아 경제를 마비시키기 위한 새로운 제재를 적용했다. 제재는 개인, 은행, 기업, 통화 거래, 수출 및 수입을 대상으로 했다.

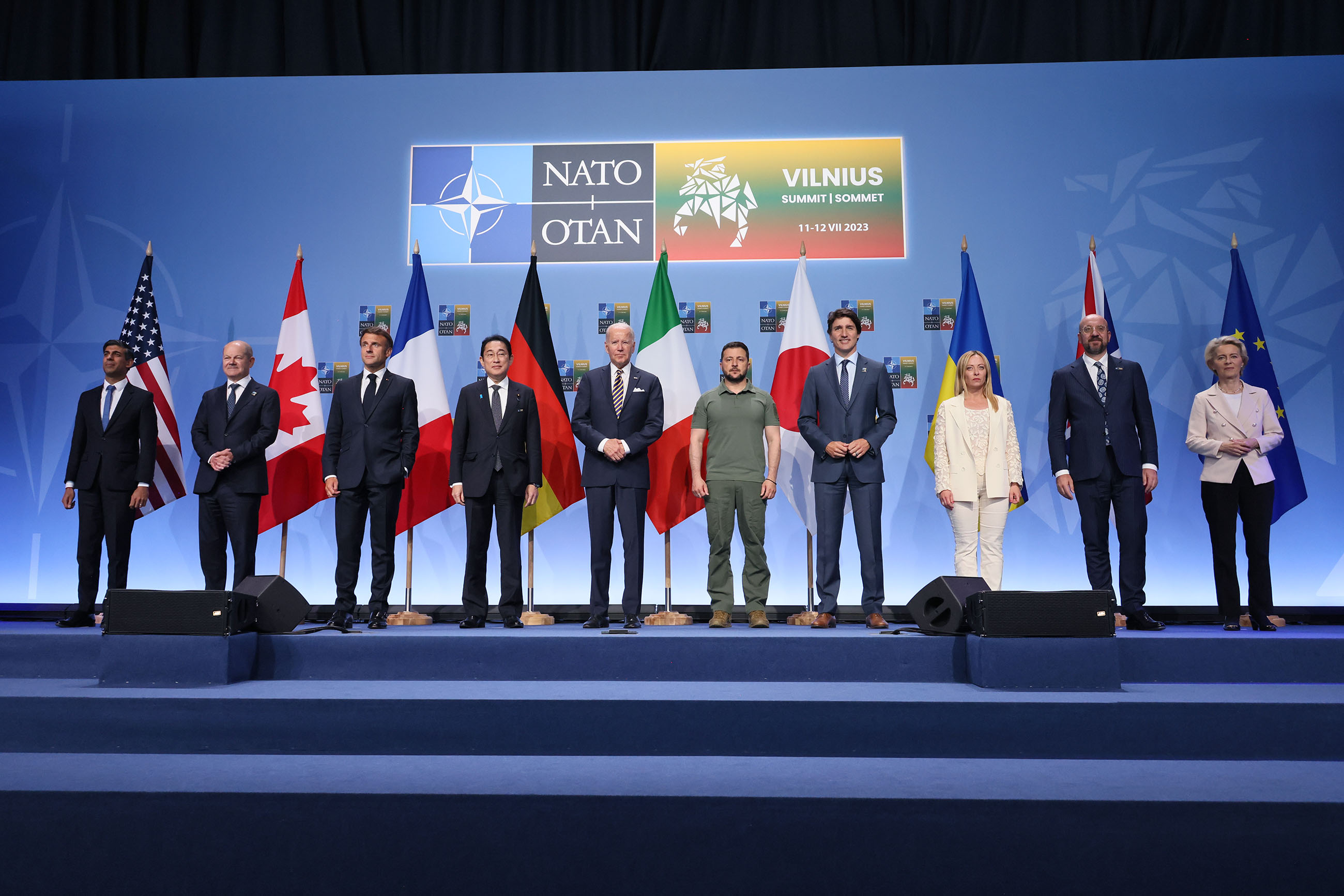
2023년 7월 12일 빌뉴스 NATO 정상회담에서 우크라이나 대통령 볼로디미르 젤렌스키와 서방 지도자들

군사 지원은 주로 우크라이나 국방 연락 그룹을 통해 조율되었으며, 50개 이상의 국가가 참여하고 있으며, 모든 32개 NATO 회원국이 포함된다. 2022년 1월부터 2024년 1월까지 킬 세계 경제 연구소가 추적한 우크라이나 지원액은 3,800억 달러에 달했다. 유럽 국가들이 총 지원(군사, 재정, 인도적)에서 가장 많은 비중을 차지했다. 에스토니아와 덴마크는 GDP 대비 가장 많은 군사 지원을 제공했다. 유럽 연합은 처음으로 군사 지원을 조율했다. 한편, 미국은 우크라이나에 가장 많은 군사 지원을 제공했으며, 국가를 돕기 위해 1,750억 달러를 책정했다. 대부분의 미국 군사 지원은 예비 비축물에서 나온 오래된 미국 무기와 장비였으며, 우크라이나에 할당된 미국 자금의 대부분은 미국 경제에 남아 미국 산업을 지원하고 무기 및 군사 장비 제조를 보조한다. 불가리아는 침공 초기 단계에 필요한 탄약의 3분의 1 이상과 필요한 연료의 대부분을 우크라이나에 공급했다.
인도는 침공에 대해 중립적인 입장을 유지했지만, 인도 제조업체가 만든 포탄이 유럽 국가에 판매된 후 우크라이나로 전환되었다는 보고가 있다. 인도 당국은 러시아의 반대에도 불구하고 개입하지 않았다.
우크라이나를 지원하는 대부분의 국가는 침공 초기 몇 달 동안 우크라이나에 병력을 파견하는 것을 배제했다. 프랑스 대통령 에마뉘엘 마크롱은 나중에 2024년에 병력 파견 가능성을 언급했다.
러시아 정부는 우크라이나에 군사 지원을 제공하는 국가에 대해 보복을 위협하며, 이는 NATO가 러시아에 대한 대리전을 벌이고 있음을 의미한다고 말했다. 애틀랜틱 카운슬의 피터 디킨슨에 따르면, 러시아 정부는 "레드라인" 대부분이 넘어섰음에도 불구하고 위협을 이행하지 않았다. 푸틴 대통령은 군사 지원이 중단되면 우크라이나가 오래 버티지 못할 것이라고 말했다.
2025년 5월 3일 《The Times》와의 인터뷰에서 전 CIA 작전국장 랄프 고프는 바이든 행정부가 우크라이나에 피를 흘릴 만큼만 무기를 주었을 뿐 이길 만큼은 주지 않았다며, "[그들은] 블라디미르 푸틴과 그의 핵 위협에 속아 넘어갔다"고 덧붙였다.

### 러시아 지원

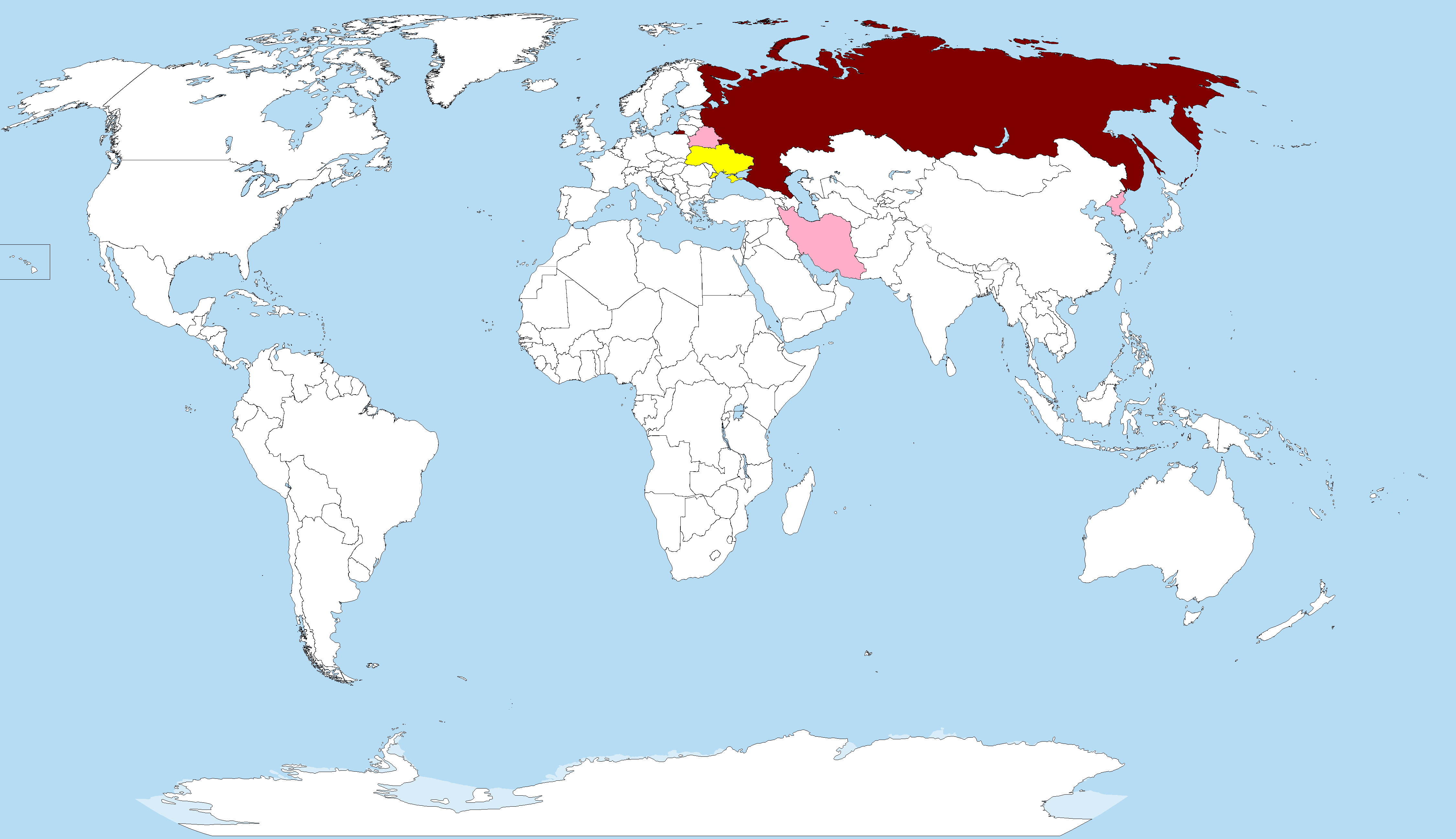
러시아에 무기를 보낸 국가
러시아
우크라이나

#### 벨라루스
벨라루스는 러시아가 자국 영토를 침공의 일부를 staging하고 러시아 미사일을 우크라이나로 발사하는 데 사용하도록 허용했다. 벨라루스 영공은 러시아에 의해 사용되었는데, 2023년 러시아의 베리예프 A-50 감시기가 드론에 의해 손상될 때까지 레이더 조기 경보 및 통제 임무를 포함했다. 적극적인 개입으로 인해 벨라루스는 이번 침공에서 공동 교전국으로 간주된다. 이는 "전투 임계점에 도달하지 않고도 비교전 행위자에게 다양한 도구를 제공"하는 비교전국과는 대조된다. 정치학자 매튜 프리어는 벨라루스를 공동 전투원으로 간주하며, "루카셴코는 푸틴의 군사 행동에 대한 지지를 반복적으로 표명했다"고 말했다. 반면 2023년 IISS의 "무력 분쟁 조사" 저널은 벨라루스를 직접적인 공동 전투원으로 분류하지 않았다. 벨라루스는 러시아에 무기와 탄약을 제공했으며, 나중에 2024년 "무력 분쟁 조사"에 따르면 러시아는 벨라루스에 전술 핵무기를 배치했다.

#### 이란
2023년 6월, 미국 군사 정보는 이란이 러시아에 샤헤드 전투 드론과 드론 제조 공장을 개발하기 위한 생산 재료를 모두 제공하고 있다고 시사했다. 2024년 2월, 로이터 통신은 이란이 러시아군에 탄도 미사일을 보냈다고 보도했다. 미국과 우크라이나에 따르면, 이란군은 크림에 주둔하여 러시아가 민간인 및 민간 기반 시설에 대한 드론 공격을 시작하는 것을 돕고 있다. 전쟁 연구소는 이들이 이슬람 혁명 수비대 또는 이슬람 혁명 수비대 관련 인원일 가능성이 높다고 평가했다. 이란은 우크라이나에서 사용하기 위해 러시아에 무기를 보낸 것을 부인했다.

#### 북한
조선민주주의인민공화국은 러시아에 탄도 미사일과 발사대를 공급했으며, 미국 당국은 어떤 특정 모델인지 밝히지 않았다. 2023년 12월 우크라이나 목표물에 대한 공격에서 미사일 잔해는 화성-11가형 (KN-23), 화성-11나형 (KN-24) 및 KN-25 미사일에 공통된 부품을 보여준다. 2024년 10월, 우크라이나와 대한민국은 북한 기술자들이 이 미사일 발사를 돕기 위해 전장에 배치되었으며, 사상자를 냈다고 주장했다.
같은 달 말, 백악관 대변인은 미국이 북한 병사들이 러시아를 위해 싸우고 있다는 보도에 대해 "우려하고 있다"고 말했다. 젤렌스키는 우크라이나 정보부가 1만 명의 북한군이 러시아군에 합류할 준비를 하고 있다고 믿는다고 발표했다. 북한 정부는 자국 군인이 러시아를 위해 싸우고 있지 않다고 밝혔다.
미국은 나중에 북한이 우크라이나에 배치될 가능성을 위해 러시아에 3,000명의 병력을 보냈다는 증거를 보았다고 말하며, 이 병력은 10월에 선박으로 수송되었고 러시아 동부의 3개 군사 기지에서 훈련 중이라고 밝혔다. 미국은 북한군의 파견이 러시아군의 인력 문제에 대한 추가 증거일 수 있다고 덧붙였다. 10월 28일, NATO 사무총장 마르크 뤼터는 북한군이 쿠르스크 공세에 맞서 러시아를 지원하기 위해 쿠르스크주에 배치되었다는 우크라이나 정보국의 이전 정보를 확인했으며, 펜타곤은 1만 명의 북한군이 추가로 파견되었다고 보고했다.

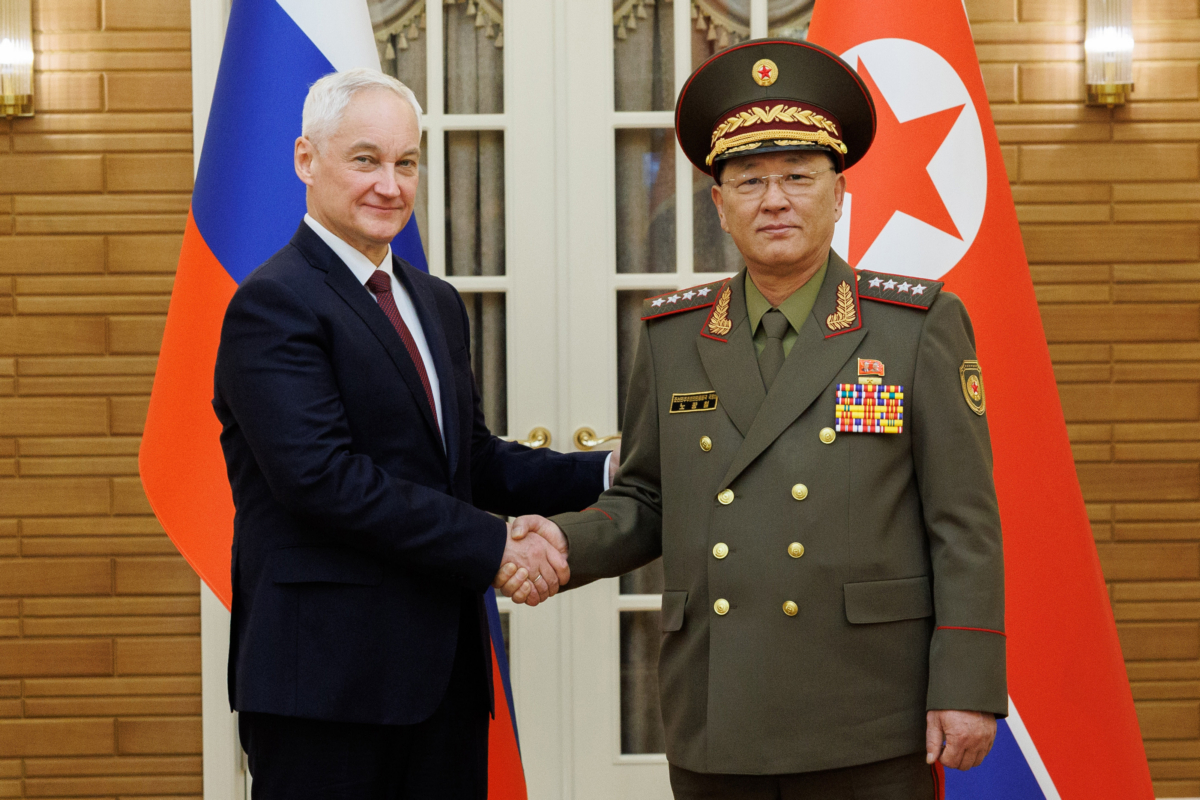
2024년 11월 29일 러시아 국방부 장관 안드레이 벨로우소프와 조선민주주의인민공화국 국방상 노광철

11월 7일, 우크라이나 국방장관은 북한군이 11월 5일 전투에 참여했다고 보고했다. 11월 13일, 미국 국무부와 대한민국은 북한군이 쿠르스크주에서 우크라이나군과 전투를 시작했음을 확인했다. 11월 24일, 우크라이나 총참모장은 북한군이 전투에 참여했음을 확인했다. 12월 2일, 펜타곤은 북한군이 전투에 참여했다는 증거는 없지만, 북한군이 러시아 부대에 통합되었다고 언급했다. 우크라이나 정보국은 북한군이 러시아 예비 부대에 통합되었지만 전투에 참여할 가능성은 낮으며 여전히 훈련 중이라고 확인했다. 12월 16일, 미국은 러시아 쿠르스크주에서 북한군이 전투 중 사망했음을 확인했다. 12월 18일까지 북한군 사상자는 수백 명에 달했으며, 대한민국은 북한군 100명이 사망하고 1,000명이 부상했다고 보고했다. 미국 육군 법무관 스티브 시만스키와 조슈아 케루스키는 11월 5일 교전 이후 북한이 우크라이나와의 국제 무력 분쟁 당사국이 되었다고 밝혔다.
젤렌스키는 러시아군이 북한군의 전장 존재를 숨기기 위해 사망한 북한 군인들의 얼굴을 불태우는 모습을 보여주는 영상을 공개했다고 말했다.
2025년 1월, 북한 군인 두 명이 쿠르스크주에서 전투 중 포로로 잡혔다. 정보 브리핑에 따르면 북한 군인들은 투바 출신의 러시아인이라고 명시된 위조 군사 서류를 발급받았다. 2025년 3월, 대한민국 합동참모본부는 북한이 올해 초 추가로 3,000명의 병력을 보냈으며, 단거리 탄도 미사일을 포함한 군사 장비도 러시아를 지원하기 위해 보냈다고 밝혔다. 대한민국에 따르면 약 11,000명의 북한군이 러시아로 파견되었으며, 그 중 4,000명이 사망하거나 부상했다. 같은 달, 러시아는 처음으로 쿠르스크에서 자국 병력을 돕는 북한 군인의 존재를 인정했으며, 발레리 게라시모프는 "쿠르스크 지역의 국경 지역을 해방하는 데" 도움을 준 북한군에게 특별히 감사를 표했다.

#### 기타

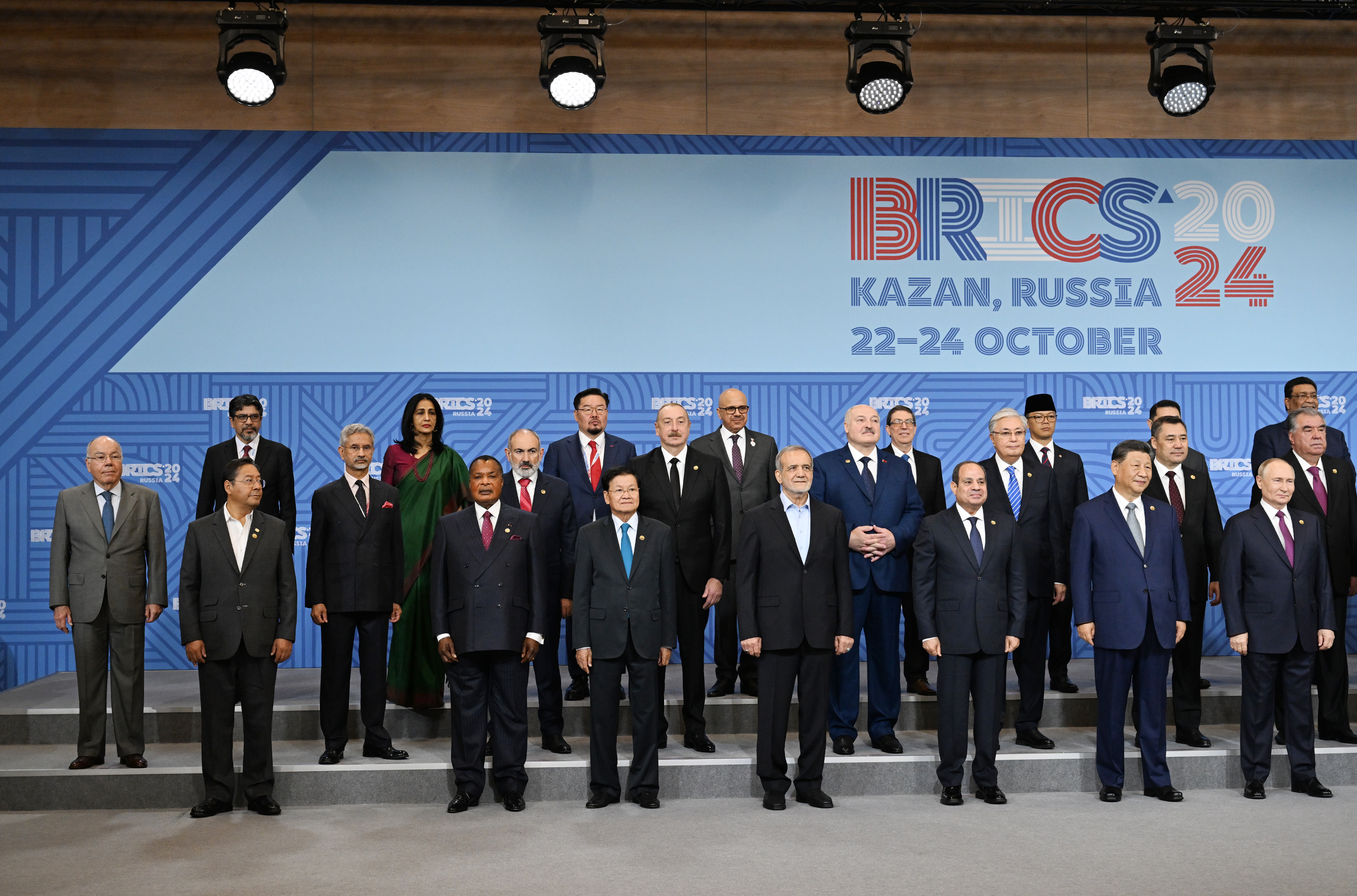
카잔에서 열린 제16회 브릭스 정상회의에서 푸틴과 중국 주석 시진핑. 글로벌 사우스 국가의 대부분은 전쟁에 대해 중립적인 입장을 취하고 러시아와 좋은 관계를 유지했다.

폴리티코는 2023년 3월에 중국 국영 무기 제조업체 노린코가 2022년 6월부터 12월까지 튀르키예와 아랍에미리트를 포함한 제3국을 통해 러시아에 돌격 소총, 드론 부품, 방탄복을 선적했다고 보도했다. 미국에 따르면 중국 탄약이 우크라이나 전장에서 사용되었다. 2023년 5월, 유럽 연합은 중국과 아랍에미리트 기업들이 러시아에 무기 부품을 공급하고 있음을 확인했다. 2024년 4월, 중국이 러시아에 지리 공간 지능, 탱크용 공작 기계, 미사일 추진제를 제공한 것으로 보도되었다. 2024년 9월, 로이터는 러시아가 우크라이나 침공에 사용하기 위해 현지 전문가의 도움을 받아 중국에서 장거리 공격 드론을 개발 및 생산하는 비밀 무기 프로그램을 구축했음을 나타내는 문서를 보도했다. 2025년 7월, 우크라이나 정보총국은 라오스가 쿠르스크에 50명의 지뢰 제거팀을 보냈다고 보고했지만, 라오스는 이 주장을 부인했다.
러시아는 리튬, 민감한 전자 제품, 기계류, 자동차 부품 및 방위 장비를 인도에서 수입한다. 유류 판매와 같은 무역은 2022년 이후 급증하여 러시아 국영 기업의 수익을 증가시켰다. 제재를 우회하고 통화 잉여를 관리하기 위해 러시아는 루피로 결제하며, 이는 민간 및 군사적 필요를 모두 지원한다. 로이터 통신은 2025년 7월 인도 세관 자료를 인용하여 인도 기업이 2024년 12월에 140만 달러 상당의 군사용 폭발물을 러시아에 선적했다고 보도했다.

## 사상자

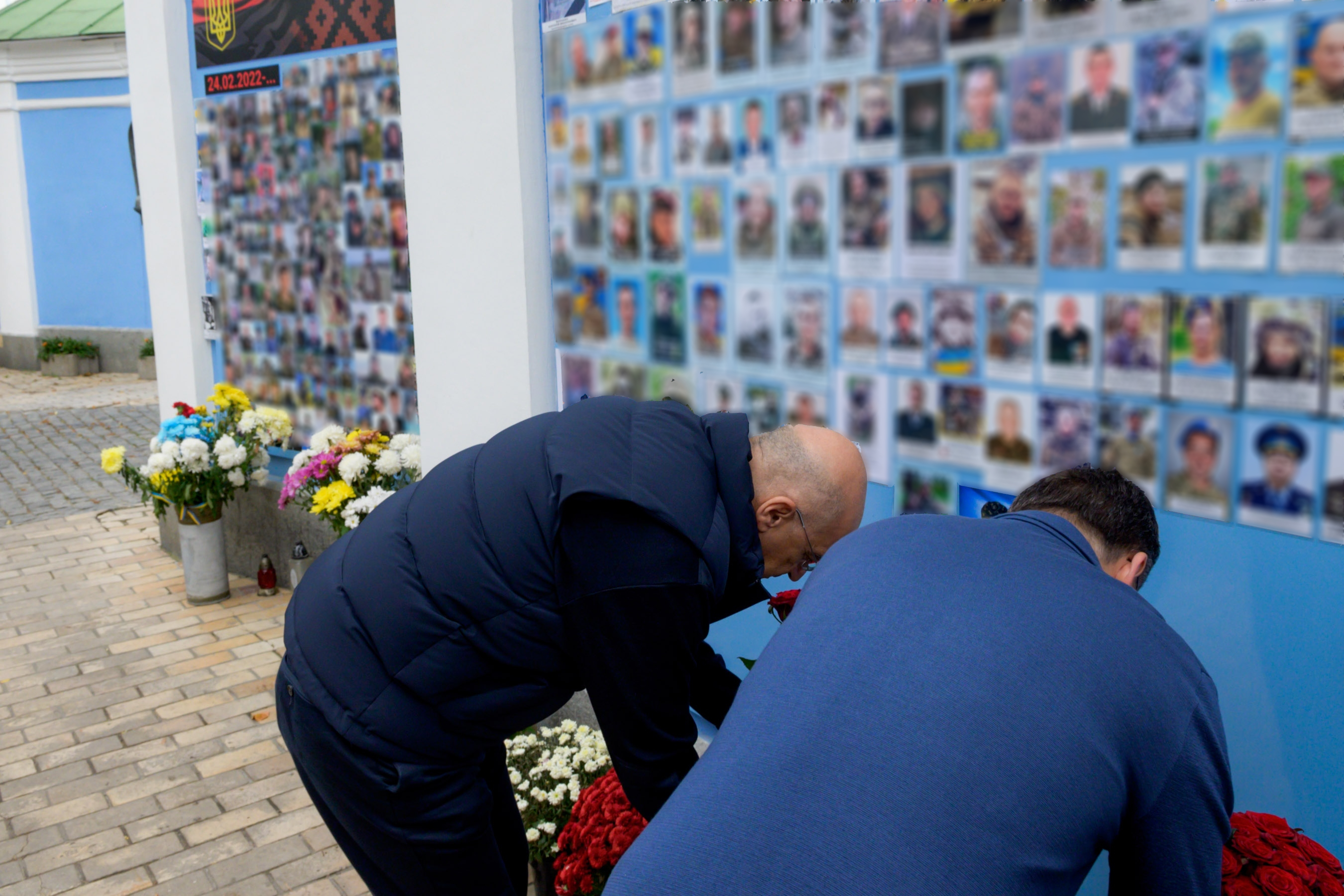
러시아-우크라이나 전쟁에서 사망한 우크라이나 군인들의 사진

Z 표시가 된 장갑차 옆의 러시아군 사상자

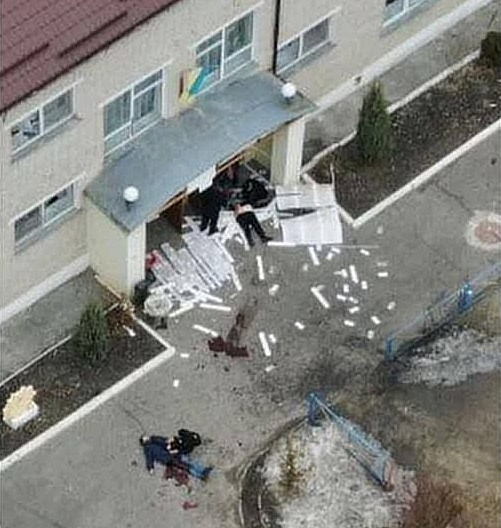
오흐티르카의 2층짜리 유치원 건물에 포탄 2발이 명중하여 약 50명이 입원한 후의 사상자

러시아와 우크라이나 소식통은 상대방의 사상자 수를 부풀리고 자국의 손실을 축소하여 사기를 높인다고 알려져 있다. 유출된 미국 문서에 따르면 "[러시아] 시스템 내의 사상자 미보고는 지휘 계통에 나쁜 소식을 전달하는 것을 '지속적으로 꺼리는' 군의 태도를 강조한다." 러시아 뉴스 매체는 러시아 사망자 수 보도를 대부분 중단했다. 러시아와 우크라이나는 각각 "상당한" 및 "상당한" 손실을 입었음을 인정했다.
민간인 및 군인 사망자 수는 정확히 확인하기 불가능하다. AFP는 자사나 독립적인 분쟁 감시자 모두 러시아와 우크라이나의 적군 손실 주장을 확인할 수 없었으며, 부풀려졌다고 의심했다고 보도했다. 2022년 10월, 독립 러시아 언론 프로젝트인 iStories는 크렘린궁에 가까운 소식통을 인용하여 9만 명 이상의 러시아 군인이 사망, 중상 또는 실종되었다고 보도했다.
전투 사망자는 위성 사진을 포함한 다양한 출처를 통해 추론할 수 있지만, 민간인 사망자를 측정하는 것은 더 어렵다. 2022년 6월, 우크라이나 국방장관은 CNN에 수만 명의 우크라이나인이 사망했으며, 사망자 수가 10만 명 미만이기를 바란다고 말했다. 2024년 7월까지 약 2만 명의 우크라이나인이 사지를 잃었다. 파괴된 마리우폴시에서 우크라이나 당국은 최소 25,000명이 사망한 것으로 추정하고 있으며, 2022년 9월에도 시신이 계속 발견되고 있었다. 시장은 마리우폴 포위전에서 10,000명 이상, 그리고 최대 20,000명의 민간인이 사망했으며, 러시아군이 도시로 진입할 때 이동식 화장 장비를 가져왔다고 말했다. 2022년 말 AP의 조사에 따르면 마리우폴 지역에서만 최대 75,000명의 민간인이 사망한 것으로 추정된다. AFP는 "사상자 수의 주요 공백은 수만 명의 민간인이 사망한 것으로 추정되는 마리우폴과 같은 러시아 점령지에서 정보가 부족하다는 점"이라고 밝혔다. 2022년 3월에서 2023년 2월 사이에 마리우폴에서 최소 8,000명 이상의 초과 사망자가 발생했다. 유엔 인권최고대표사무소(OHCHR)는 유사한 문제를 보고했으며, 실제 민간인 사상자 수가 확인 가능한 수치보다 훨씬 높다고 믿고 있다.
러시아군에서는 소수 민족이 불균형적으로 높은 사상자를 냈다. 2022년 10월, 러시아의 사망자 수가 가장 많은 지역은 다게스탄, 투바, 부랴티야로, 모두 소수 민족 지역이었다. 2024년 2월, 우크라이나에서 사망률이 가장 높은 러시아 지역 10곳 중 6곳은 시베리아와 극동 지역에 위치했으며, 소수 민족의 불균형적인 사상자 발생은 이러한 공동체에 장기적으로 파괴적인 영향을 미칠 것이라는 분석가들의 경고를 촉발했다. 2024년 5월부터 6월까지 매일 약 1,200명의 러시아 군인이 우크라이나에서 사망하거나 부상을 입었으며, 2024년 11월에는 1,500명으로 증가하여 해당 월에 45,690명의 사상자가 발생한 것으로 추정된다. 뉴스위크는 2024년 11월 가장 유혈이 낭자했던 날 사망한 러시아 남성(1,950명)의 비율이 러시아의 일일 평균 남성 출생률(1,836명)을 초과했다고 추정했다. 라트비아에 기반을 둔 뉴스 매체 메두자는 2024년 7월까지 최대 14만 명의 러시아 군인이 사망했다고 추정했다.
러시아의 침공은 지난 80년 동안 가장 치명적인 유럽 전쟁이 되었으며, 이는 보스니아 전쟁을 넘어섰다. 우크라이나의 평균 사망률은 2020년에 1,000명당 8.7명이었지만, 2024년에는 18.6명으로 급증했으며, 러시아의 사망률은 1,000명당 14명으로 사망률이 가장 높은 국가 중 1위와 9위를 차지했다. 2024년 8월, 하아레츠는 러시아 침공으로 172,000명이 사망했다고 추정했다. 2025년 2월, 퀸시 책임 국가 관리 연구소는 25만 명이 사망했다고 추정했다. 2024년 9월, 《Wall Street Journal》은 이제 100만 명의 우크라이나인과 러시아인이 사망하거나 부상을 입었다고 보도했으며, 이는 전쟁 전 인구가 감소하는 국가에 사상자 수가 미치는 영향을 언급했다.
|                                                         | 수치                                                                              | 기간                               | 출처                          |
| ------------------------------------------------------- | --------------------------------------------------------------------------------- | ---------------------------------- | ----------------------------- |
| 우크라이나 민간인                                       | 사망 13,580명, 부상 34,115명                                                      | 2022년 2월 24일 – 2025년 6월 30일  | 유엔 (OHCHR)                  |
| 러시아 민간인                                           | 사망 394명 (러시아 서부 기준)                                                     | 2022년 2월 24일 – 2024년 12월 25일 | 7x7                           |
| 우크라이나군                                            | 사망 70,935명 (비전투 사상자 포함), 실종 64,995명, 포로 6,087명 (이름으로 확인됨) | 2022년 2월 24일 – 2025년 5월 21일  | UALosses 프로젝트             |
| 러시아군 (도네츠크 인민공화국/루간스크 인민공화국 제외) | 사망 118,139명 (이름으로 확인됨)                                                  | 2022년 2월 24일 – 2025년 7월 11일  | BBC News Russian 및 Mediazona |
| 러시아군 (도네츠크 및 루간스크 인민공화국)              | 사망 21,000–23,500명                                                              | 2022년 2월 24일 – 2024년 9월 30일  | BBC News Russian              |

|                   | 수치                                                                      | 기간                                                                                                  | 출처                                       |
| ----------------- | ------------------------------------------------------------------------- | --- | ------------------------------------------ |
| 우크라이나 민간인 | 사망 12,000명 (확인됨), 포로 16,000명 이상                                | 2022년 2월 24일 – 2024년 6월 17일 2022년 2월 24일 – 2024년 12월 16일                                  | 우크라이나                                 |
| 우크라이나 민간인 | 사망 2,883명, 부상 8,260명 (도네츠크 인민공화국/루간스크 인민공화국 지역) | 2022년 2월 17일 – 2024년 12월 22일                                                                    | 도네츠크 인민공화국 및 루간스크 인민공화국 |
| 러시아 민간인     | 사망 621명 (크림 포함), 실종 789명                                        | 2022년 2월 24일 – 2025년 5월 19일                                                                     | 러시아                                     |
| 우크라이나군      | 사망 80,000명, 부상 400,000명                                             | 2022년 2월 24일 – 2024년 9월 이전                                                                     | WSJ 기밀 우크라이나 추정치 인용            |
| 우크라이나군      | 사망 60,000–100,000명, 부상 400,000명                                     | 2022년 2월 24일 – 2024년 11월 26일                                                                    | 디 이코노미스트 추정치                     |
| 우크라이나군      | 사망 50,000명, 부상 380,000명, 실종 56,700명, 포로 8,000명                | 2022년 2월 24일 – 2025년 3월 6일 2022년 2월 24일 – 2025년 2월 17일 2022년 2월 24일 – 2024년 10월 30일 | 우크라이나                                 |
| 러시아군          | 사망 및 부상 950,000명                                                    | 2022년 2월 24일 – 2025년 5월 3일                                                                      | 영국 국방부 추정치                         |
| 러시아군          | 사망 191,000–269,000명                                                    | 2022년 2월 24일 – 2025년 5월 30일                                                                     | BBC News Russian                           |
| 러시아군          | 사망 및 부상 1,046,270명 이상, 실종 60,000명                              | 2022년 2월 24일 – 2025년 7월 24일 2022년 2월 24일 – 2025년 2월 4일                                    | 우크라이나 국방부 추정치 우크라이나 정부   |
| 북한군            | 사망 600명, 부상 4,100명, 포로 2명                                        | 2024년 12월 14일 – 2025년 4월 30일                                                                    | 대한민국 추정치                            |

## 전쟁범죄 및 민간인 공격

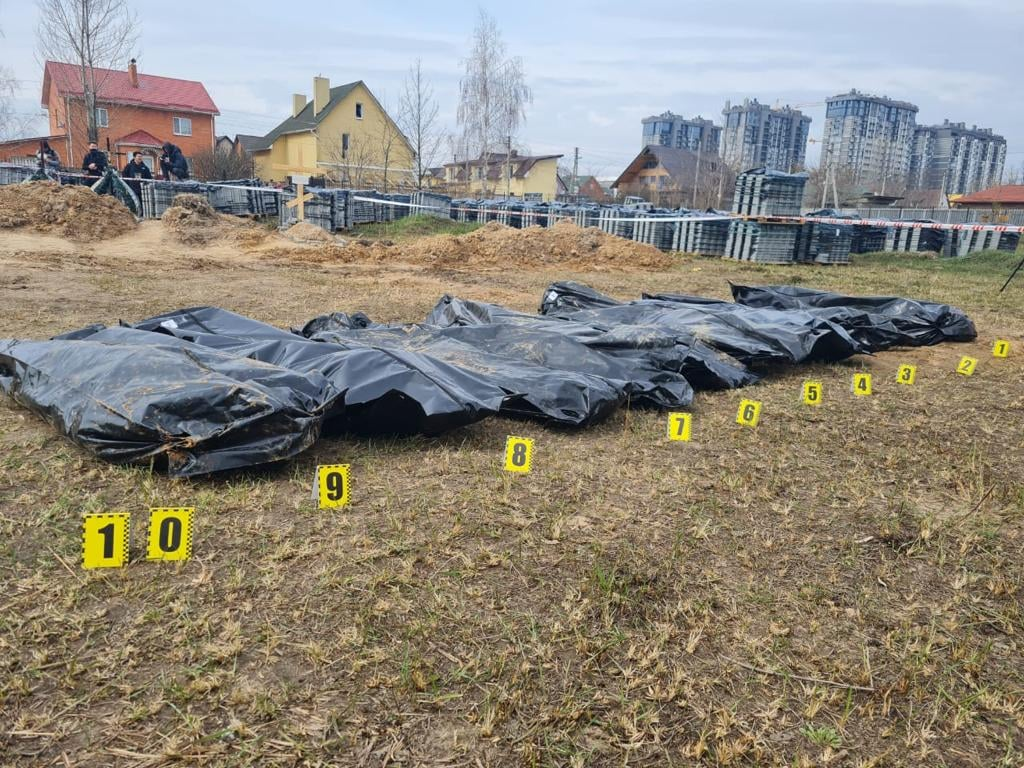
부차 학살 후 시신들

침공 동안 러시아군과 당국은 민간인 목표물에 대한 의도적인 공격(병원 공격 및 에너지망 공격 포함), 민간인 학살, 민간인 납치 및 고문, 성폭력, 민간인의 강제 추방, 우크라이나 전쟁 포로에 대한 고문 및 살해에 책임이 있다. 그들은 또한 인구 밀집 지역에서 무차별 공격을 많이 자행했는데, 집속탄을 사용하여 크라마토르스크역 미사일 공격에서 61명을 살해한 사례도 있다. 우크라이나 정보부장 키릴로 부다노우에 따르면, 러시아는 우크라이나 침공 시작 전에 우크라이나 교사, 언론인, 과학자, 작가, 성직자, 정치인에 대한 '처형 목록'을 작성했으며, 우크라이나인 집단학살을 준비하고 있었다. 이 계획에는 공동묘지 위치와 이동식 화장 시설도 포함되어 있었다.
유엔 인권최고대표사무소에 따르면, 2023년 12월까지 확인된 민간인 사상자의 약 78%가 우크라이나 통제 지역에서 발생했으며, 21%는 러시아 점령 지역에서 발생했다. 침공 시작 이후 12,300명 이상의 민간인이 사망했다. 러시아는 드론을 사용하여 의도적으로 우크라이나 민간인을 표적으로 삼았는데, 예를 들어 인간 사파리라고 불리는 헤르손 테러 캠페인이 있다. 2025년 5월, 유엔은 헤르손에서 민간인에 대한 러시아의 반복적인 공격이(당국에 따르면 거의 150명이 사망하고 수백 명이 부상) 전쟁 범죄 및 반인도적 범죄에 해당한다고 결론지었다.
유엔 인권사무소는 러시아가 점령된 우크라이나에서 심각한 임의 구금, 강제 실종, 고문, 시위 및 표현의 자유 탄압, 강제 러시아화, 아동 세뇌, 우크라이나 언어 및 문화 억압을 포함한 인권 침해를 저지르고 있다고 보고했다. 우크라이나인들은 러시아 여권을 취득하고 러시아 시민이 되도록 강요받고 있다. 거부하는 사람들은 의료 및 기타 권리를 거부당하고, "외국인"으로 투옥될 수 있다. 러시아 시민권을 취득한 우크라이나 남성들은 우크라이나군에 맞서 싸우도록 징집된다.
러시아군은 전쟁 중 금지된 화학 무기를 사용한 것으로 보도되었는데, 주로 최루탄 수류탄이었다. 2024년 4월, 《데일리 텔레그래프》 조사는 "러시아군이 우크라이나 군인들에 대한 불법 화학 공격을 체계적으로 수행하고 있다"고 결론지었다.

### 전쟁 포로
2022년 8월 25일 예일 보건대학원 인도주의 연구소의 보고서에 따르면 도네츠크주 인근에 우크라이나 "민간인, 포로 및 기타 인원"을 위한 여과 수용소 21곳이 확인되었다. 올레니우카 교도소의 한 수용소 이미지는 "잠재적 묘지"와 일치하는 흐트러진 흙이 있는 두 곳을 발견했다. 예일 보건대학원 교수 카베 호슈누드는 "민간인에 대한 외부와의 단절된 구금은 국제 인도법 위반 이상이며, 현재 러시아와 그 대리인의 구금 하에 있는 사람들의 공중 보건에 위협이 된다"고 말했다. 석방된 포로들이 묘사한 조건에는 노출, 위생, 식량 및 물 부족, 비좁은 환경, 전기 충격 및 물리적 폭행 등이 포함된다.
2022년 11월에 발표된 OHCHR 보고서는 양측의 학대 사례를 기록했다. 이 보고서는 학대와 학대에 대해 말한 포로들과의 인터뷰를 기반으로 했다.
2023년 3월, 유엔 인권고등판무관 볼커 튀르크는 자신의 사무실이 인터뷰한 우크라이나 포로 중 90% 이상이 고문을 당하거나 학대당했다고 말했으며, 여기에는 러시아가 여러 차례 요청에도 불구하고 유엔 직원에게 접근을 허용하지 않은 교도소 도착 시 "환영 구타"도 포함되었다.
2023년 4월, 러시아 군인들이 우크라이나 군인들의 목을 베는 장면을 담은 것으로 추정되는 여러 영상이 여러 웹사이트에 유포되기 시작했다.
2024년 3월, 유엔은 러시아가 지난 겨울 동안 최근 포로로 잡힌 우크라이나 전쟁 포로 30명 이상을 처형했을 수 있다는 보고서를 발표했다. 유엔 인권사무소는 러시아군이 우크라이나 군인 7명을 처형한 세 건의 사건을 확인했다. 같은 보고서에 따르면, 석방된 우크라이나 포로 60명 중 39명도 "수감 중 성폭력을 당했다고 밝혔으며, 여기에는 강간 시도, 강간 및 거세 위협, 구타 또는 생식기에 전기 충격 가하기, 심문 중 반복적인 강제 알몸 노출 및 문신 확인 등이 포함된다"고 언급했다.
2024년 10월, EEAS는 러시아의 우크라이나 포로 처형 빈도가 증가하고 있으며, 전쟁 시작 이후 러시아 억류 중 최소 177명의 포로가 사망했다고 밝혔다. 성명에는 유엔 인권최고대표사무소(OHCHR)가 러시아가 우크라이나 포로에게 사용하는 다양한 고문 방법의 체계적인 사용을 확인했다는 내용도 포함되었다.
우크라이나군 또한 러시아 전쟁 포로에 대한 처형 및 기타 학대 혐의를 받고 있지만, 이러한 주장의 수는 현저히 적다.(para. 105)

### 우크라이나 아동 납치
2024년 6월, 파이낸셜 타임스의 조사에 따르면 러시아 정부와 연관된 입양 웹사이트에서 국영 보호 시설에서 납치된 우크라이나 아동 4명이 확인되었다. 이 아동들의 우크라이나 배경은 언급되지 않았다. 한 아동은 새로운 러시아 이름과 우크라이나 문서와 다른 나이로 표시되었고, 다른 아동은 우크라이나 이름의 러시아어 버전을 사용하고 있었다. 파이낸셜 타임스에서 확인된 입양 웹사이트의 다른 17개 일치 사례도 최근 뉴욕 타임스 조사에서 우크라이나 아동으로 확인되었다. 우크라이나 당국은 전면적인 침공 시작 이후 약 2만 명의 우크라이나 아동이 점령지에서 러시아로 강제 이송되었다고 추정한다. 인도주의 법률 회사인 글로벌 라이츠 컴플라이언스의 웨인 조다쉬 사장은 아동의 강제 이송 또는 추방을 전쟁 범죄로 규정하며, 민간인에 대한 광범위하거나 체계적인 공격의 일부로 이루어질 경우 러시아는 반인도적 범죄도 저지르고 있다고 덧붙였다.
2025년 3월, ISW는 침공이 시작될 무렵 러시아는 이미 우크라이나 아동의 대규모 강제 이송을 위한 토대를 마련했으며, 푸틴은 우크라이나 사람들을 지배하는 방법으로 우크라이나의 다세대적 잠재력을 박탈하는 것을 인정했다고 밝혔다. ISW는 2022년 2월 18일자로 된 우크라이나 인권 운동가들이 발견한 크렘린 문서들을 인용하며, 점령된 도네츠크와 루한스크주 고아원의 우크라이나 아동들을 "인도주의적 대피"라는 명목으로 러시아로 이동시키려는 계획, 특히 부모의 보호를 받지 못하는 취약한 아동들을 대상으로 하는 계획을 설명했다. 침공 이후 몇 년 동안 러시아는 우크라이나 아동들을 납치하고 강제로 러시아 정체성을 부여하는 심도 깊은 제도화된 프로젝트를 시작했다. 국제법은 이러한 종류의 강제 아동 이송을 명시적으로 금지하며, 국가 또는 민족 집단에 해를 입힐 목적으로 아동을 이동시키는 행위를 집단학살 행위로 간주한다.

### 국제 체포 영장

2024년 9월 3일 몽골 울란바토르의 칭기즈 칸 동상 앞에서 푸틴과 몽골 대통령 오흐나깅 후렐수흐. 몽골은 푸틴에 대한 법원의 체포 영장에 공개적으로 불복종한 최초의 ICC 회원국이었다.

ICC는 우크라이나에서 저질러진 인도에 반한 죄, 집단학살 및 전쟁범죄 가능성에 대한 조사를 시작했다. 2023년 3월 17일, ICC는 푸틴에 대한 체포 영장을 발부했으며, 그를 러시아로 강제 추방된 아동 납치에 대한 개인적인 형사 책임으로 기소했다. 이는 ICC가 유엔 안전 보장 이사회 상임이사국(세계 5대 주요 핵보유국)의 국가 원수에 대해 체포 영장을 발부한 첫 사례였다. 모스크바는 전쟁 범죄에 대한 어떠한 개입도 부인했으며, 코크 대학교의 비토리오 부파키는 이러한 반응이 "우스꽝스러울 정도"였다고 말하며, 부차에서 나온 이미지가 조작되었다는 주장은 "망상적인 오만함, 과잉된 포스트 트루스에서 비롯된 불성실한 반응으로, 진지하게 받아들일 가치가 없다"고 덧붙였다. 보통 분열되어 있는 미국 상원조차도 푸틴을 전쟁 범죄자라고 비난하기 위해 단결했다.
러시아의 전쟁 범죄를 기록하려는 여러 노력 중 하나는 시장과 빵줄에 대한 반복적인 포격, 기본 기반 시설 파괴, 수출 및 보급 수송대에 대한 공격과 관련이 있는데, 이는 소비에트 연방이 홀로도모르에서 우크라이나인들을 의도적으로 굶주리게 한 기억이 여전히 강하게 남아 있는 국가에서 벌어진 일이다. 마리우폴에서 일어났던 인구의 강제 추방도 또 다른 초점 영역인데, 이는 다음과 같다.
제4차 제네바 협약 및 제2 추가 의정서와 로마 규정 8조에 따라 강제 추방 및 이송은 전쟁범죄로 정의되며, 로마 규정 7조에 따라 반인도적 범죄로 정의된다. 전쟁 범죄 및 반인도적 범죄로서, 이들은 국제형사재판소 및 개별 국가 수준에서 보편관할권 및 마그니츠키 제재 입법과 같은 여러 개인 책임 메커니즘을 가지고 있다.

ICC는 또한 군사 관리인 세르게이 코빌라쉬, 빅토르 소콜로프, 세르게이 쇼이구 및 발레리 게라시모프에 대한 체포 영장을 발부했다.

## 영향

### 인도주의적 영향
침공은 2022년 식량 위기에 기여했다. 2025년 2월 현재, 370만 명의 우크라이나인이 국내에서 피난 중이며 690만 명은 난민이다.
민간인에게 대규모 사상자와 강제 이주를 야기한 러시아의 민간인 공격은 집단학살과 데모사이드로 특징지어져 왔다. 2023년 9월, 유엔이 위임한 조사 기구는 러시아 점령군이 우크라이나인들을 고문하여 죽였고, 가족들이 옆방에서 여성들이 강간당하는 소리를 듣도록 강요했다고 보고했다. 이 위원회는 이전에 러시아군이 우크라이나에서 저지른 위반 행위가 반인도적 범죄에 해당할 수 있음을 발견했다.
2024년 8월 현재, WHO는 1,940건의 우크라이나 의료 시설 공격을 기록했으며, 광범위한 이중 타격 공격이 보고되었다. 2023년, 인권의사연합은 러시아의 우크라이나 의료 시스템 공격이 전쟁 범죄로 간주될 "합리적인 근거"가 있으며, 잠재적으로 반인도적 범죄에 해당할 수 있다고 설명했다.

#### 문화 유산
문화 유적지에 대한 의도적인 파괴와 약탈은 전쟁범죄이다. 무력 분쟁 중에는 침략 행위로 간주된다. 2025년 4월 현재, 유네스코는 종교 유적지 149곳, 박물관 34곳, 기념물 33곳, 도서관 18곳을 포함하여 485곳의 우크라이나 문화 유적지 피해를 확인했다. 2022년, 유럽 의회는 러시아의 우크라이나 문화재 파괴를 전쟁 범죄로 규정했다. 우크라이나 문화부 장관 올렉산드르 트카첸코는 이를 문화적 학살이라고 불렀다.

### 난민 위기

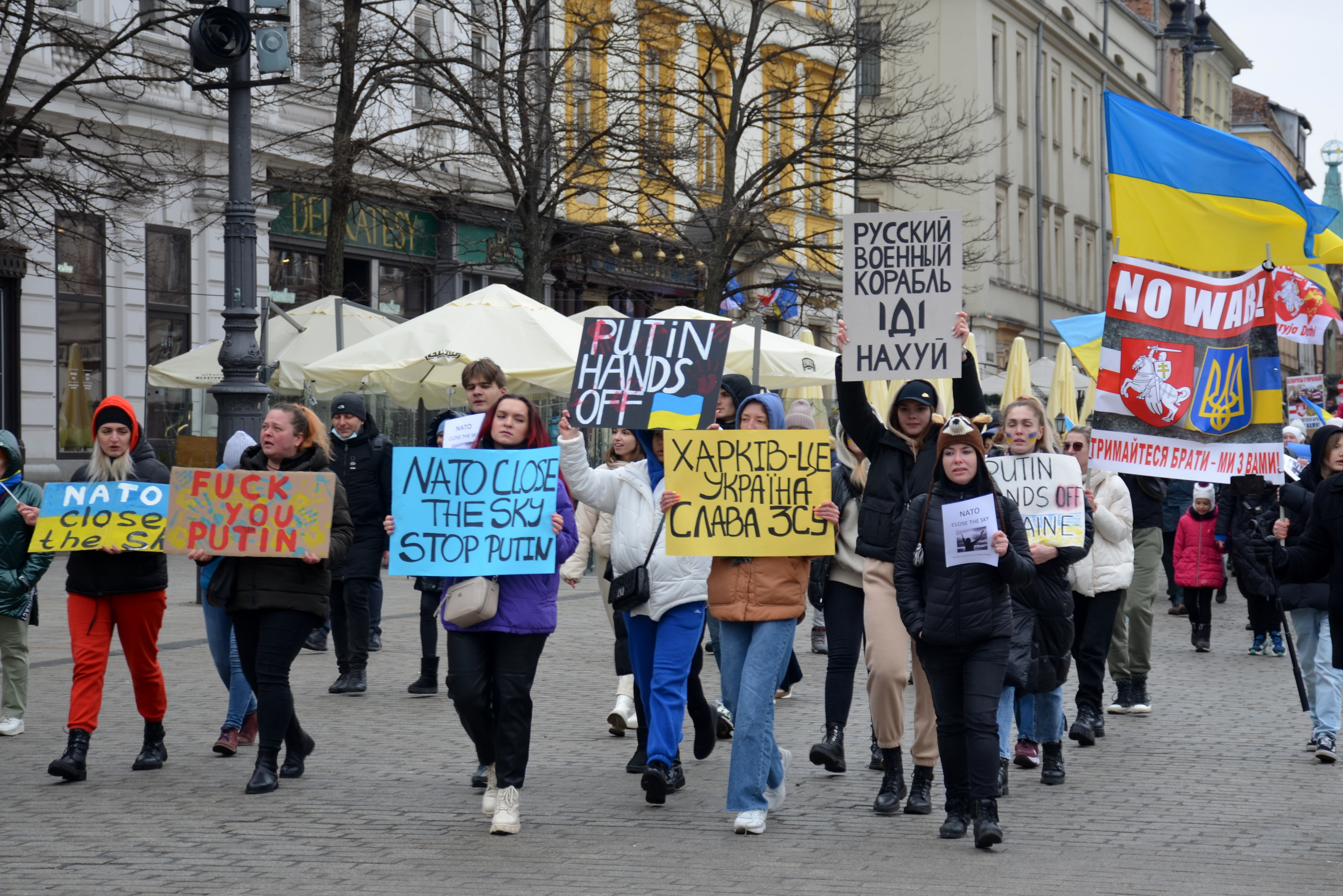
크라쿠프에서 전쟁에 항의하는 우크라이나 난민들, 2022년 3월 6일

이 전쟁은 제2차 세계 대전 이후 유럽에서 가장 큰 난민 및 인도주의적 위기를 야기했다. 침공 첫 주에 유엔은 100만 명 이상의 난민이 우크라이나를 떠났다고 보고했으며, 2023년 2월에는 이 수치가 800만 명을 넘어섰다. 2022년 5월, 우크라이나로 군사 장비가 대거 유입된 후, 상당수의 난민들이 우크라이나 남동부의 침공 전선에서 비교적 고립된 지역으로 돌아가려 했다. 5월 3일 기준으로, 우크라이나 내부에서 또 다른 800만 명이 실향민이 되었다.
대부분의 난민은 여성, 어린이, 노인 또는 장애인이었다. 18세에서 60세 사이의 대부분의 우크라이나 남성들은 의무 징병의 일환으로 우크라이나 출국이 금지되었다. 다만 세 명 이상의 자녀를 경제적으로 부양해야 하거나, 한부모 가정의 아버지이거나, 장애 아동의 부모/보호자인 경우는 예외였다. 많은 우크라이나 남성들은 십대들을 포함하여 자발적으로 우크라이나에 남아 저항에 동참하기로 선택했다.
2022년 5월 기준으로 유엔난민기구에 따르면 폴란드에 3,315,711명, 루마니아에 901,696명, 헝가리에 594,664명, 몰도바에 461,742명, 슬로바키아에 415,402명, 벨라루스에 27,308명의 난민이 있었으며, 러시아는 800,104명 이상의 난민을 수용했다고 보고했다. 2022년 7월까지 390,000명 이상의 우크라이나 난민이 체코에 도착했으며, 이곳의 평균 난민은 자녀를 동반한 여성이었다. 이 난민들은 체코 전체 인구보다 대학 학위를 소지할 가능성이 두 배 더 높았다. 튀르키예는 2022년 3월 기준으로 58,000명 이상의 우크라이나 난민을 등록했다. EU는 일시적 보호 지침을 처음으로 발동하여 우크라이나 난민에게 EU 내에서 최대 3년간 거주 및 노동할 권리를 부여했다. 영국은 146,379명의 난민을 수용했으며, EU와 거의 동일한 권한으로 3년간 영국에 체류하며 국가 복지 및 서비스를 이용할 수 있도록 했다.
유럽 안보 협력 기구(OSCE)에 따르면, 러시아는 130만 명 이상의 우크라이나 민간인을 "대규모 강제 이송"하여 인류에 대한 범죄를 구성할 수 있다. OSCE와 우크라이나는 러시아가 민간인들을 러시아 점령지 내 여과 캠프로 강제 이동시킨 다음 러시아로 이송했다고 비난했다. 우크라이나 소식통은 이러한 정책을 소련 시대 인구 이동 및 제1차 체첸 전쟁에서의 러시아 행동에 비유했다. 예를 들어, 2022년 4월 기준으로 러시아는 약 121,000명의 마리우폴 주민을 러시아로 대피시켰다고 주장했다. 리아 노보스티와 우크라이나 관리들은 수천 명이 러시아와 러시아 점령 우크라이나의 도시들에 있는 센터들로 보내졌으며, 그곳에서 사람들은 러시아의 경제적으로 침체된 지역으로 보내졌다.

### 장기적인 인구 통계학적 영향

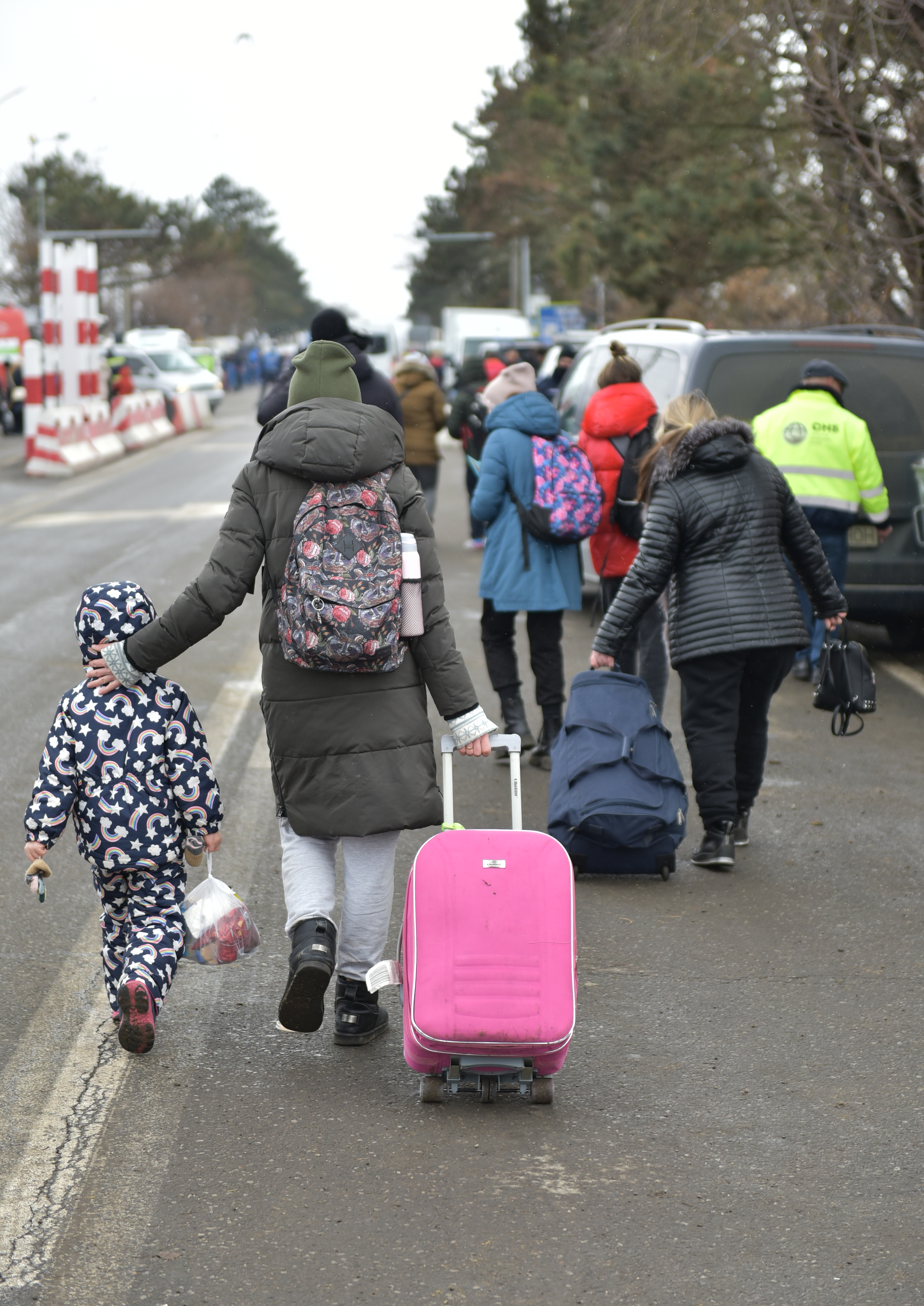
우크라이나 난민들이 루마니아로 입국하는 모습, 2022년 3월 5일

러시아와 우크라이나 모두 전쟁 전에도 세계적으로 가장 낮은 출생률과 상당한 이민으로 인해 심각한 인구 감소의 전망에 직면해 있었다. 평균 연령 40세 이상의 두 국가가 서로 전쟁을 벌인 것은 이번이 처음이다. 러시아는 우크라이나보다 4배 이상 많은 전투 연령(18세~40세) 남성 인구를 보유하고 있었고 출생률도 약간 더 높았지만, 전투 의지는 우크라이나에서 더 강하게 나타났다.
여러 출처에서 전쟁이 우크라이나의 인구 통계학적 위기를 상당히 악화시키고 있으며, 상당한 인구 감소가 매우 가능성이 높다고 지적했다. 2023년 7월 빈 국제 경제 연구소의 연구에 따르면,
전쟁이 얼마나 오래 지속되든, 그리고 추가적인 군사적 확전이 있든 없든, 우크라이나는 전쟁의 결과로 인한 인구 통계학적 회복이 어려울 것이다. 2040년에도 인구는 약 3천5백만 명에 불과할 것이며, 이는 전쟁 전(2021년: 4천2백8십만 명)보다 약 20% 감소한 수치이며, 노동 가능 인구의 감소가 가장 심각하고 광범위할 것으로 예상된다.

이 연구는 "최상의 시나리오"(2023년 전쟁 종료, 추가 확전 없음)부터 "최악의 시나리오"(2025년 전쟁 종료, 추가 확전 포함)까지 다양한 시나리오를 고려했다. 전쟁으로 인한 피난은 특히 남부 및 동부 지역에, 그리고 특히 교육 수준이 높은 가임기 여성과 그들의 자녀에게 영향을 미쳤다. 난민의 20% 이상이 돌아오지 않을 것으로 추정되는 가운데, 연구 저자인 마리나 트베르도스투프는 장기적인 인구 감소가 재건을 위한 조건을 크게 저해할 것이라고 결론지었다.

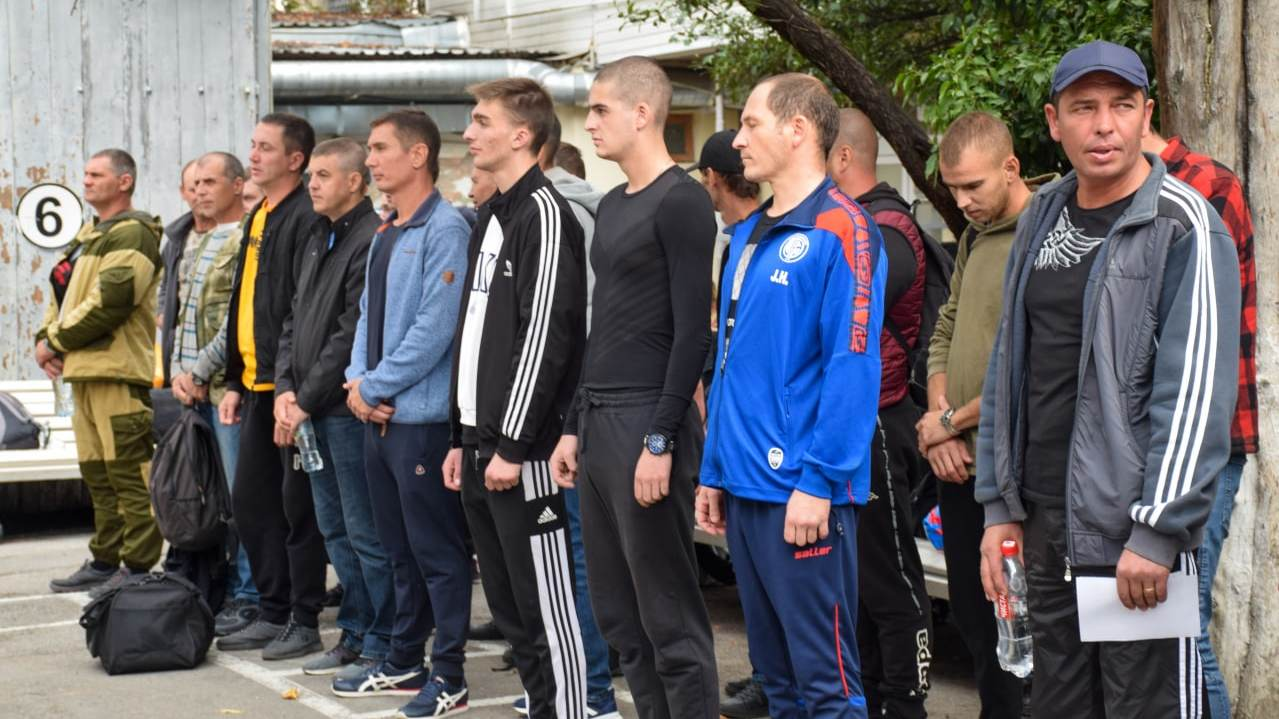
점령된 크림반도의 민간인들이 2022년 러시아 동원령에 따라 러시아군에 징집되었다

우크라이나 전쟁과 그에 따른 이민, 낮은 출생률, 그리고 전쟁 관련 사상자 발생은 러시아의 인구 통계학적 위기를 더욱 심화시켰다. 많은 논평가들은 상황이 1990년대보다 더 나빠질 것이라고 예측한다. 유엔은 2021년에 시작된 감소가 계속될 것이며, 현재의 인구 통계학적 조건이 지속된다면 50년 안에 러시아 인구는 1억 2천만 명이 되어 약 17% 감소할 것이라고 예측한다.
2022년 2월 이후 수십만 명의 러시아인들이 이민했으며, 추정치는 37만 명에서 82만 명 이상에 달한다. 동원령과 결합하여 이는 러시아 인구에서 약 50만 명에서 100만 명의 노동 연령 남성을 제거했을 수 있다. 연구에 따르면 이것은 특히 러시아에서 분쟁 기간보다 훨씬 오래 지속되는 인구 통계학적 영향을 미칠 것이며, 푸틴의 임기 중에도 영향을 미칠 것이라고 한다.
BBC에 따르면:
그들은 다양한 삶의 배경을 가지고 있다. 우리와 같은 기자도 있지만, IT 전문가, 디자이너, 예술가, 학자, 변호사, 의사, 홍보 전문가, 언어학자도 있다. 대부분은 50세 미만이다. 많은 사람들이 서구 자유주의 가치를 공유하며 언젠가 러시아가 민주 국가가 되기를 희망한다. 일부는 LGBTQ+이다. 현재 러시아 이민을 연구하는 사회학자들은 떠나는 사람들이 머무는 사람들보다 더 젊고, 교육 수준이 높으며, 부유하다는 증거가 있다고 말한다. 그들은 주로 대도시 출신이다.
요하네스 바흐스에 따르면 "러시아에서 기술 인력의 대규모 유출, 즉 두뇌 유출은 장기적으로 전쟁의 진행과 러시아 경제에 상당한 영향을 미 미칠 수 있다." 한 조사에 따르면, 떠난 사람들 중 약 15%가 영구적으로 또는 일을 정리하기 위해 러시아로 돌아왔다.
2023년 11월, 세계 러시아 인민 평의회에서 푸틴은 침공으로 인한 러시아 사상자가 증가하는 가운데 러시아 여성들에게 8명 이상의 자녀를 가지라고 촉구했다.
2024년 7월, 영국 육군 총참모장 (영국) 롤랜드 워커는 현재의 전투 방식으로는 러시아가 자신들의 영토라고 주장하는 도네츠크, 루한스크, 헤르손, 자포리자 4개 주를 통제하는 데 5년이 걸릴 것이며, 이로 인해 러시아는 150만에서 180만 명의 사상자를 낼 것이라고 말했다. 그는 러시아의 침공에는 "승자가 없다"며, "양측 모두에게 완전한 파괴와 잃어버린 세대"라고 덧붙였다.

### 환경 영향

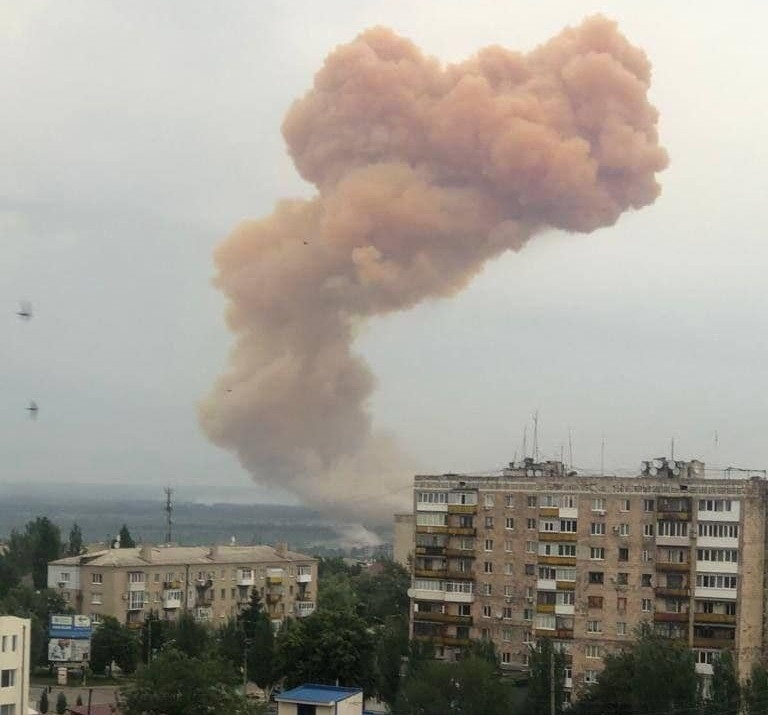
세베로도네츠크 전투 중 질산 탱크 포격으로 인한 폭발, 2022년 5월 31일

예비 평가에 따르면, 전쟁으로 인해 우크라이나에 510억 달러의 환경 피해가 발생했다. 예일 환경 대학원 보고서에 따르면 포격으로 인해 약 623,000톤의 석유 화학 제품이 불에 탔고, 약 1,500톤의 오염 물질이 수역으로 유출되었다. 유해 화학 물질은 약 28 헥타르 (70 ac)의 토양을 오염시켰고, 농업 활동을 일시적으로 불가능하게 만들었을 가능성이 높다. 우크라이나 토지의 약 30%가 폭발물로 오염되었고, 2.4백만 헥타르 (5.9백만 에이커) 이상의 숲이 손상되었다.
네덜란드 기반의 평화 단체 PAX에 따르면, 러시아의 "산업 및 에너지 기반 시설에 대한 고의적인 공격"은 "심각한" 오염을 야기했으며, 폭발성 무기 사용은 도시와 마을에 "수백만 톤"의 오염된 잔해를 남겼다. 2023년 6월 초, 러시아 점령 하의 카호우카 댐이 손상되어 홍수를 일으키고 "생태 재앙"에 대한 경고를 촉발했다.
우크라이나 정부, 국제 관측통 및 언론인들은 이 피해를 생태학살이라고 묘사했다. 우크라이나 정부는 환경 범죄 및 생태 학살(우크라이나에서 범죄임)에 대한 추가 조사를 진행하고 있다. 젤렌스키는 환경 피해와 그 처벌 방법을 논의하기 위해 저명한 유럽 인사들(하이디 하우탈라, 마르고트 발스트룀, 메리 로빈슨 및 그레타 툰베리)을 만났다.
2024년 4월 NGL 미디어가 발표한 조사에 따르면 러시아는 60,000헥타르 이상의 우크라이나 숲을 완전히 파괴했다. 이 조사는 장기적인 생태학적 결과로 지하수위 하강, 생물 다양성 감소, 대기 질 악화, 화재 발생, 강과 연못의 건조화 등을 포함할 수 있다고 밝혔다.
우크라이나 전쟁은 전 세계 기후 정책을 심각하게 방해하고 이산화탄소 배출량을 증가시켰다. 그 영향은 아시아, 유럽,
그리고 미국에서 강하게 느껴졌다. 국제 에너지 기구의 파티흐 비롤은 COP 28의 전망에 대해 언급하며 다음과 같이 말했다.
... 우크라이나 전쟁으로 많은 국가들이 대립하고 있고, 미국과 중국 간의 관계가 여전히 냉랭한 지정학적 상황은 힘든 정상회담이 될 것이다. [...] (기온 상승을 산업화 이전 수준보다 1.5 °C (2.7 °F)로 제한하는) 가장 중요한 과제는 국제 협력의 부족이다.

#### 핵 위험

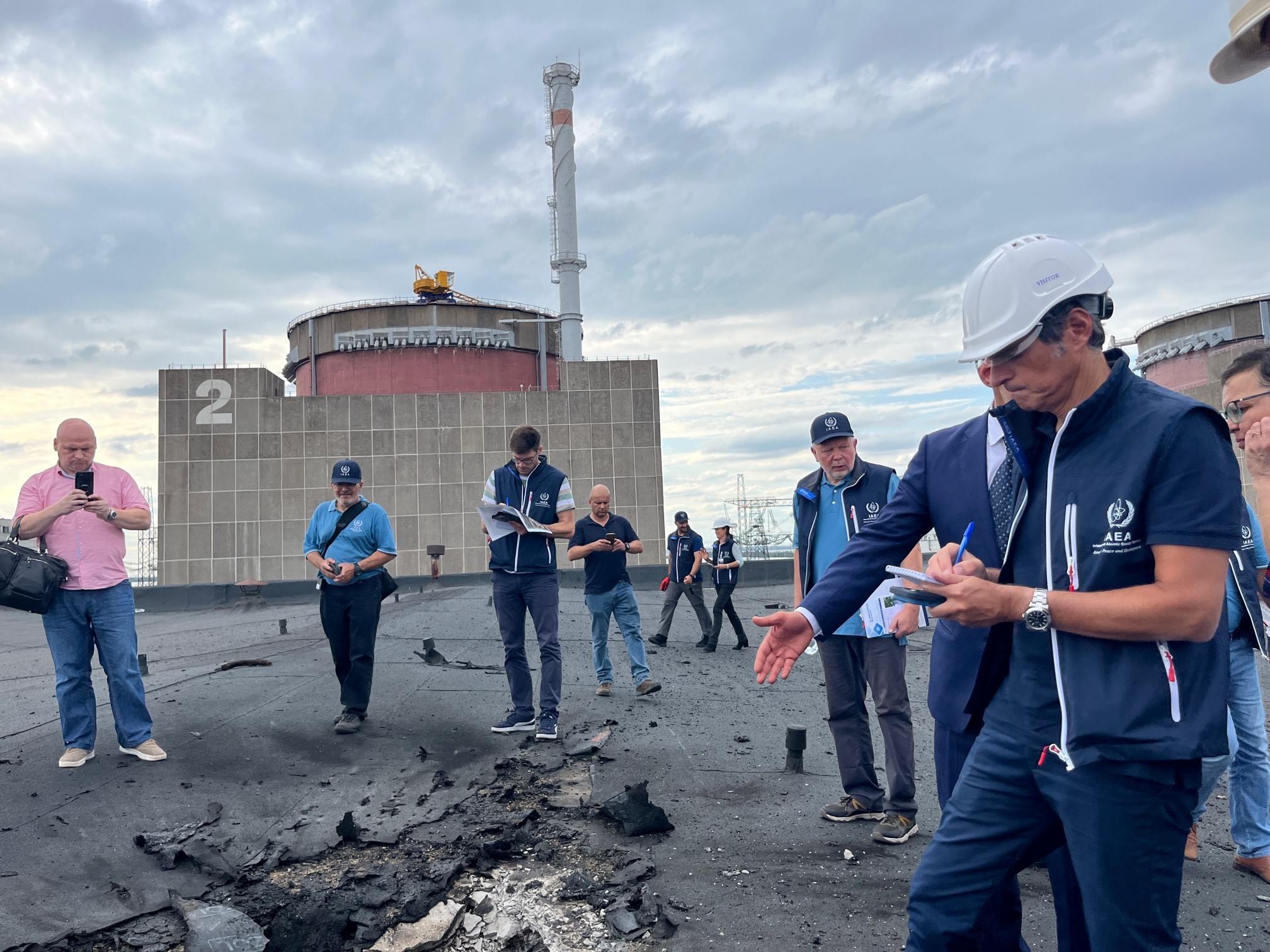
IAEA 사찰관들이 자포리자 원자력 발전소의 피해를 기록하고 있다

전쟁 내내 푸틴은 특정 "레드라인"이 넘어갈 경우 러시아가 핵무기를 사용할 수 있음을 시사했다. 2024년까지 러시아 정부의 "레드라인" 대부분이 핵무기 사용 없이 넘어갔다.
침공 4일 만에 푸틴은 러시아 핵 전력을 고도의 경계 태세로 전환하여 러시아가 우크라이나에 전술 핵무기를 사용할 수 있다는 우려를 불러일으켰다. 젤렌스키는 그가 "완전히 무책임한 행동"이라고 부른 것에 대한 대응으로 러시아의 핵 자산에 대한 "세계적 통제"가 있어야 한다고 제안했다. 2023년 3월, 푸틴은 벨라루스에 러시아 전술 핵무기를 배치할 계획을 발표했다.
이 침공은 우크라이나의 원자력 발전소에 영향을 미쳤다. 러시아군은 첫날 체르노빌을 점령하여 방사선 수치가 급격히 치솟았다. 러시아는 유럽에서 가장 큰 자포리자 원자력 발전소도 점령했으며, 이후 포격으로 위험에 처하고 손상되었다. 2022년 8월, 젤렌스키는 이 상황을 "러시아 핵 테러"라고 묘사했다. 국제 원자력 기구는 군사 분쟁이 핵 발전소들 사이에서 발생한 것은 처음이라고 밝히며 자포리자 원자력 발전소 주변에 비무장 지대를 설정할 것을 촉구했다.

### 경제적 영향

#### 우크라이나
우크라이나 경제개발통상부 장관 율리야 스비리덴코는 2022년 우크라이나의 국내총생산(GDP)이 30% 감소했다고 발표했다. 국제 통화 기금은 우크라이나의 GDP가 최소 10%에서 최대 35% 감소할 것이라고 예측했으며, 유럽 부흥 개발 은행 또한 침공으로 인해 우크라이나 GDP가 20% 감소할 것이라고 예측했다. 우크라이나 통계청은 2023년 우크라이나의 GDP가 5.3% 성장했다고 밝혔다.
우크라이나는 2022년 3월 1일부터 전쟁 채권을 발행하기 시작했으며, 다음 날 우크라이나 정부는 61억 4천만 흐리우냐를 조달했다고 발표했다. 2022년 5월 유럽 연합 집행위원회는 불가리아, 폴란드, 헝가리, 루마니아, 슬로바키아에 곡물 판매 금지 조치를 내렸으며, 해당 국가를 통과하는 경우에만 예외를 두었다. 이 금지 조치는 2023년 9월에 해제되었다.
전쟁은 우크라이나에 큰 인도주의적 위기를 야기했다. 유엔 개발 계획은 2022년 3월에 장기화된 분쟁이 우크라이나 인구의 30%를 빈곤선 아래로 떨어뜨릴 것이며, 추가로 62%가 1년 이내에 빈곤에 빠질 위험에 처할 것이라고 계산했다.

#### 러시아
러시아 경제개발부는 2022년 GDP가 2.1% 감소했다고 밝혔으며, 2023년에는 러시아 정부가 GDP가 3.6% 성장했다고 밝혔다. 2024년 4월 27일, 러시아가 전쟁 비용을 충당하기 위해 개인 소득세와 법인세 인상을 계획하고 있다는 보도가 나왔다. 2025년 1월, 러시아가 2022년 초부터 막대한 전쟁 비용을 조달하기 위해 두 가지 전략을 사용했다고 보도되었다. 공식적인 러시아 정부의 국방 예산 외에—정상적인 경로를 통한 군사 지출로 2024년 6월까지 우크라이나 전쟁 수행을 위한 직접적인 재정 지출은 미화 2500억 달러로 추정되었으며, 국방 예산은 연간 GDP의 20% 이상으로 증가했다—러시아 정부가 강제한 국방 계약자 및 전쟁 관련 기업에 대한 우대 은행 대출을 통해 2000억 달러 이상의 부채 자금을 조달하는 추가적인 예산 외 자금 조달 메커니즘이 사용되었다.
2025년 4월 스톡홀름 경제대학교 소속의 스톡홀름 전환 경제 연구소(SITE)가 발표한 보고서에 따르면, 공식적인 러시아 통계는 신뢰할 수 없고 불투명하며, "경제적 회복력에 대한 국내 서사를 강화하고 제재의 효과에 의문을 제기하면서도 근본적인 취약점을 숨기는 데 기여한다." 2025년 5월 13일 경제 및 재정 문제 이사회 회의에서 EU 재무장관들에게 제출된 이 보고서는 또한 러시아의 재정 부양이 지금까지 경제를 지탱했지만, 지속 불가능한 궤도에 있다고 주장했다. 보고서는 "낙관적인 성장 시나리오에서도 러시아의 경제 규모는 지속적인 지정학적 경쟁에서 서방 적대국들의 역량과 견줄 만큼 충분하지 않다"고 결론지었다.
G7 국가들은 2022년 12월 5일 러시아 석유에 60달러의 가격 상한선을 부과했다. 미국은 2022년 3월 8일 러시아 석유 수입을 전면 금지했다. 유럽 연합은 2023년 2월 5일 러시아산 석유 제품에 대한 금수 조치를 취했다. 러시아 석유를 금수 조치한 다른 국가로는 파이브 아이즈 파트너인 캐나다, 영국, 호주, 뉴질랜드가 포함된다. 러시아 자체는 2023년 9월 21일부터 외국 디젤 판매를 금지했으며, 10월 6일에 해제되었다.

## 평화 노력

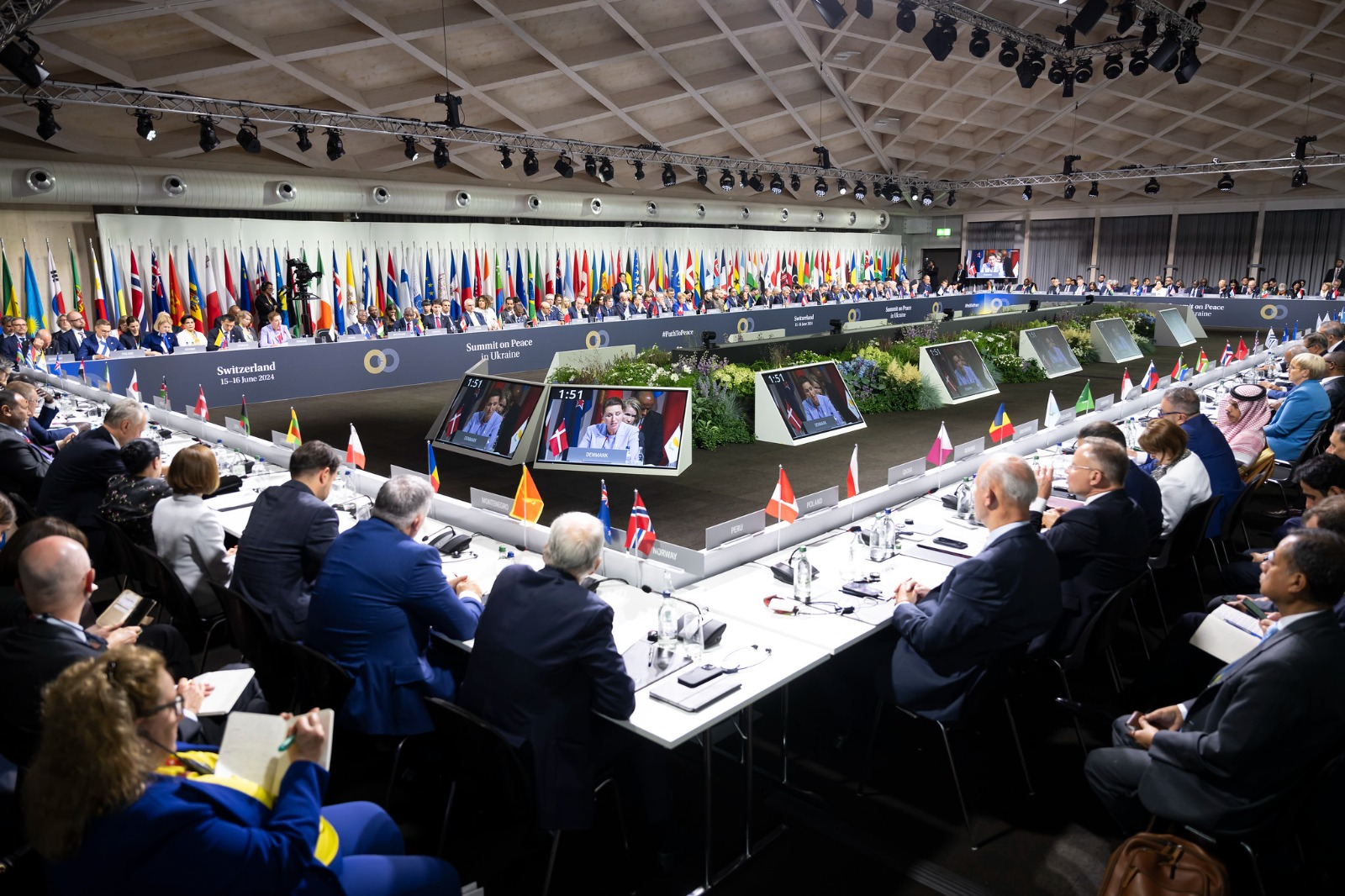
2024년 6월 우크라이나 평화 정상회담 참석자들

러시아와 우크라이나 간의 평화 협상은 2022년 2월 28일, 3월 3일, 3월 7일 벨라루스-우크라이나 국경에서 열렸고, 3월 10일 튀르키예에서 추가 회담이, 3월 14일에는 4차 협상이 시작되었다. 협상은 합의 없이 종료되었다.

푸틴은 합병된 영토에 대한 러시아의 주권 인정을 우크라이나와의 평화 협상 조건으로 내세웠다.

2024년에 우크라이나의 주요 평화 조건은 러시아군의 철수, 우크라이나 포로 석방, 전쟁 범죄에 대한 러시아 지도자 기소, 그리고 추가 침략을 막기 위한 우크라이나의 안보 보장이었다. 러시아의 주요 조건은 러시아가 점령한 모든 영토를 유지해야 하고, 자신들이 주장하지만 완전히 통제하지 못하는 모든 주를 넘겨받아야 하며, 우크라이나가 NATO 가입 계획을 중단하고, 러시아에 대한 제재가 해제되어야 한다는 것이었다. 서방 소식통에 따르면, 러시아가 점령한 영토를 유지하게 허용하는 것은 "침략자에게 보상을 주고 희생자를 처벌하는 것"이며 위험한 선례를 남길 것이라고 한다. 그들은 이것이 러시아가 재무장하고 우크라이나 및 다른 이웃 국가들에 대한 "제국주의적 팽창주의 캠페인"을 계속하도록 조장하며, 다른 팽창주의 정권들을 대담하게 만들 것이라고 예측했다.
2025년에 도널드 트럼프가 미국 대통령이 된 후 미국 정책에 큰 변화가 있었다. 트럼프 행정부는 러시아와 따로, 그리고 우크라이나와도 따로 협상을 시작했다. 2025년 2월, 트럼프 행정부 하의 미국은 유엔 결의안에서 두 번이나 러시아 편에 섰다. 첫째는 러시아의 행동을 비난하고 우크라이나의 영토 보전을 지지하는 유럽이 초안한 결의안에 반대했고, 둘째는 갈등 종식을 요구하지만 러시아에 대한 비판을 포함하지 않는 유엔 안전 보장 이사회 결의안을 작성하고 찬성 투표했다.

## 국제 반응

2022년 3월 2일 우크라이나 침공을 비난하고 러시아군의 완전 철수를 요구하는 유엔 총회 결의 ES-11/1 투표
찬성
반대
기권
불참
비회원국

이 침공은 정부 및 국제 기구로부터 광범위한 국제적 비난을 받았다. 2022년 3월 2일과 2023년 2월 23일, 유엔 회원국 141개국이 러시아가 즉시 철수해야 한다고 결의안에 찬성표를 던졌다. 러시아를 포함한 7개국은 이 조치에 반대했다. 침공에 대한 정치적 반응으로는 러시아에 대한 새로운 제재가 포함되었으며, 이는 러시아 및 세계 경제에 광범위한 경제적 영향을 미쳤다. 2025년 7월 기준으로, EU는 러시아와 벨라루스에 대해 18개 제재 패키지를 채택했으며, 총 2,500개 이상의 등록된 법인과 개인이 포함되어 있다. 제재로 인해 러시아는 석유 수출을 인도와 같은 비제재 국가로 재조정하고, LNG (유럽 연합 제재 대상이 아님)에 더 의존하며, 석탄 수출을 유럽에서 아시아로 전환해야 했다. 대부분의 유럽 국가들은 러시아와의 핵 협력을 취소했다.
70개 이상의 주권 국가와 유럽 연합이 우크라이나에 인도주의적 지원을 제공했으며, 거의 50개 국가와 EU가 군사 지원을 제공했다. 경제 제재에는 러시아 항공기의 EU 영공 사용 금지, 특정 러시아 은행의 SWIFT 국제 결제 시스템 사용 금지, 그리고 특정 러시아 언론사의 금지가 포함되었다. 침공에 대한 반응에는 대중의 반응, 언론 반응, 평화 노력, 그리고 침공의 법적 함의 조사가 포함되었다.
일부 국가, 특히 글로벌 사우스에서는 미국의 외교 정책에 대한 불신 때문에 러시아에 대한 대중적 동정이나 노골적인 지지가 나타났다. 러시아 및 러시아 점령 우크라이나 일부 지역을 포함하여 전 세계적으로 시위와 집회가 열렸다. 러시아 제품 불매 운동 촉구가 소셜 미디어 플랫폼을 통해 확산되었고, 해커들은 러시아 웹사이트, 특히 러시아 정부가 운영하는 웹사이트를 공격했다. 침공 이후 해외 거주 러시아인에 대한 반러 감정이 급증했다. 2022년 3월, 러시아 대통령 푸틴은 전쟁과 관련된 어떠한 비판도 억압하기 위해 러시아 군사 작전에 대한 "가짜 뉴스"를 유포할 경우 최대 15년의 징역형을 도입했다.
이코노미스트 인텔리전스 유닛의 2023년 보고서에 따르면, 세계 인구의 31%가 러시아에 기울거나 지지하는 국가에 살고 있고, 30.7%는 중립국에, 36.2%는 어떤 식으로든 러시아에 반대하는 국가에 살고 있다.
수많은 초국가적 및 국가적 의회가 러시아를 테러 지원국으로 선포하는 결의안을 통과시켰다. 2022년 10월까지 라트비아, 리투아니아, 에스토니아 세 국가가 러시아를 테러 국가로 선포했다. 2023년 8월 1일, 아이슬란드는 우크라이나 침공의 결과로 모스크바 대사관을 폐쇄한 첫 유럽 국가가 되었다.
침공은 우크라이나, 핀란드 및 스웨덴이 공식적으로 NATO 가입을 신청하도록 촉발했다. 핀란드는 2023년 4월 4일에 NATO 회원국이 되었고, 스웨덴은 2024년 3월 7일에 뒤를 이었다.
마리우폴 포위전 중에 제작된 다큐멘터리 영화 마리우폴에서의 20일은 2024년 최고 다큐멘터리 오스카상을 수상했다.

## 같이 보기
- 러시아의 크림반도 합병
- 러시아-우크라이나 관계
- 제2차 냉전

### 내용주
1. 1 2  2022년 9월 30일 러시아에 편입됐다.
2. ↑  벨라루스 영토에서 러시아 연방군에게 일부 침공을 준비하는 것이 허용되었다.[1] 벨라루스 대통령 알렉산드르 루카셴코도 필요하다면 벨라루스군이 침공에 참여할 수 있다고 밝혔으며,[2] 벨라루스 영토는 우크라이나에 미사일을 발사하는 데 사용되었다.[3] 우크라이나 관리들은 벨라루스군이 우크라이나에 진입했다고 주장하고 있다.[4]
3. ↑  Including military, paramilitary, and 34,000 separatist militias.
4. ↑  최소 25개국 출신 외국인 민간인 174명이 우크라이나 내에서 사망한 것으로 확인되었다. 자세한 국적별 사망자 현황은 여기 참조.
5. ↑  여기 참조. 우크라이나 당국에 따르면 주별 민간인 사망자 현황에 대한 자세한 내용은 여기에 나와 있습니다.
6. ↑  일부 민간인은 러시아에서 억류 중 사망한 것으로 보고되었다.[556] 기자 빅토리야 로시치나와 같다.[557]
7. ↑  도네츠크 인민공화국은 2022년 1월 1일부터 2024년 12월 22일까지 자국 영토에서 민간인 1,799명이 사망하고 6,902명이 부상했다고 밝혔다.[560] 이 중 2022년 1월 1일부터 2월 25일까지 8명이 사망하고 23명이 부상했으며,[561] 러시아 침공 기간 동안 총 1,791명이 사망하고 6,879명이 부상했다.
8. ↑  2025년 2월 17일 기준 63,000명 실종.[569] 이 중 90%가 군인으로 추정되며,[570] 이는 약 56,700명에 해당한다.
9. ↑  또한 우크라이나는 2024년 10월 초 러시아군과 함께 싸우던 북한 군인 6명이 미사일 공격으로 사망했다고 주장했으며, 국방부 장관은 이 보고가 "매우 가능성 있다"고 말했다.[575] 그러나 러시아는 이 보고를 부인했다.[576]
10. ↑  아마도 새로운 도시들은 2021년 가을 쇼이구가 건설 계획을 발표한 시베리아의 새로운 산업 도시들을 의미할 것이다.[646]